# Biserica fortificată din Saschiz

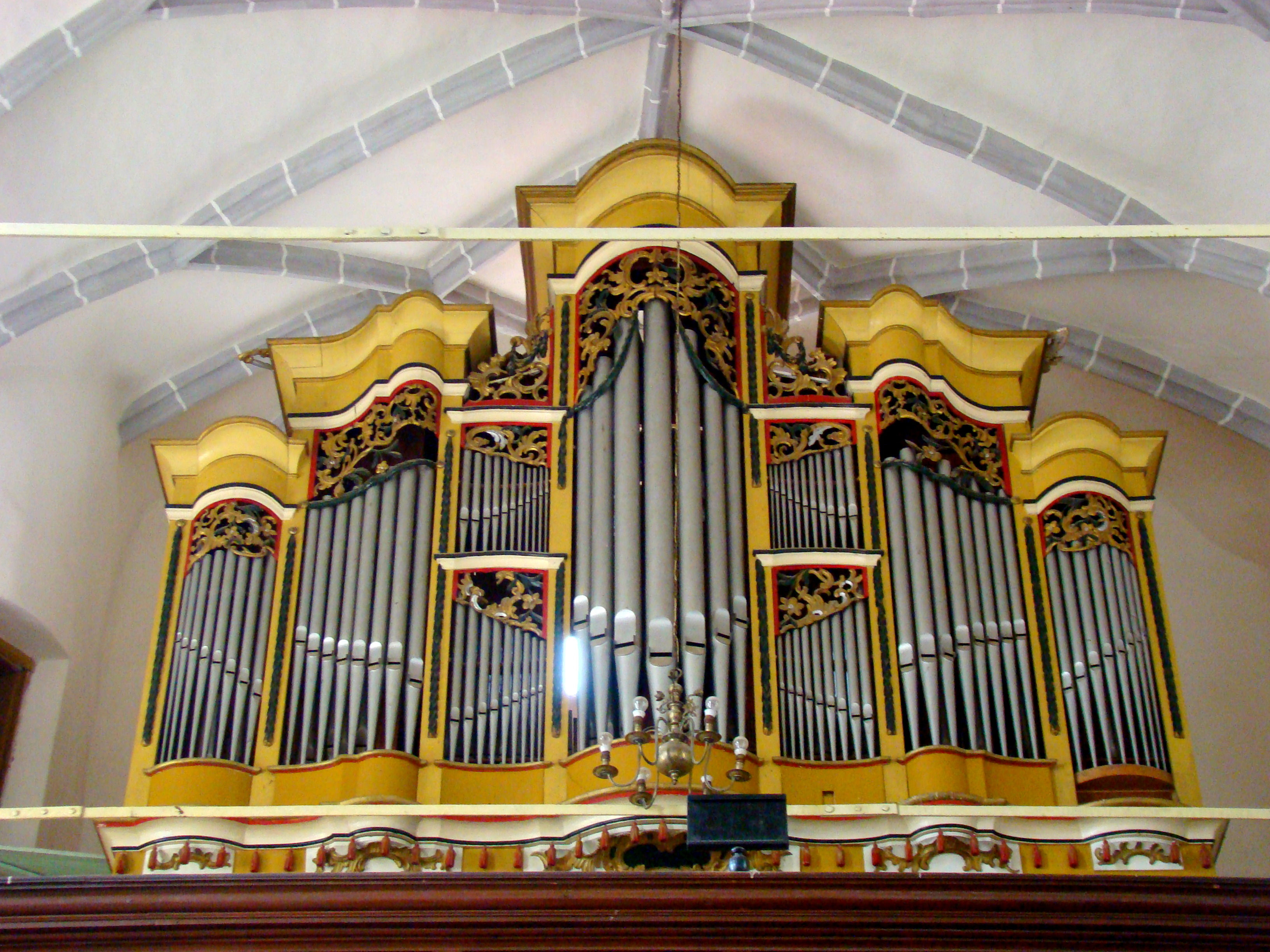
Orga bisericii

Biserica evanghelică fortificată din Saschiz, județul Mureș, a fost construită în secolul al XIII-lea. Biserica figurează pe lista monumentelor istorice 2010, cod LMI MS-II-a-A-15782.

## Localitatea
Saschiz, mai demult Saschizd, Chizd (în dialectul săsesc Keist, Kaest, în germană Keisd, Kaisd, Keißd, Kaißd, Hünenburg, Hujnerschburg;, în maghiară Szászkézd vára) este un sat în județul Mureș, Transilvania, România. Este reședința comunei Saschiz. Prima mențiune documentară este din anul 1309. În secolele XI-XII a fost locuit de secui, care ulterior au fost transferați în estul Transilvaniei.

## Biserica
Pe locul unde altă dată se afla o bazilică romanică, s-a ridicat în 1493 o mare biserică fortificată în onoarea regelui Ștefan I al Ungariei. Biserica masivă, construită din piatră de carieră, în stil gotic, este de tip sală, întărită cu 22 de contraforturi. Sala este foarte lată și lungă, iar corul este închis pe trei laturi. În 1496 a fost terminat corul bisericii, iar în 1525 toate lucrările au fost terminate. Un nivel de apărare a fost construit din cărămidă deasupra sălii și a corului, în mod similar fiind ridicate deasupra bolții stelate a sacristiei încă două niveluri. Biserica are trei portaluri cu ambrazuri terminate în arc frânt. Prin vestul bisericii se află două turnulețe din cărămidă prin care se face accesul în interior. Prin intermediul unor arcade late care sunt sprijinite pe retragerile contraforturilor este susținut parapetul etajului de apărare care mascheză gurile de turnare. Deasupra tuturor se ridică doi pereți de grosime mică care au rol în diminuarea pătrunderii proiectilelor aruncate din exterior. Pereții au prevăzute metereze la care se poate ajunge printr-un coridor din lemn. Înglobat în sistemul defensiv este și turnul sacristiei care se regăsește sub acelaș acoperiș al bisericii și care se ridică deasupra etajului de apărare cu 16 metri.
Asemănător cu biserica fortificată din Moșna, corul păstrează parțial boltirea originală prevăzută cu penetrații. Se poate vedea și coronamentul unui tabernacul care lasă impresia unei marimi considerabile similare cu cel din Moșna. Tot aici, se află două lespezi, una a preotului Martin Roselerus, ea fiind atribuită marelui sculptor Elias Nicolai și una mai veche a unui preot Conradus.
Relativ recent, în secolul al XIX-lea atât bolta navei cât și bolta corului au fost modificate înlocuindu-se bolțile semicilindrice cu penetrații. Ferestrele bisericii sunt în stil gotic târziu prezentând vederii muluri traforate precum și fragmente din rondele de sticlă înglobate într-o rețea de plasă din plumb. Odinioară, orga se afla deasupra altarului. În secolul al XVIII-lea aceasta a fost relocată într-o tribună pe latura vestică, special construită.
Turnul de apărare  are un aspect masiv și are prevăzute niveluri cu guri de tragere. El a fost construit la o distanță de circa 10 metri de sacristie. Ultimele caturi sunt ridicate din cărămidă, celelalte fiind din piatră. Transformarea sa în clopotniță s-a realizat o dată cu construirea turnului cu ceas din Sighișoara, în anul 1677. După puțin timp de la transformare a avut loc un incendiu care l-a distrus aproape în întregime. Trecând încă printr-un incendiu, aspectul pe care-l are astăzi se datorează refacerii sale din anul 1832. La fereastra etajului superior există o figurină numită Bogdan, care acompaniază bătăile ceasului.
Biserica evanghelică fortificată din Saschiz face parte din patrimoniul mondial UNESCO.
Date privind fondurile din care s-a construit  edificiul religios provin începând din anul 1494 până în 1525, acestea menționând subvenții acordate de către "Provincia Sibiului". Există de asemenea și o indulgență papală acordată între anii 1503 și 1507, localitatea având de asemenea și scutiri de livrări de produse pentru armată ca și de încartiruiri.

## Orga
Orga a fost construită în anul 1786 de maistrul Johannes Prause. Starea ei s-a deteriorat mult în ultimii ani. Cu ajutorul fondurilor de la Comisarul Guvernului Federal pentru Cultură și Media (BKM), în cooperare cu Comitetul Organiștilor din Biserica Evanghelică C.A., o să fie restaurată în România, de o firmă din Hărman specializată în restaurarea orgilor istorice din Transilvania. Orga restaurată va fi inaugurată în toamna anului 2023 (29/30 septembrie) în cadrul Întâlnirii Sașilor din România.

## Fortificația
Fortificația săsească a fost construită între secolele al XIV-lea și al XV-lea, cu ziduri înalte până la 9 m. Întreg ansamblul a fost înconjurat de un puternic zid de apărare, al cărui traseu este urmat de actuala împrejmuire a bisericii. 

## Cetatea țărănească
În afara bisericii există pe un deal din apropiere și o cetate țărănească a cărei datare este din secolul al XIV-lea. 
Pe o piatră a cetății este dăltuit anul 1343. Cetatea a avut șase bastioane și o fântână adâncă de 60 m (care astăzi mai are numai 1-2 m). Legenda spune că din fundul fântânii ar fi pornit un tunel care ducea până în centrul comunei.

## Imagini din exterior

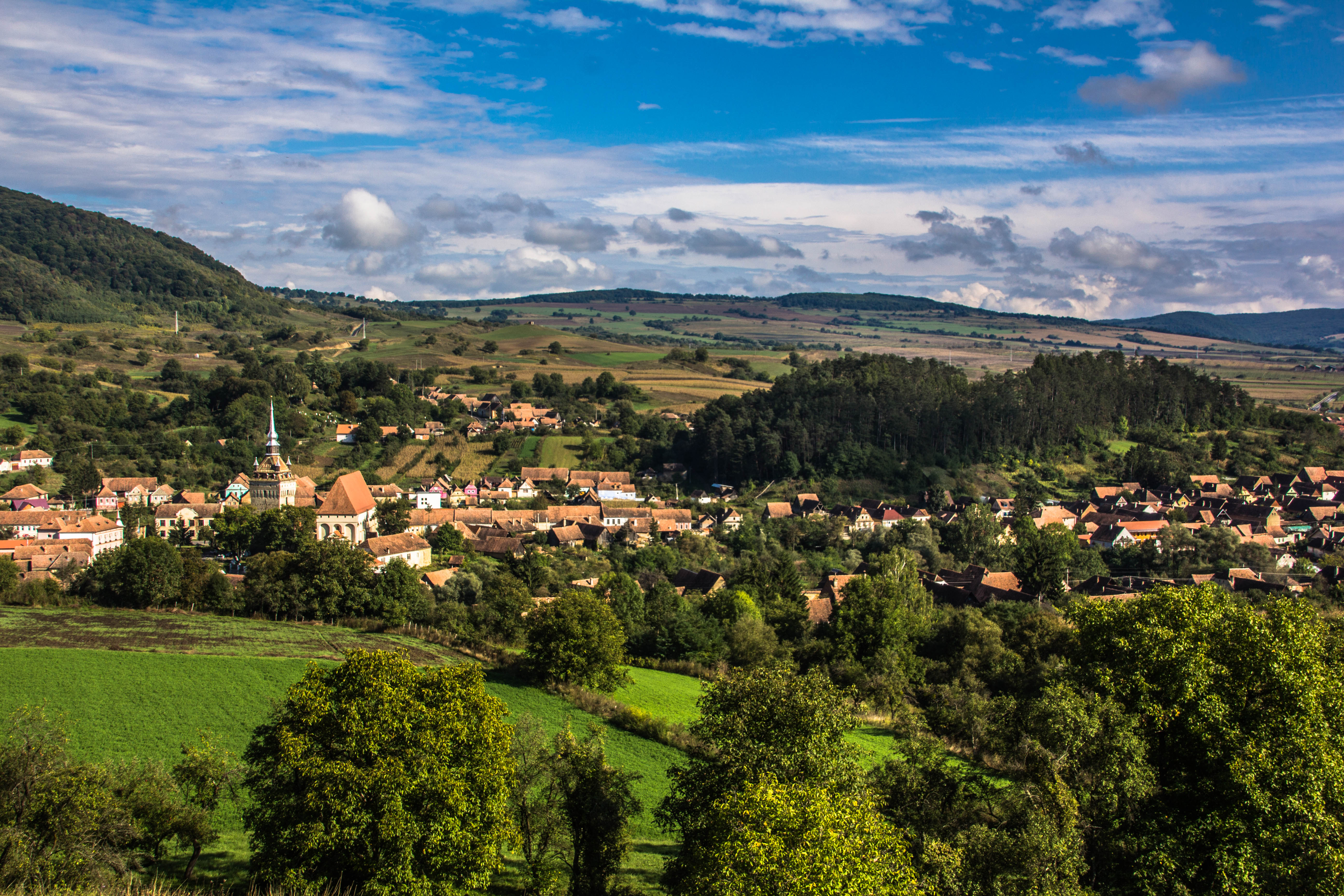
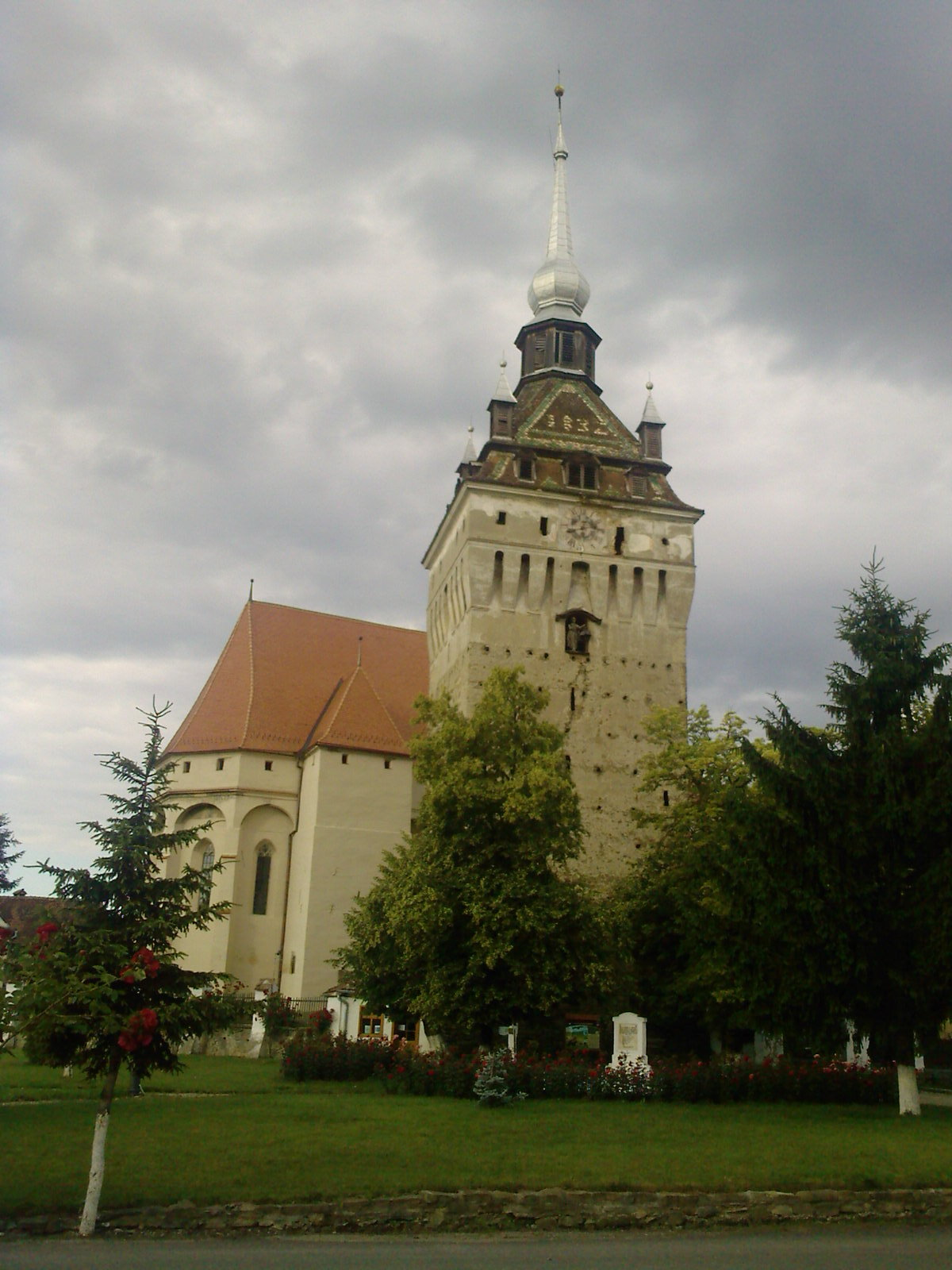
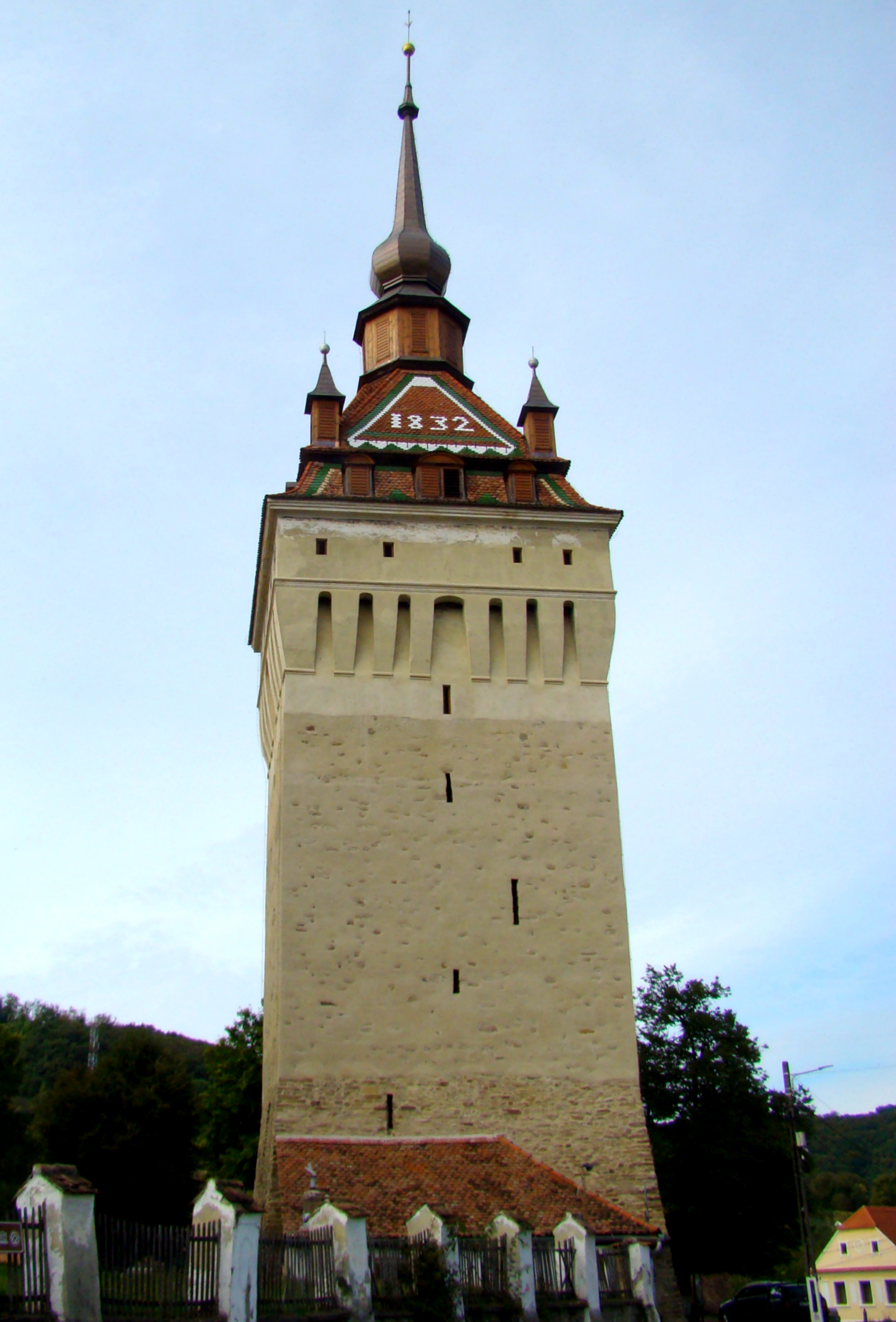
Turnul de nord, care în anul 1677 a fost prevăzut cu o fleşă marcantă, asemănătoare cu cea a turnului cu ceas din Sighişoara
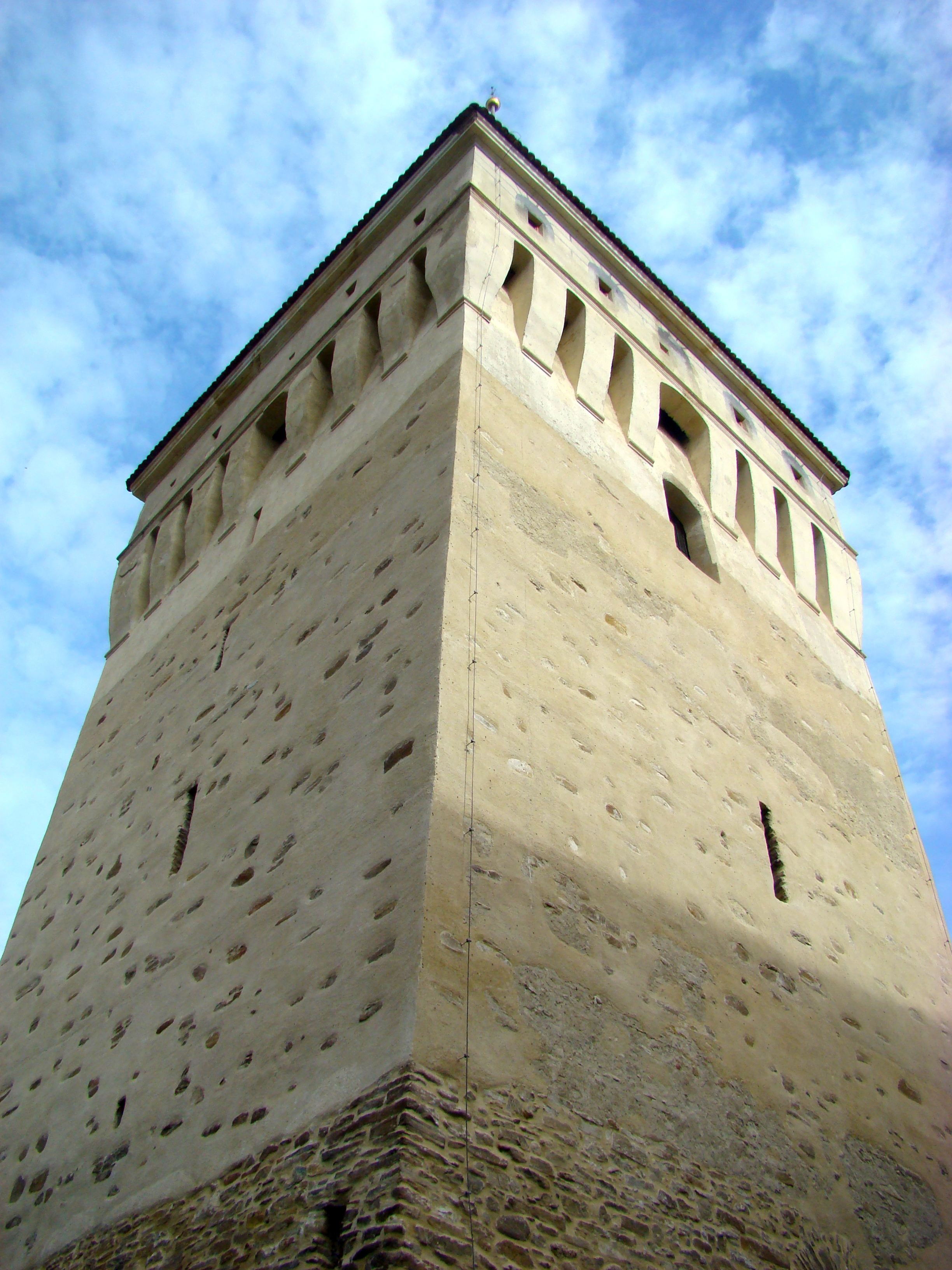
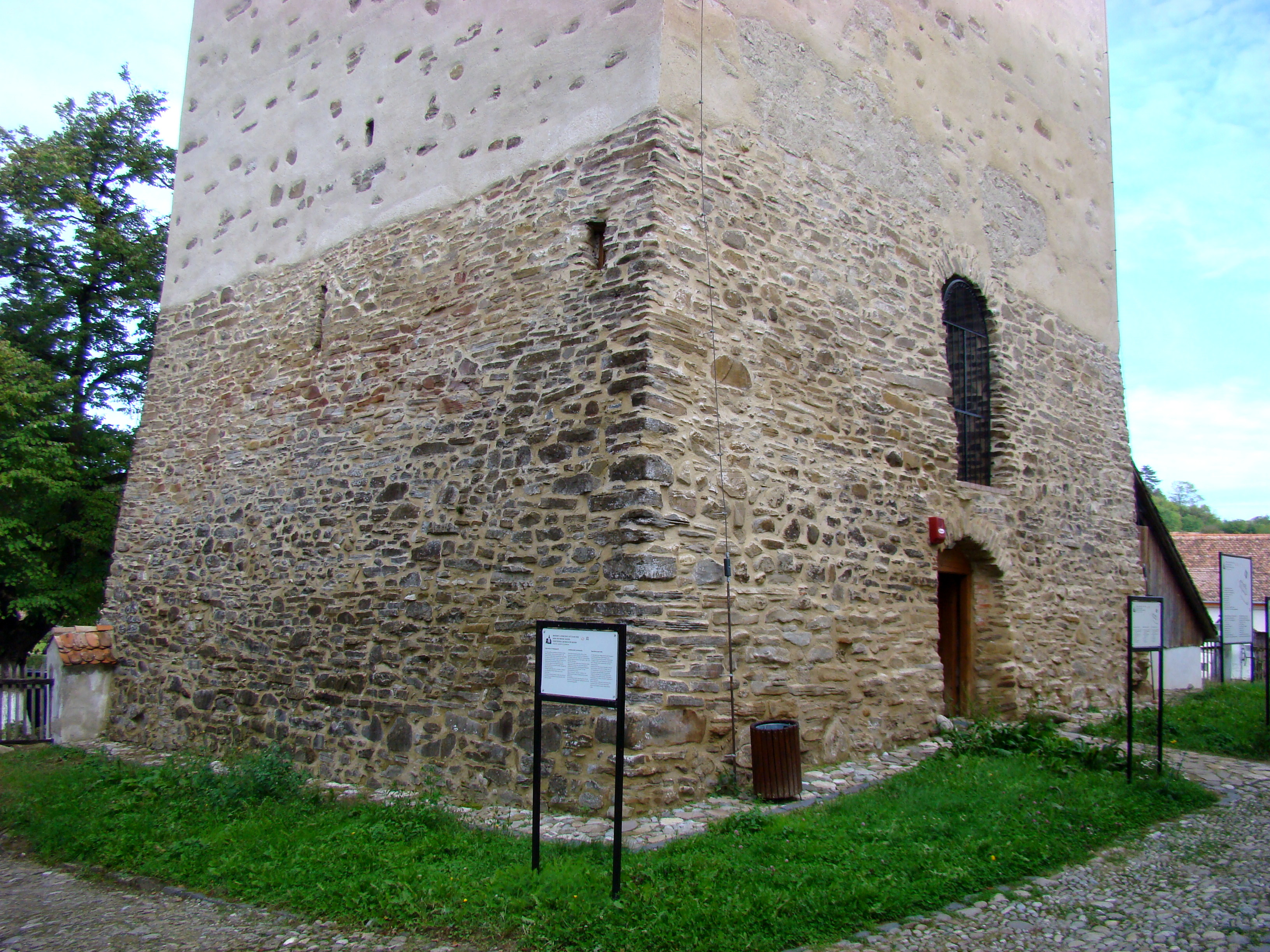
La o distanță de 11 m de sacristie este poziționat turnul clopotniță, cu latura de 11,6 m și zidul de 3 m grosime
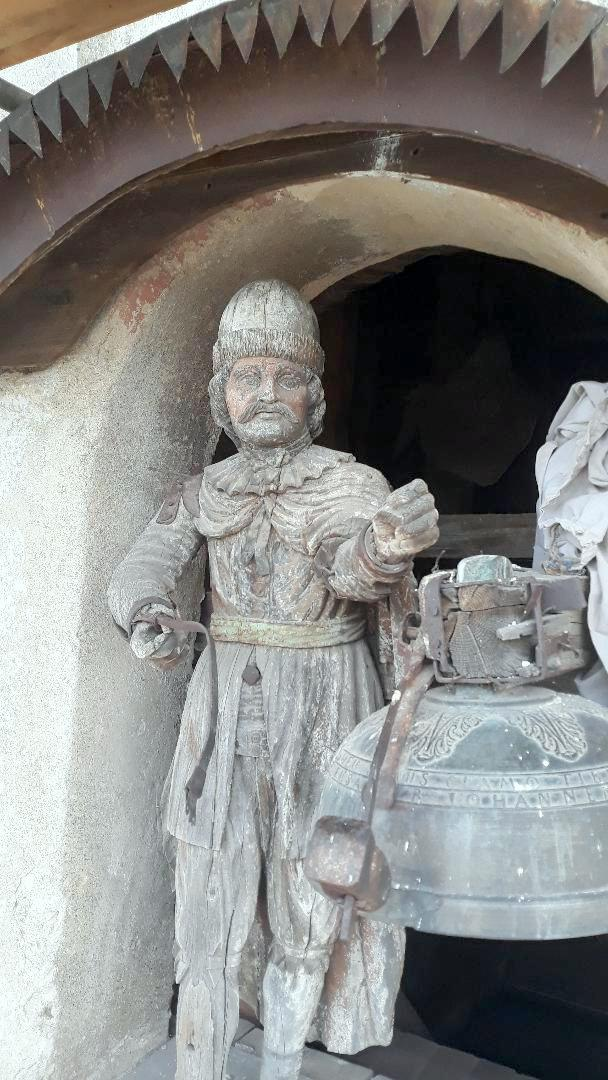
Statueta de lemn din turn (denumită de localnici Bogdan)
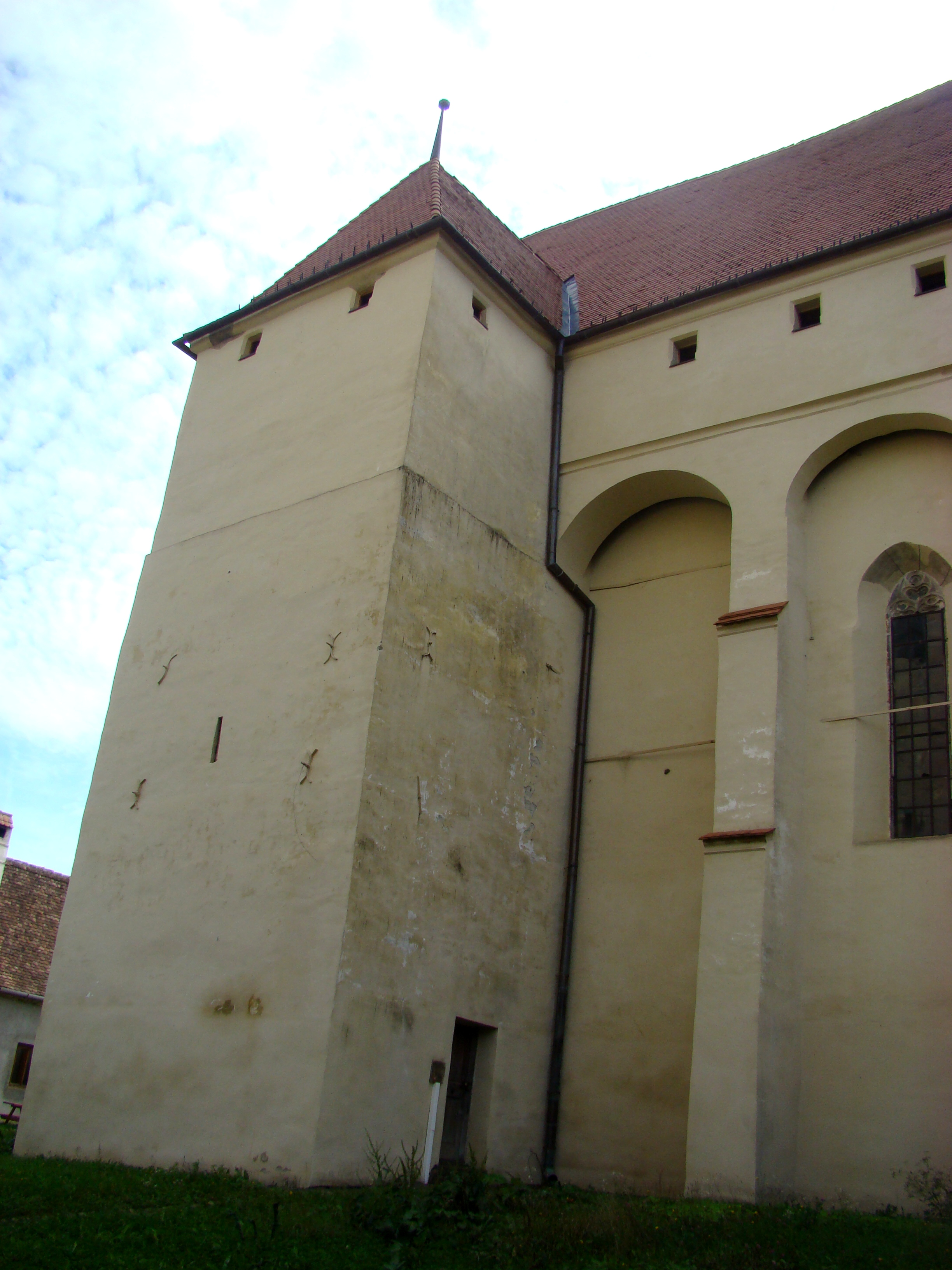
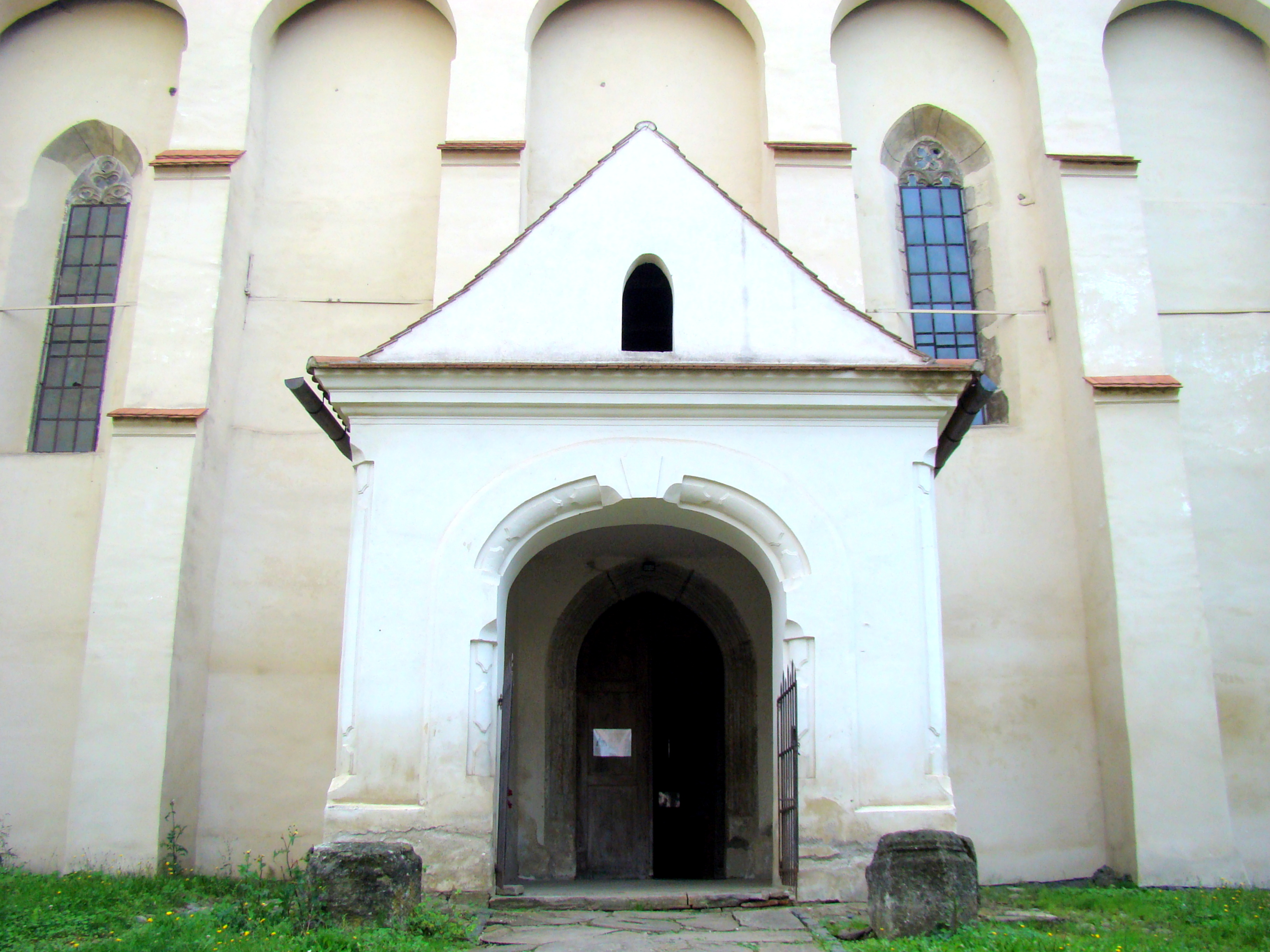
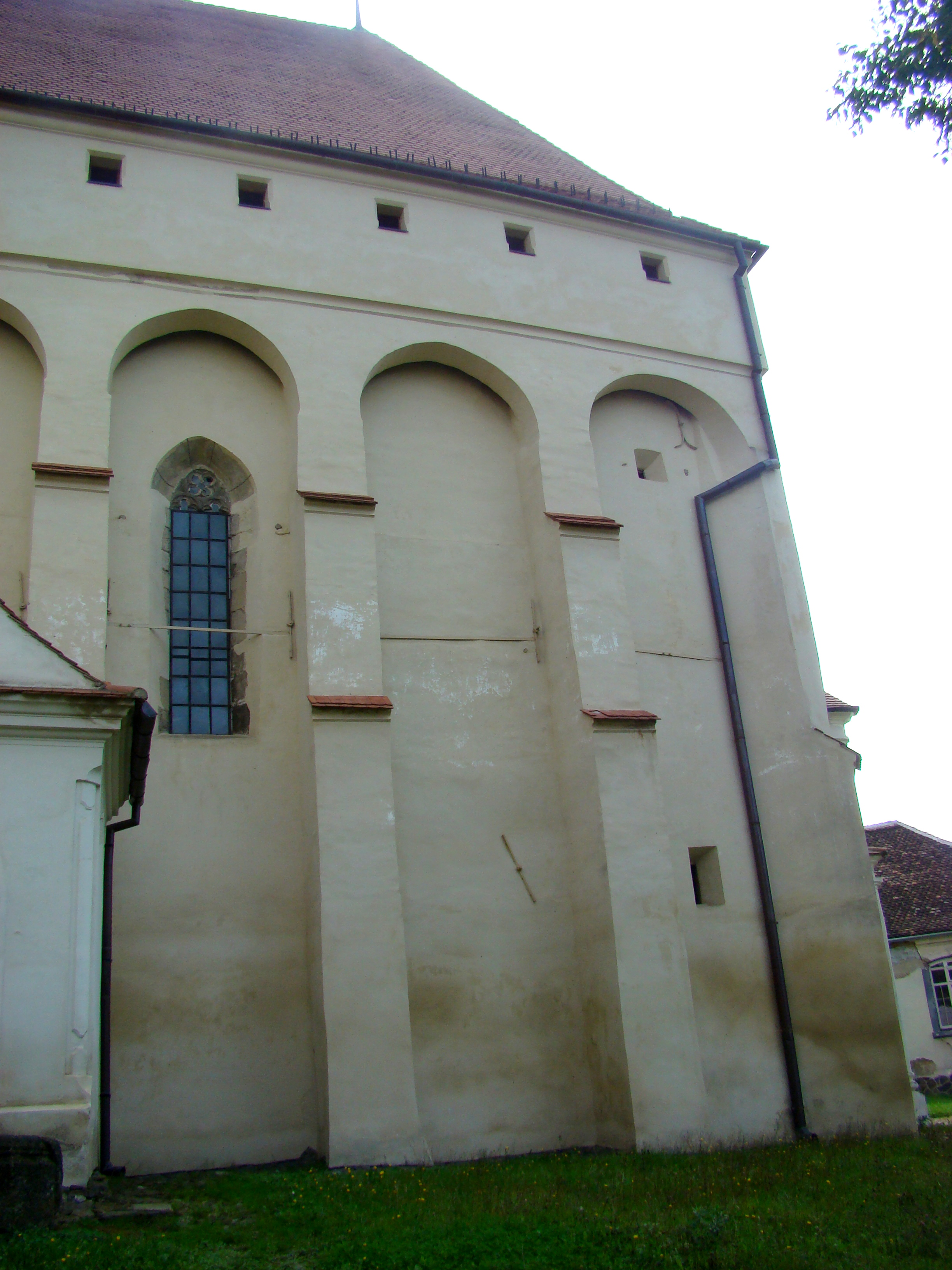
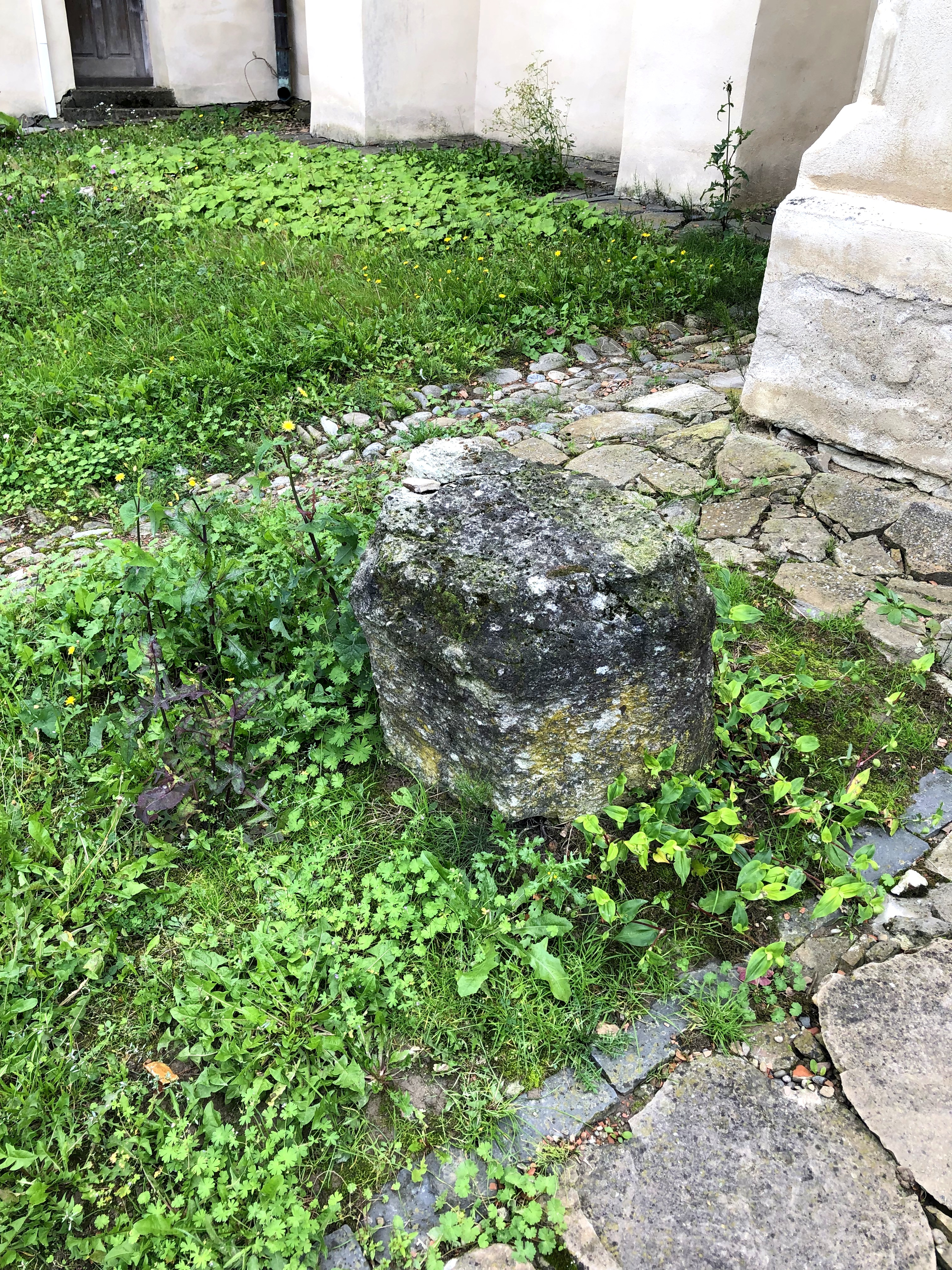
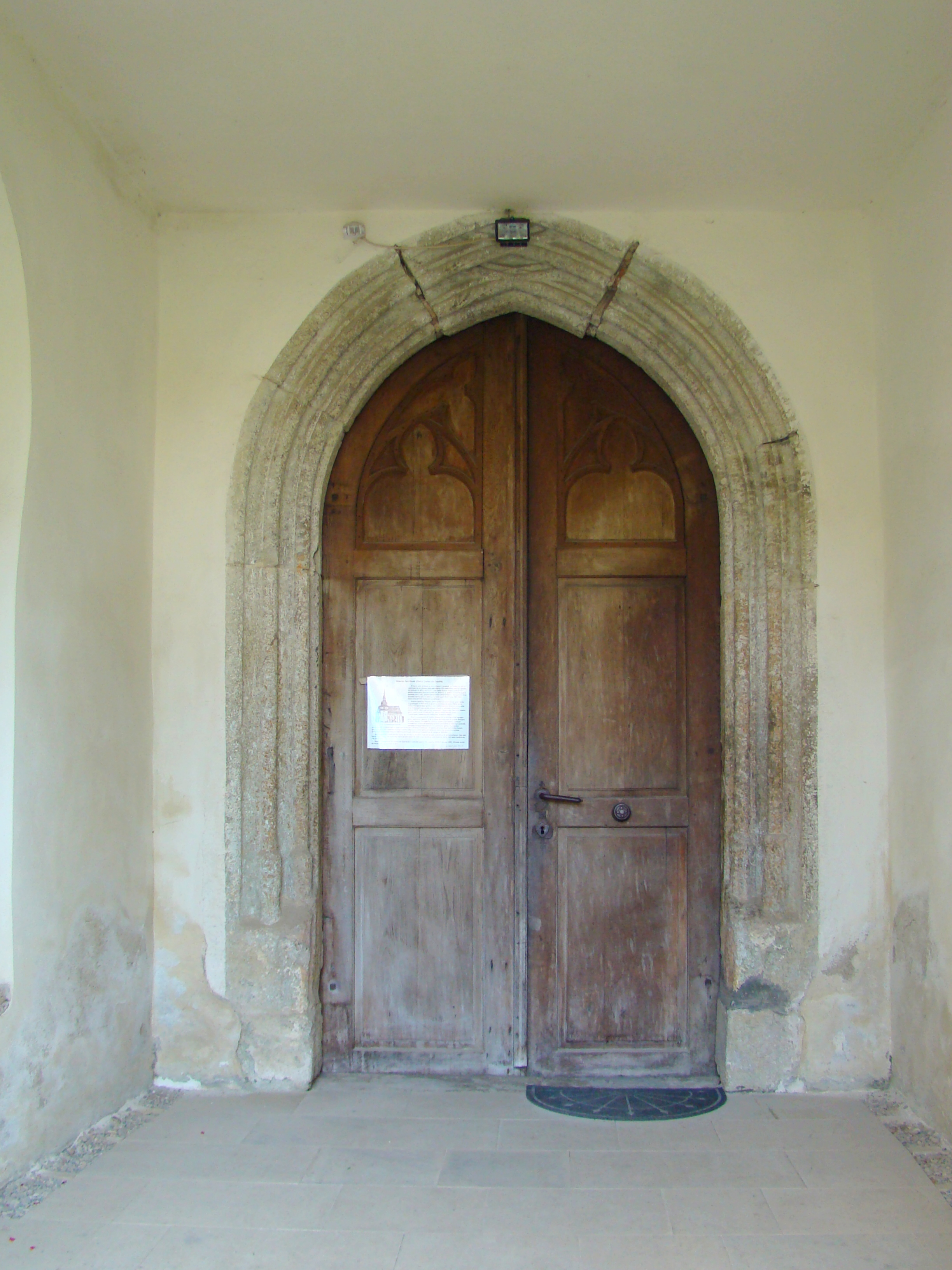
Accesul în biserică este realizat prin 3 portaluri cu arc frânt
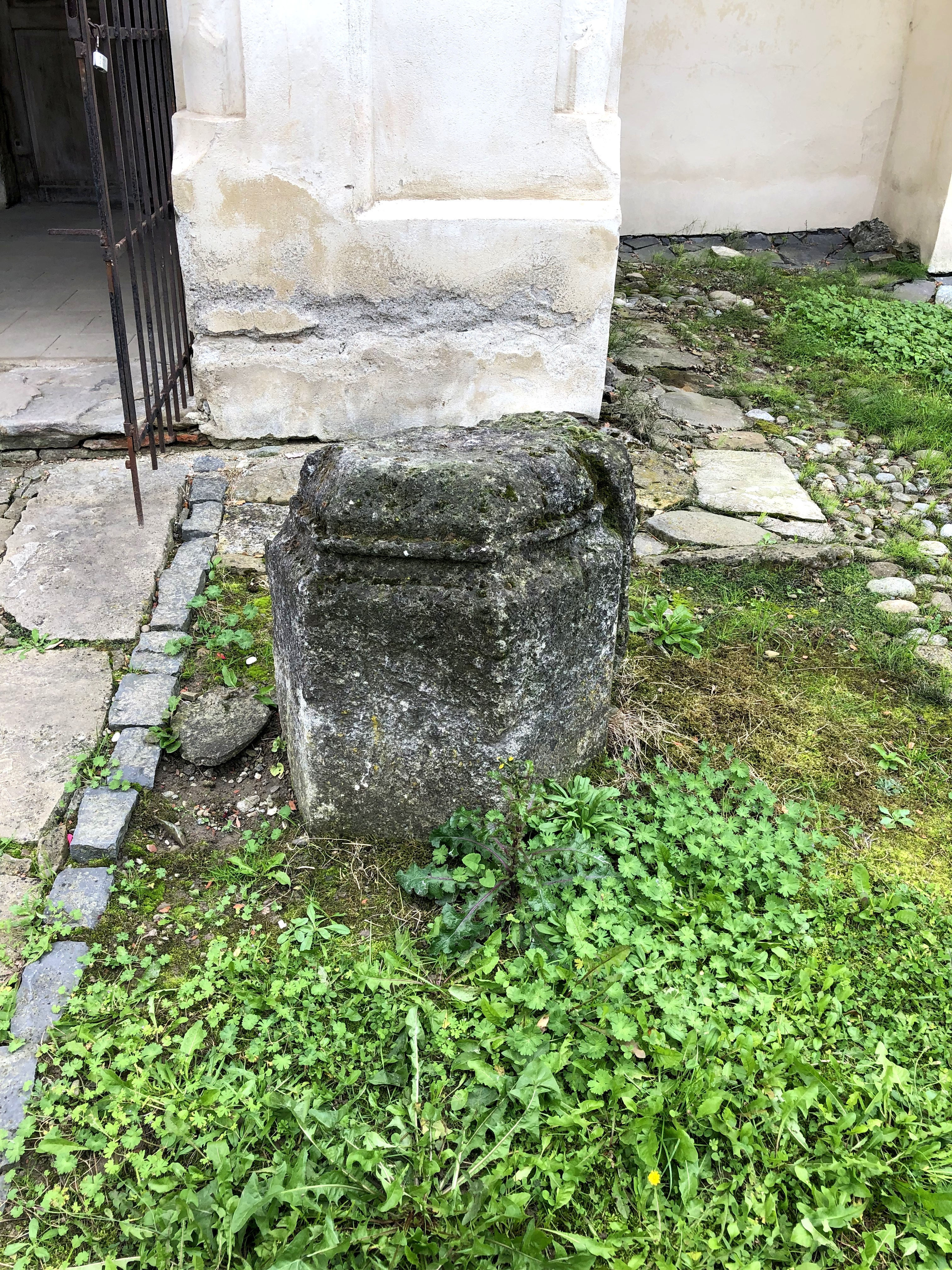
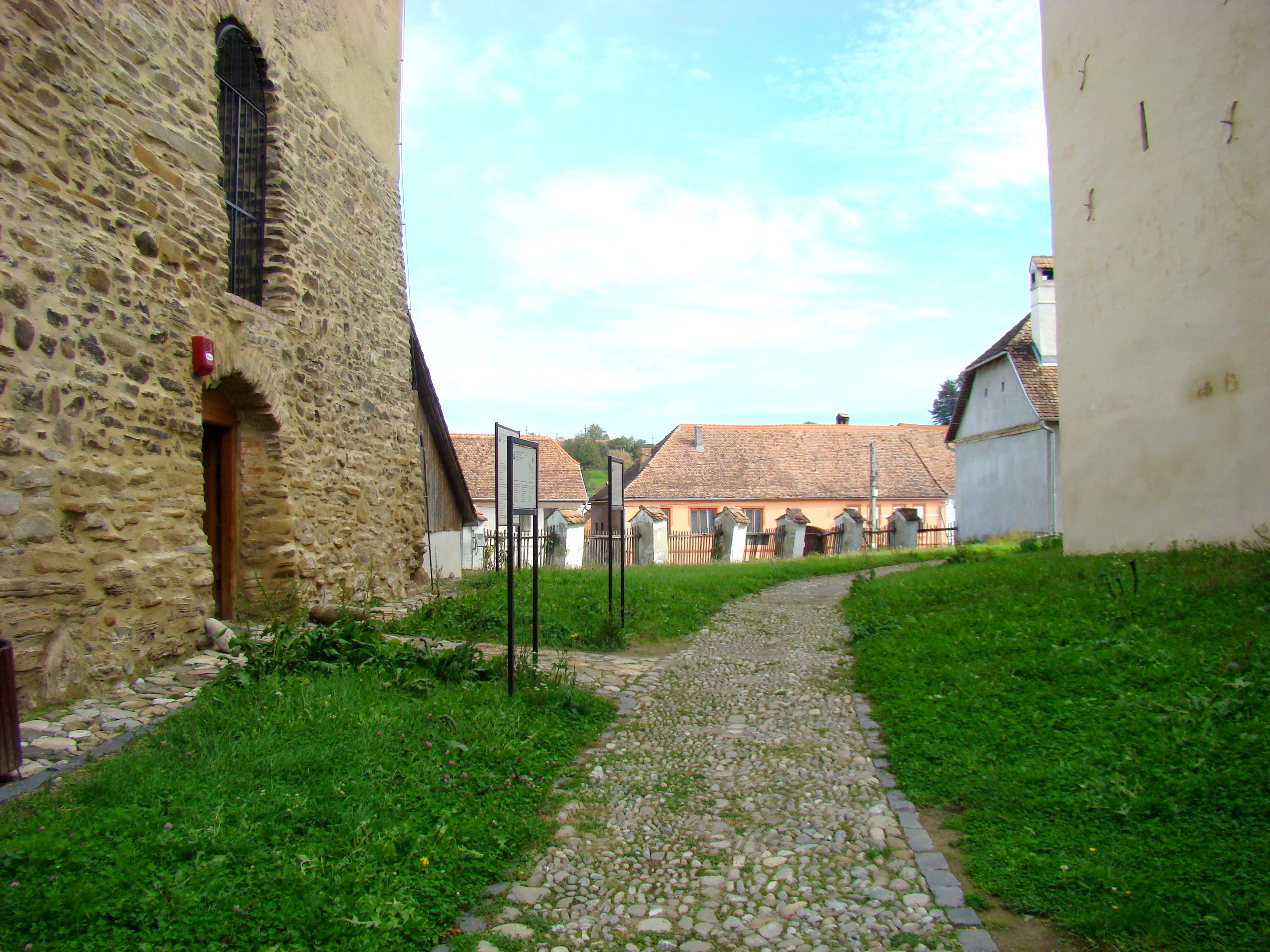
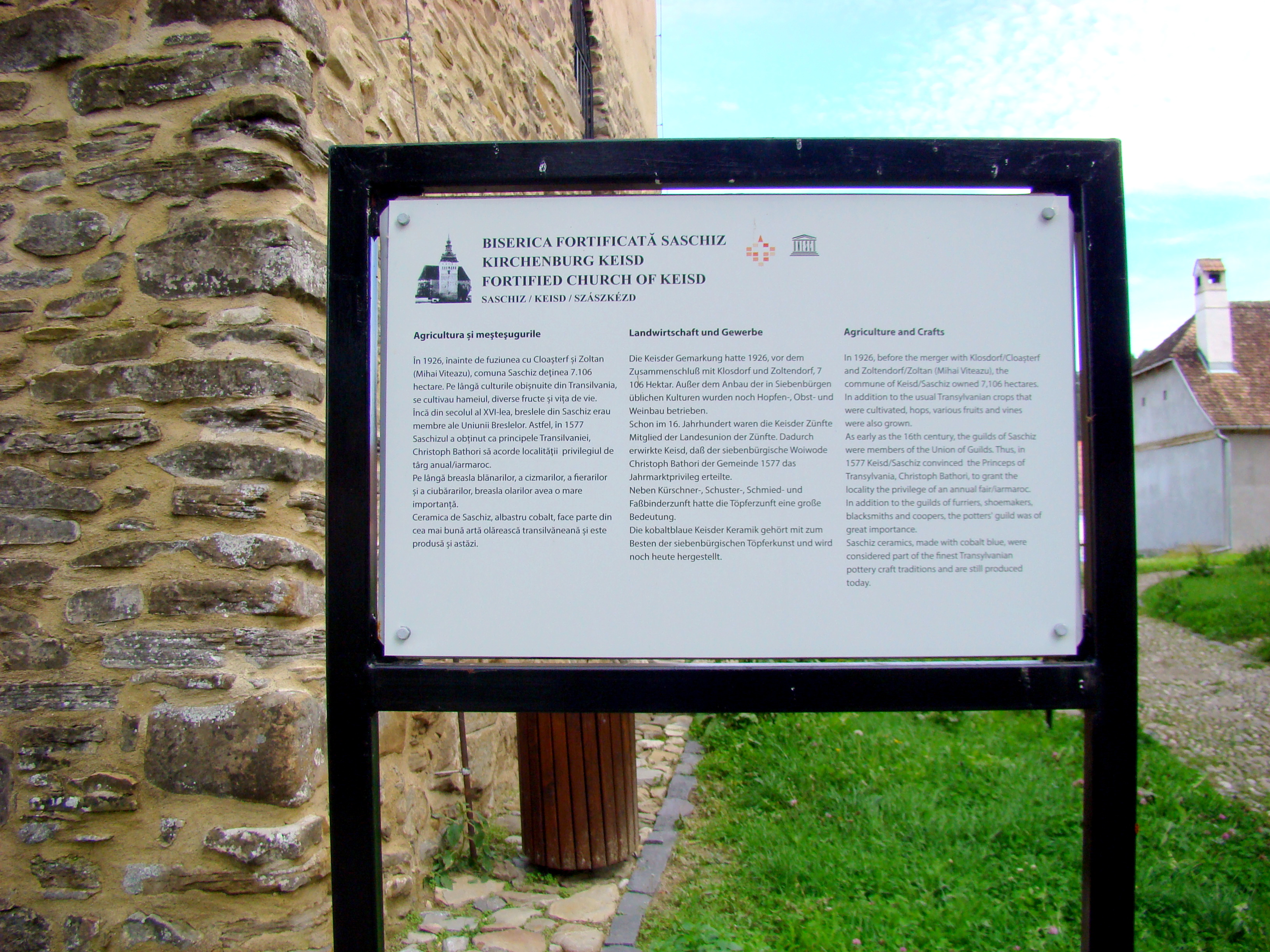
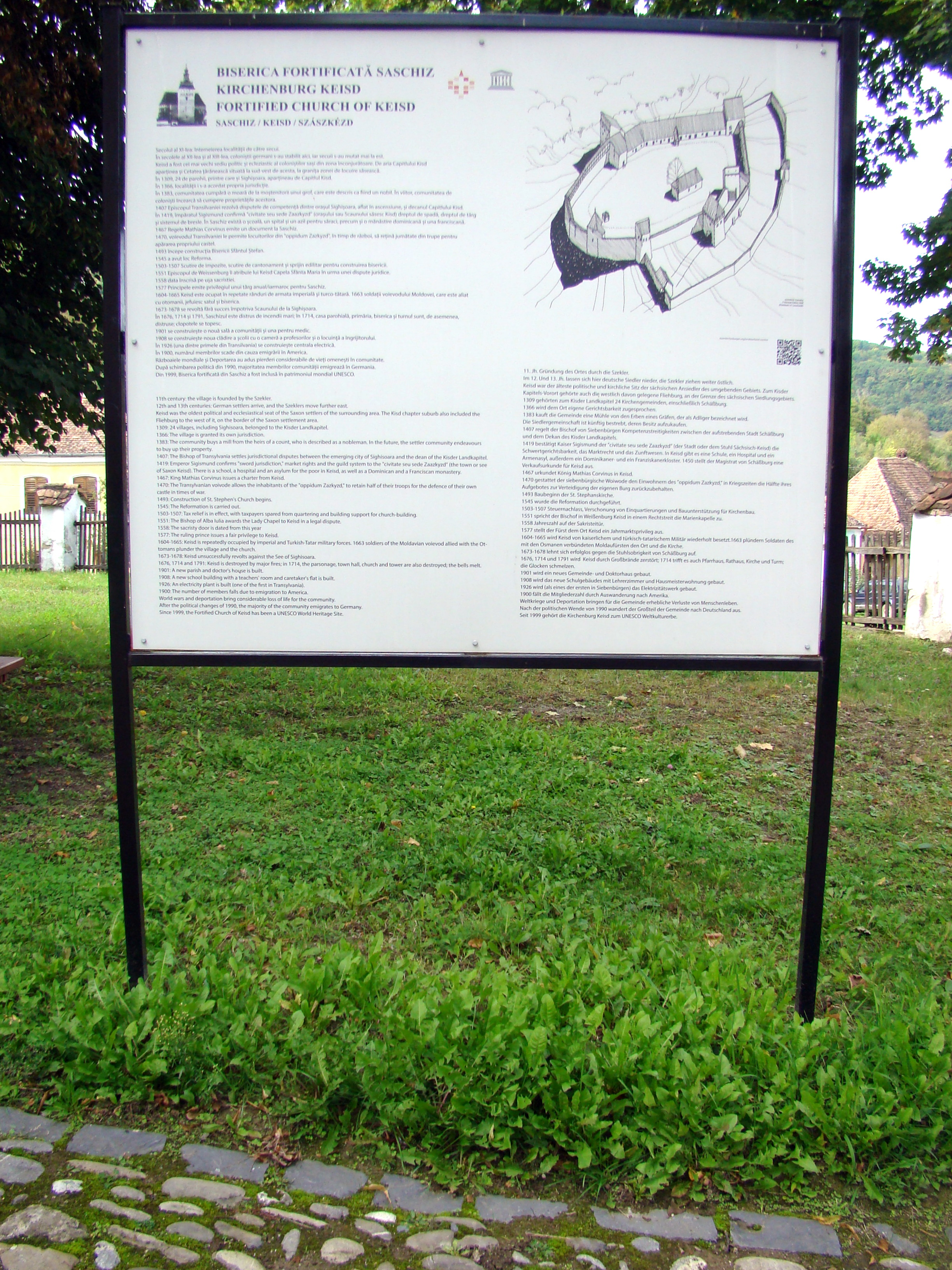
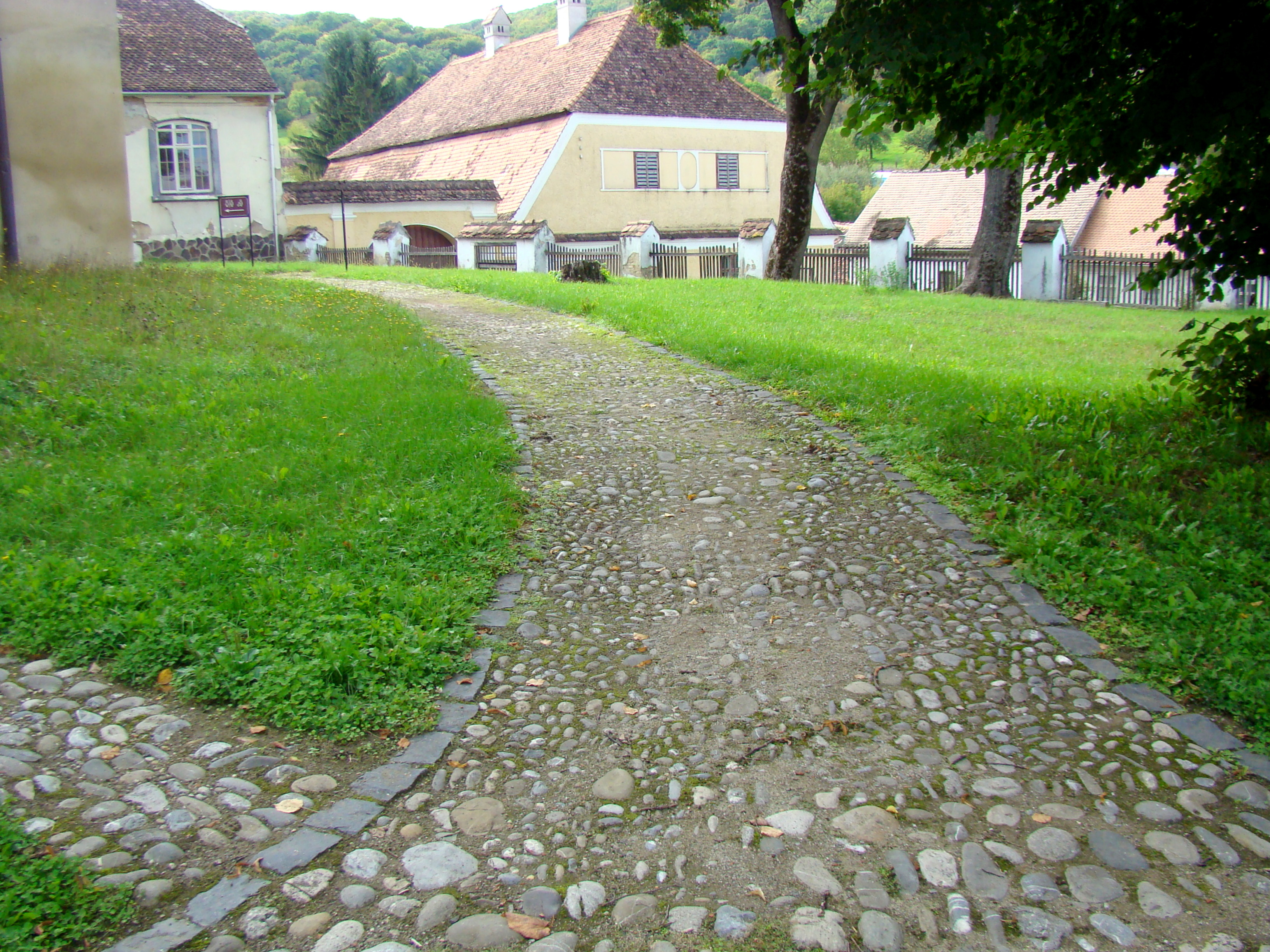
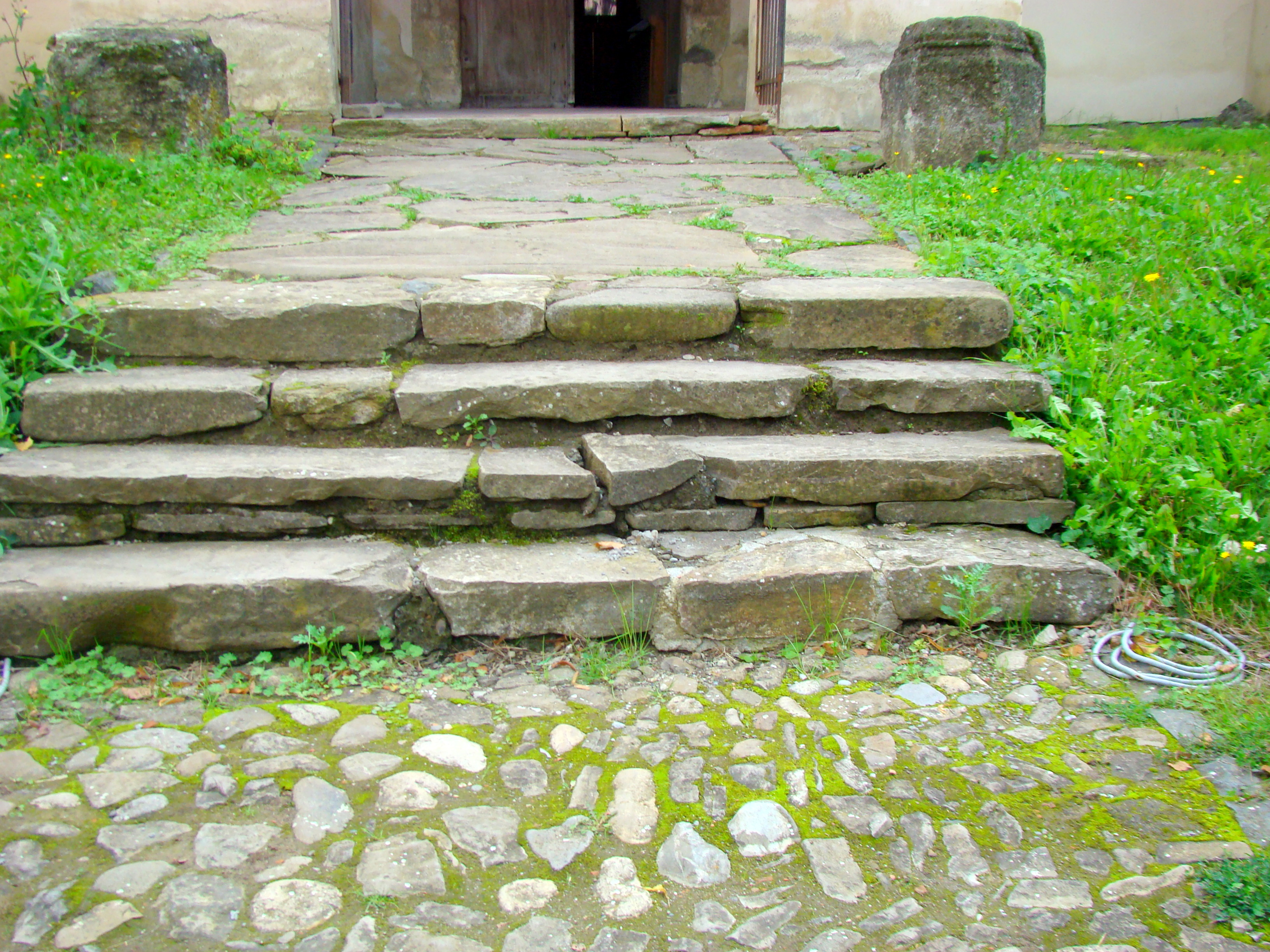
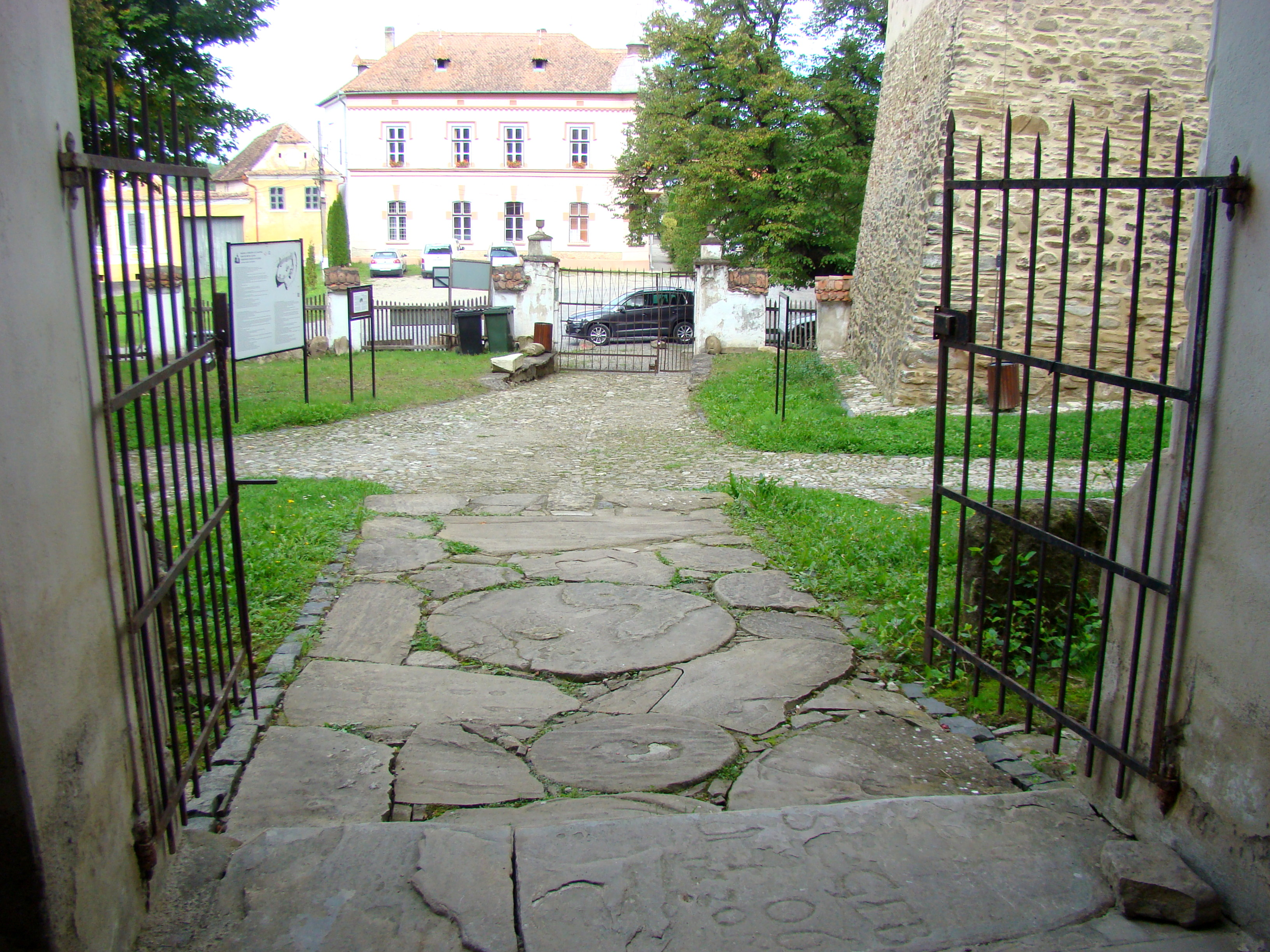
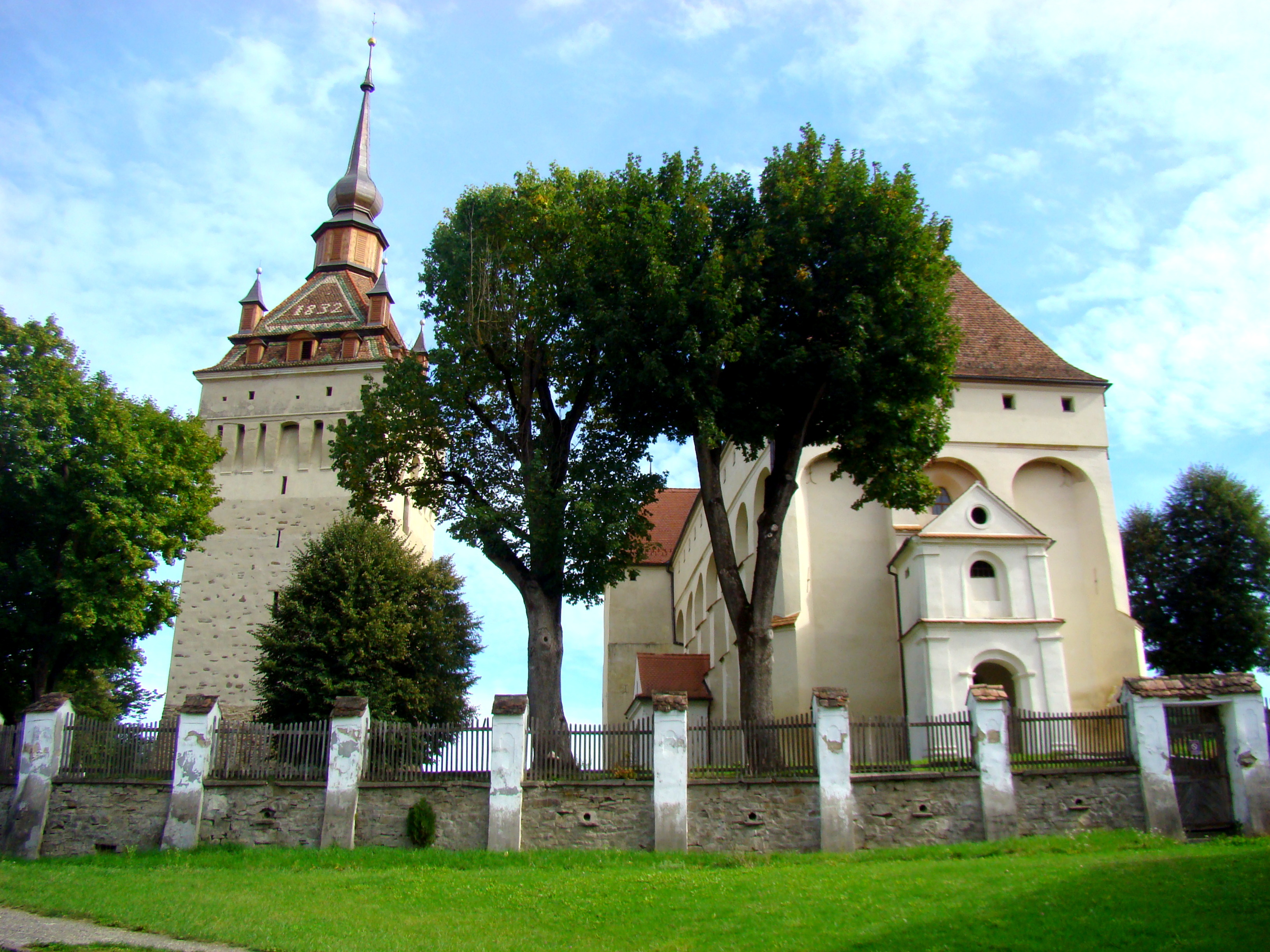
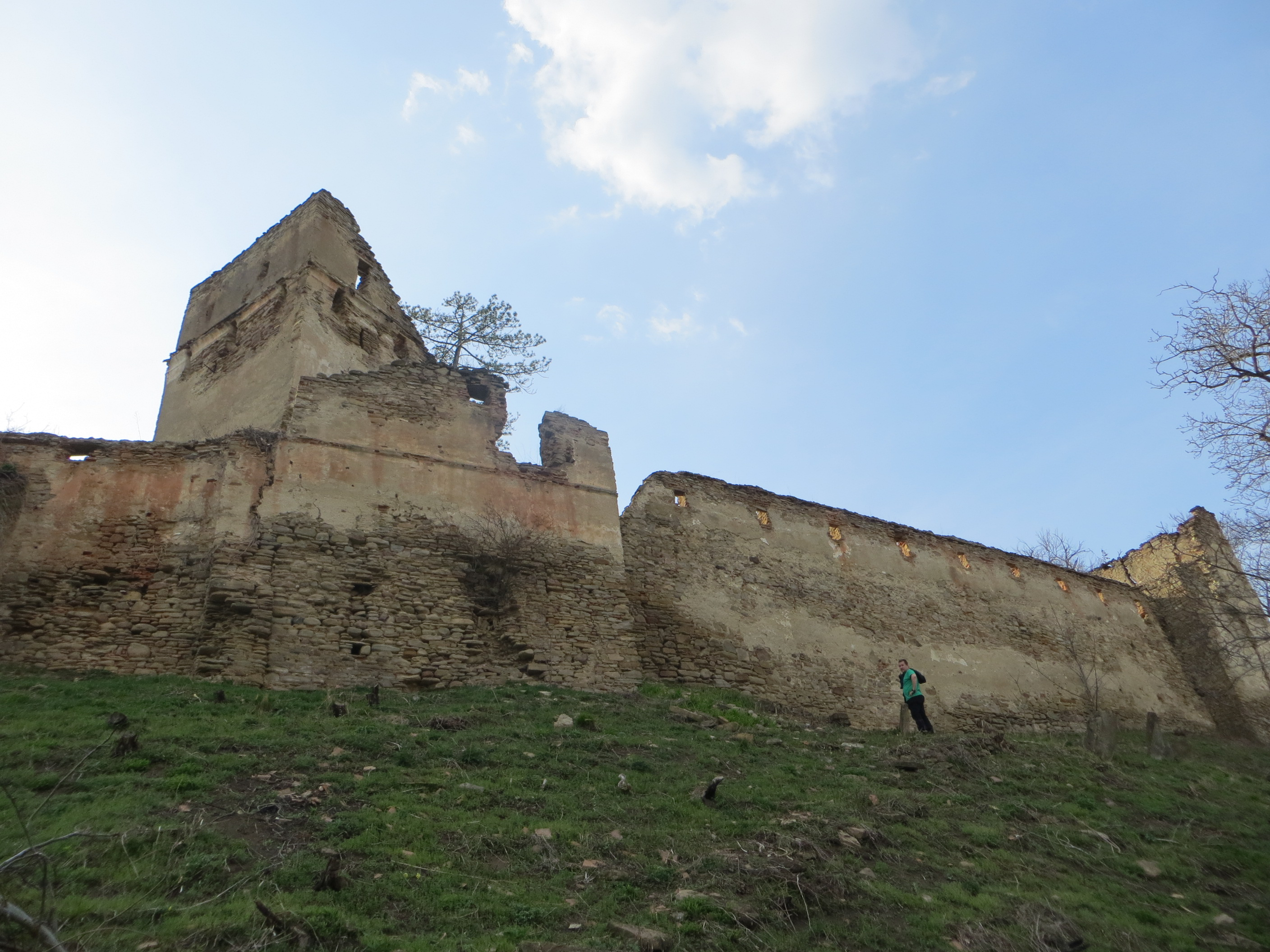
Cetatea țărănească

## Imagini din interior

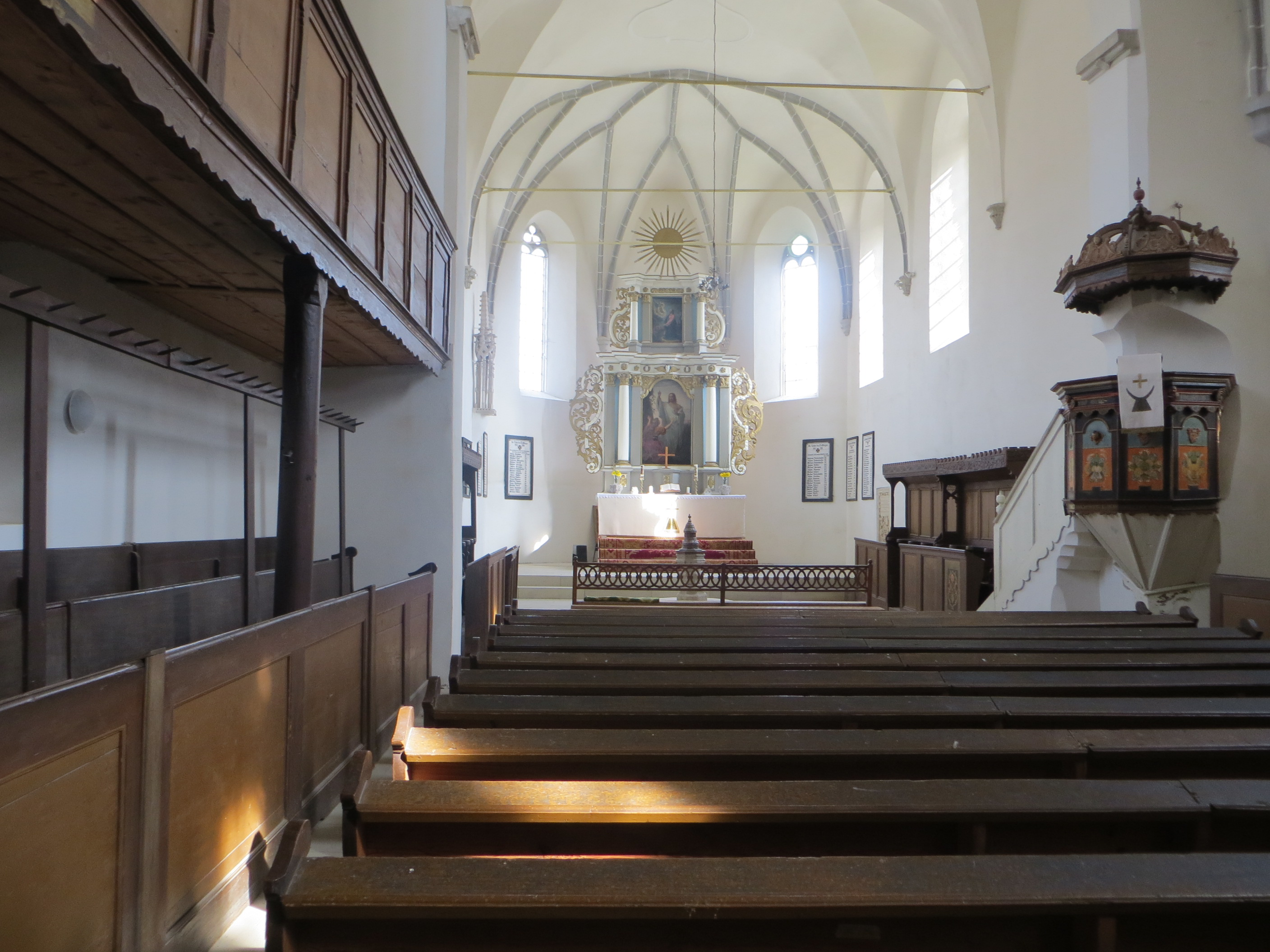
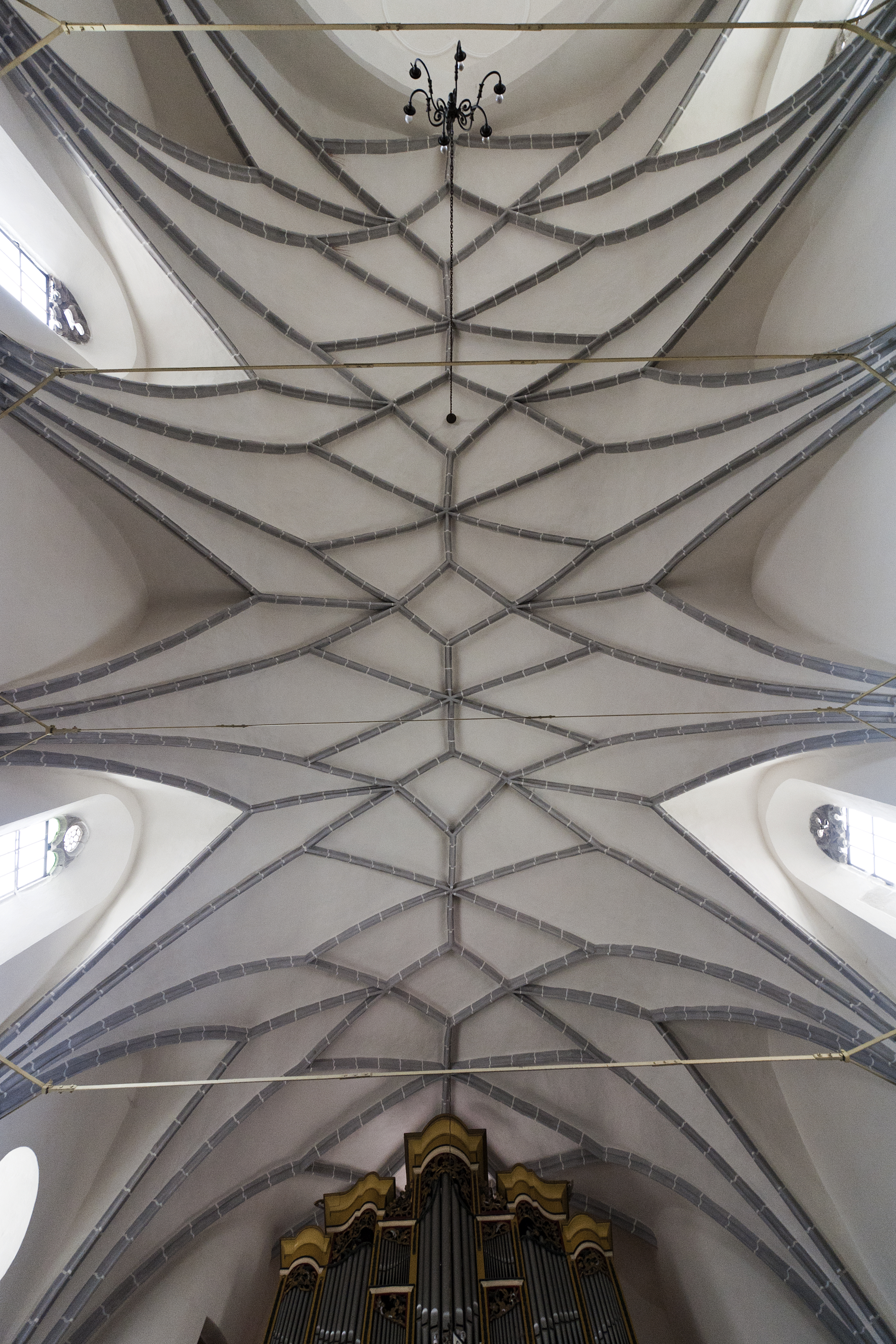
Bolta în plasă a navei a fost reconstruită în anul 1878
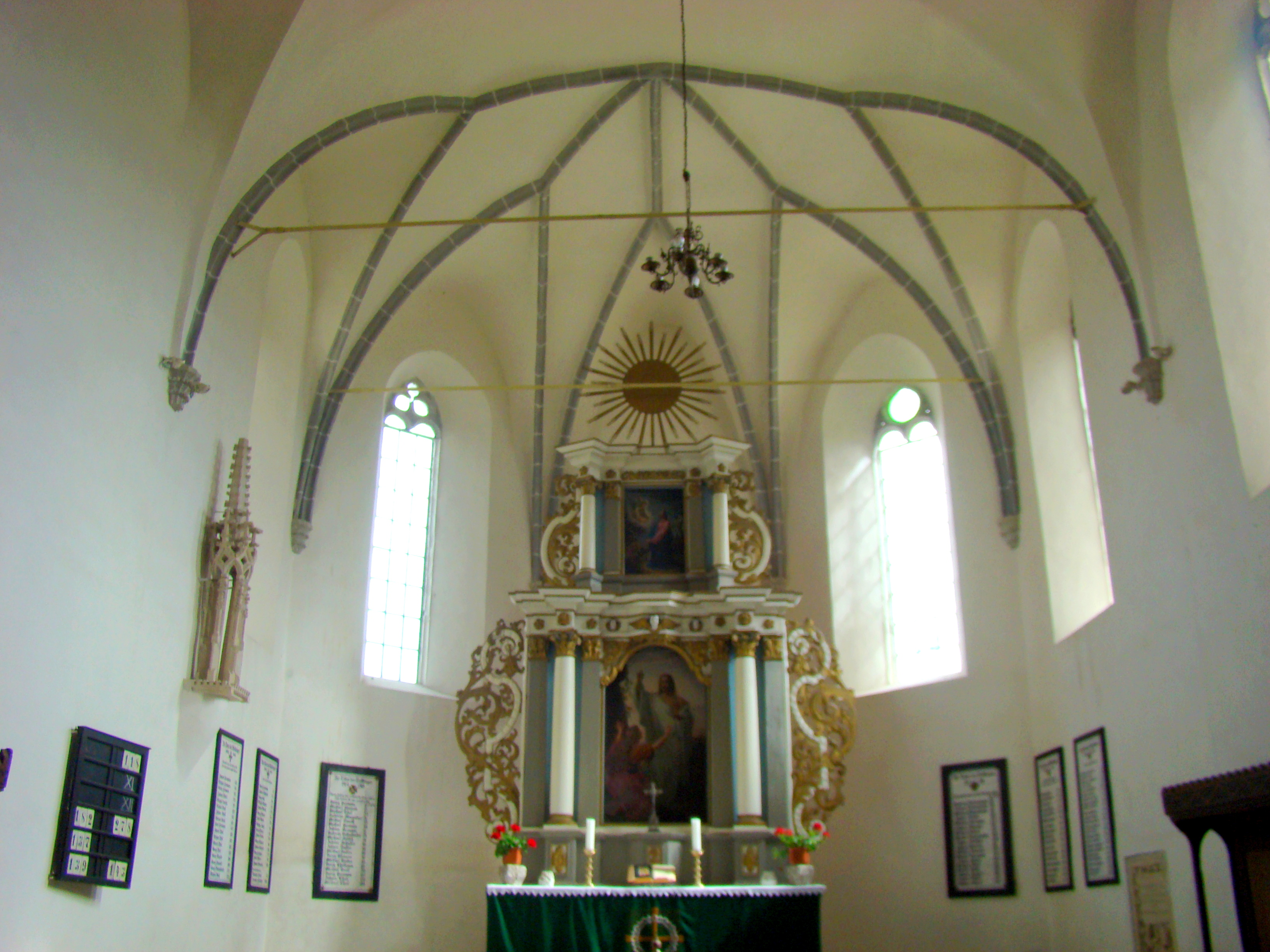
Altarul baroc a fost ridicat în 1735, tabloul principal, pictat în 1820, este flancat de coloane corintice
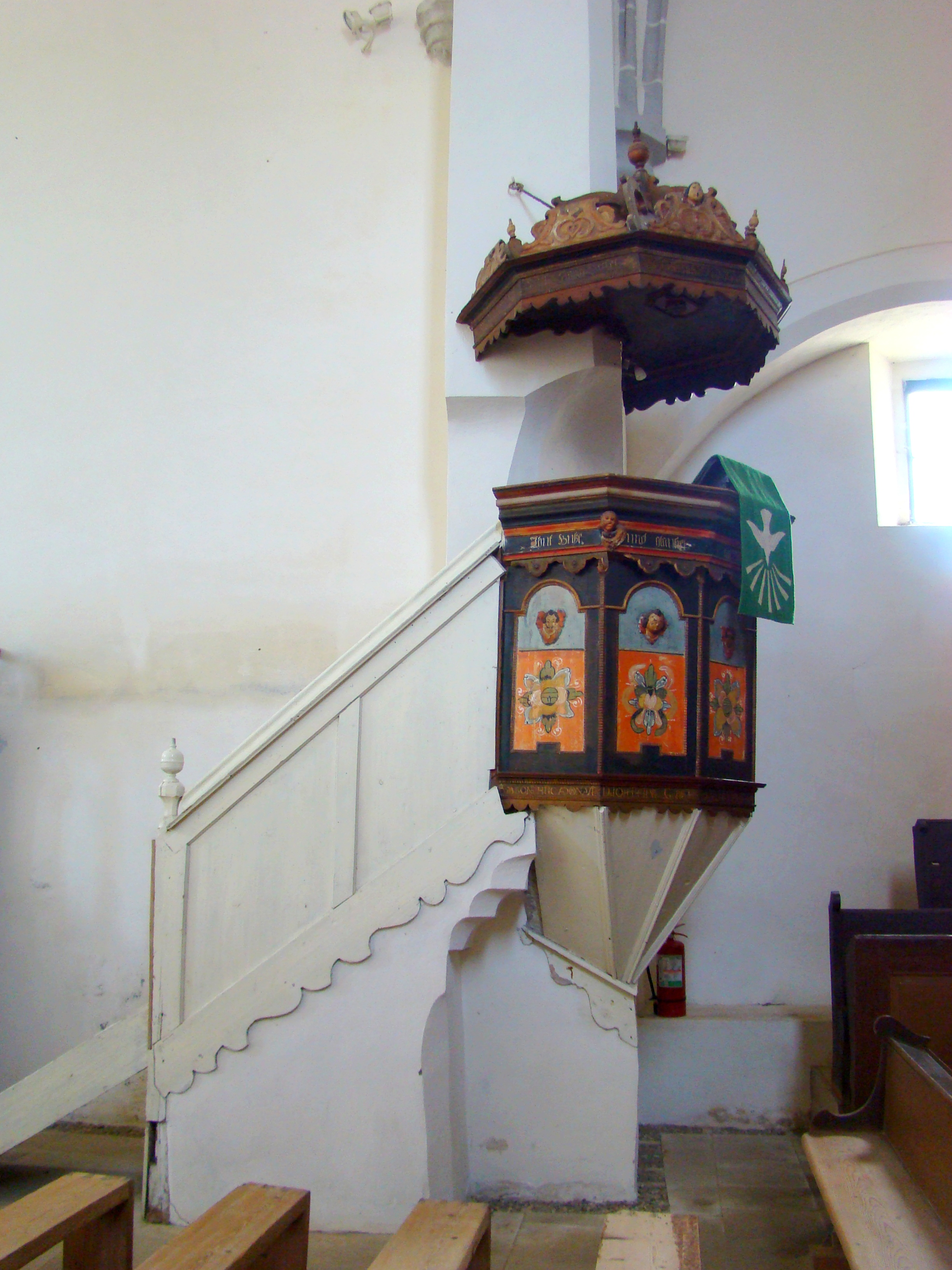
Amvonul, realizat tot în perioada barocului, datat 1709
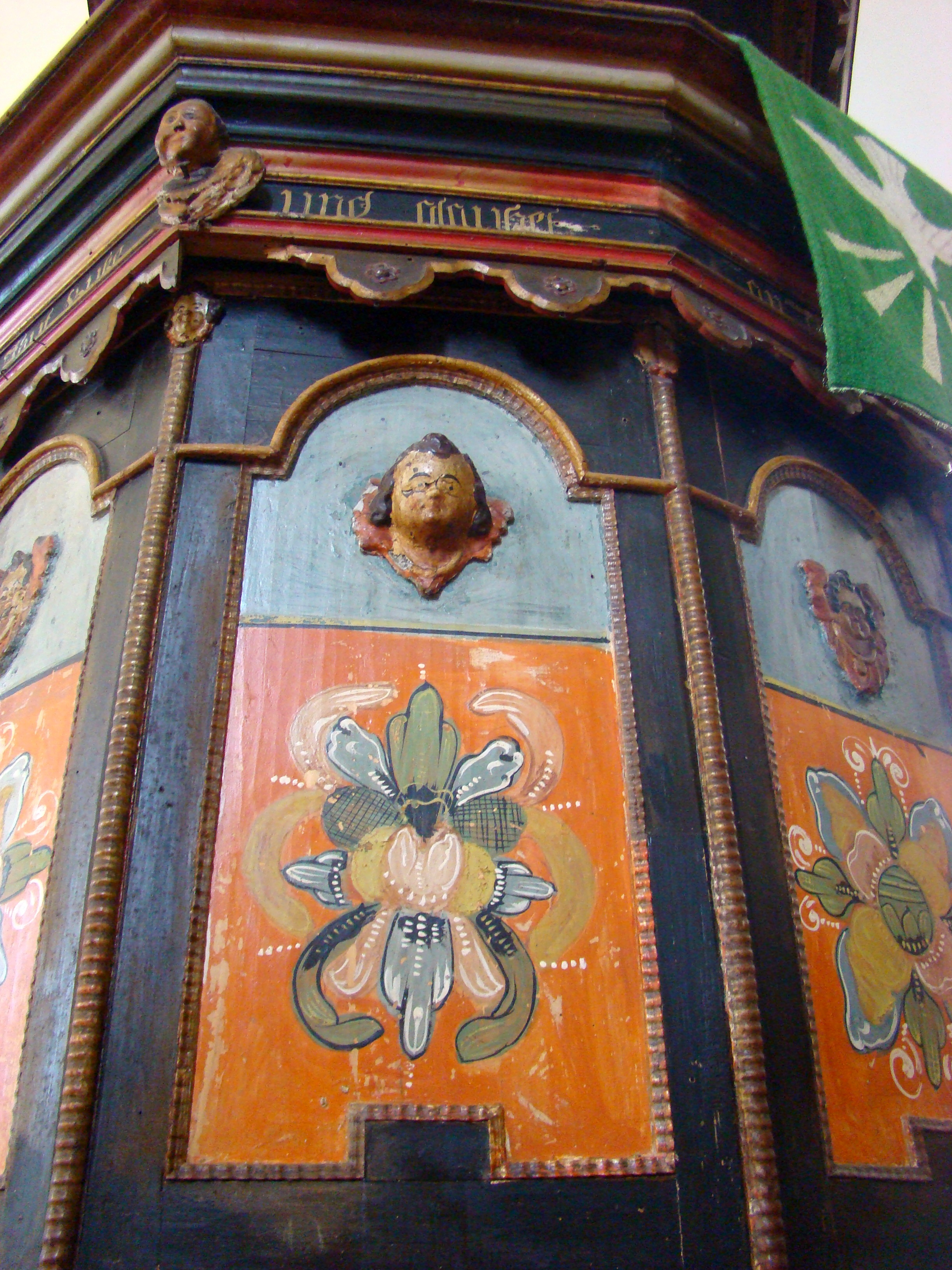
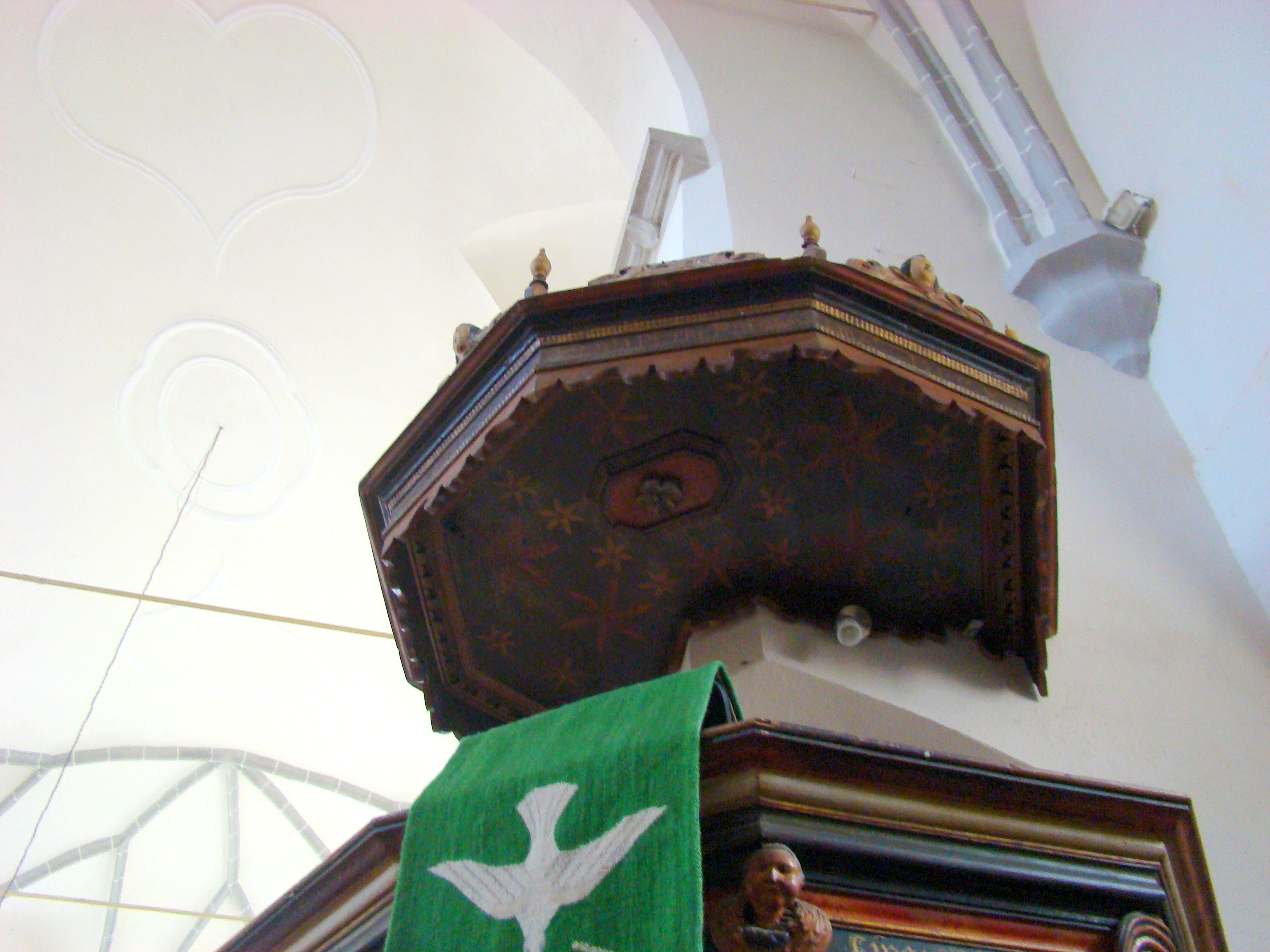
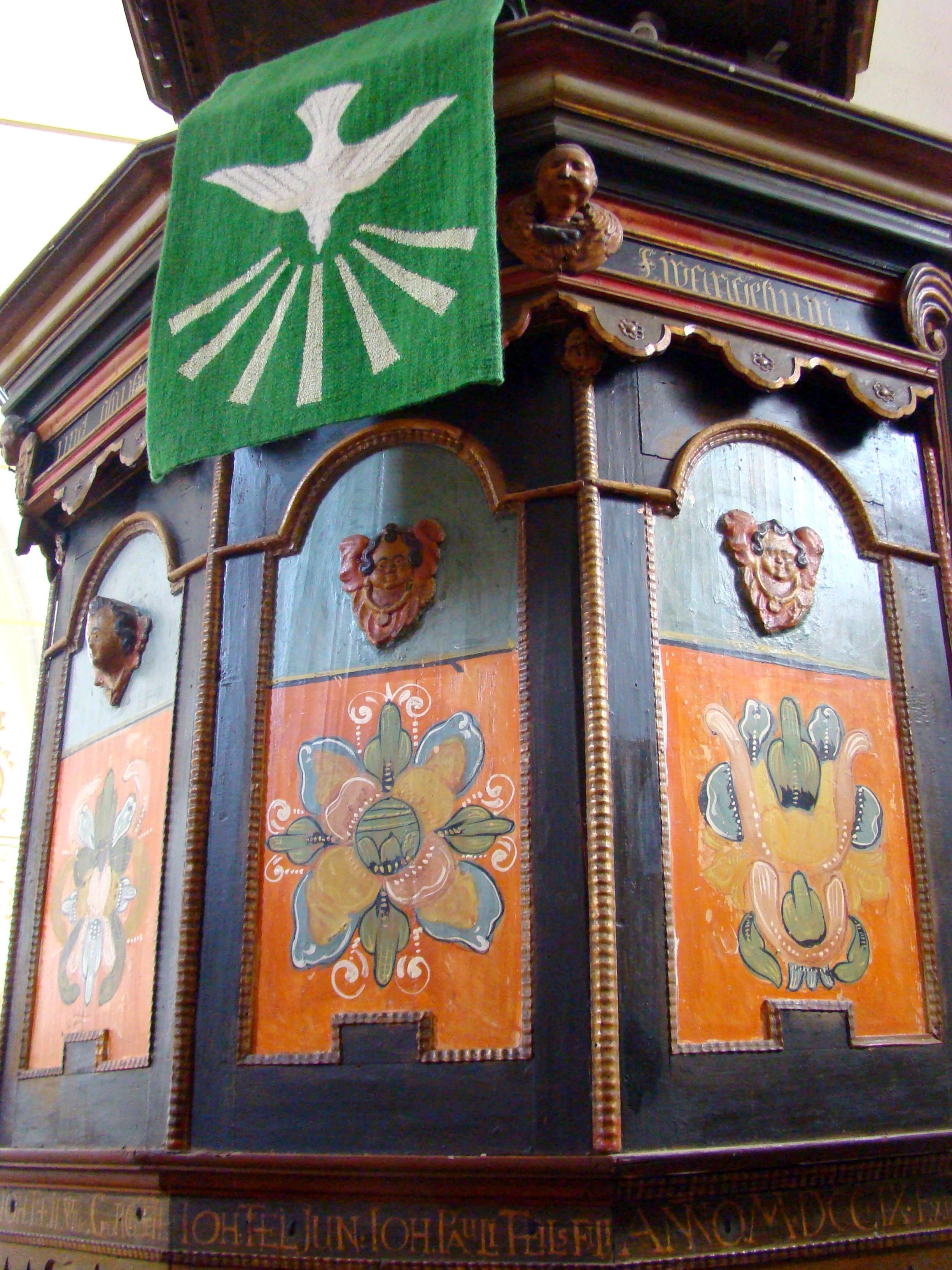
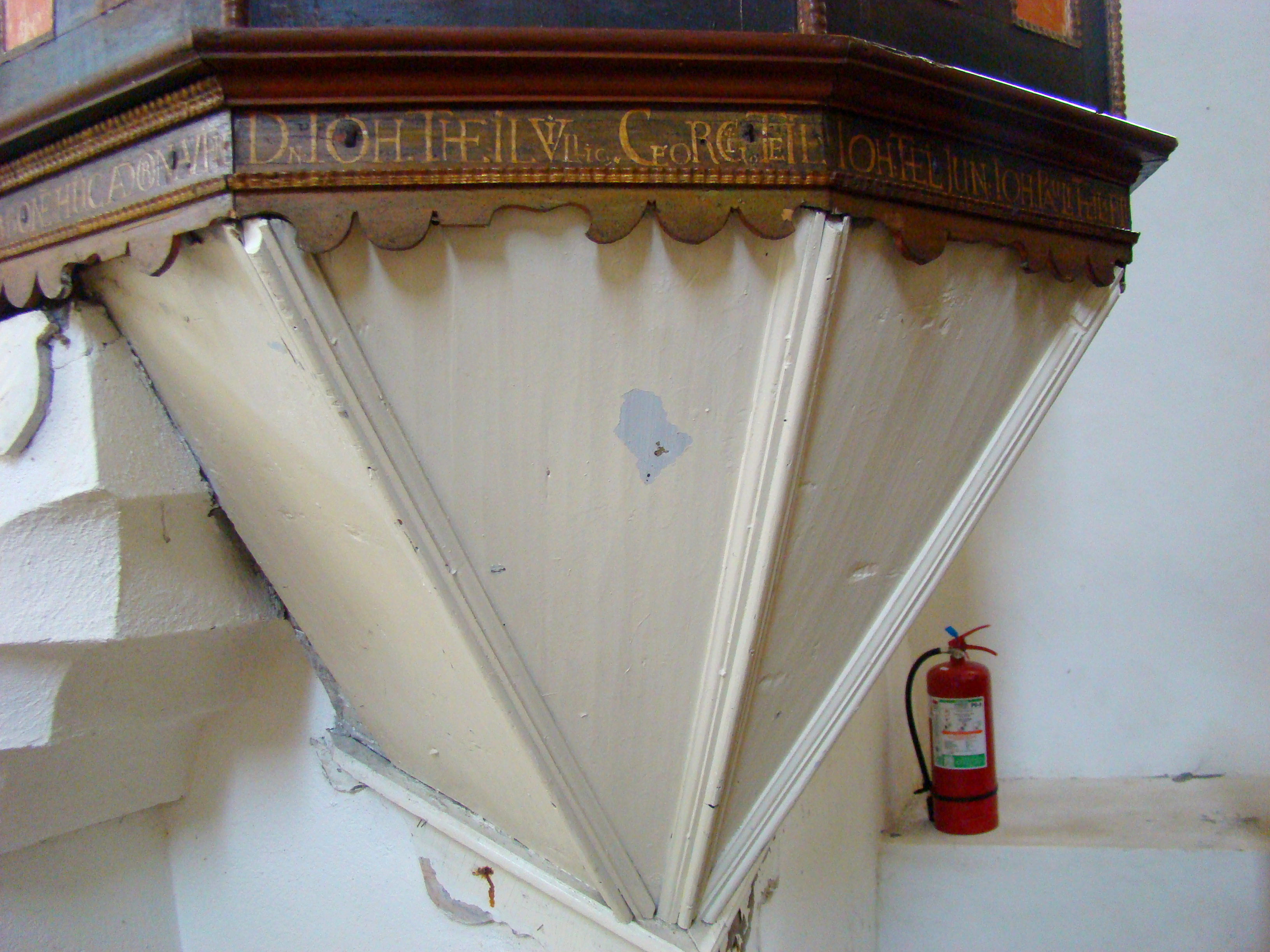
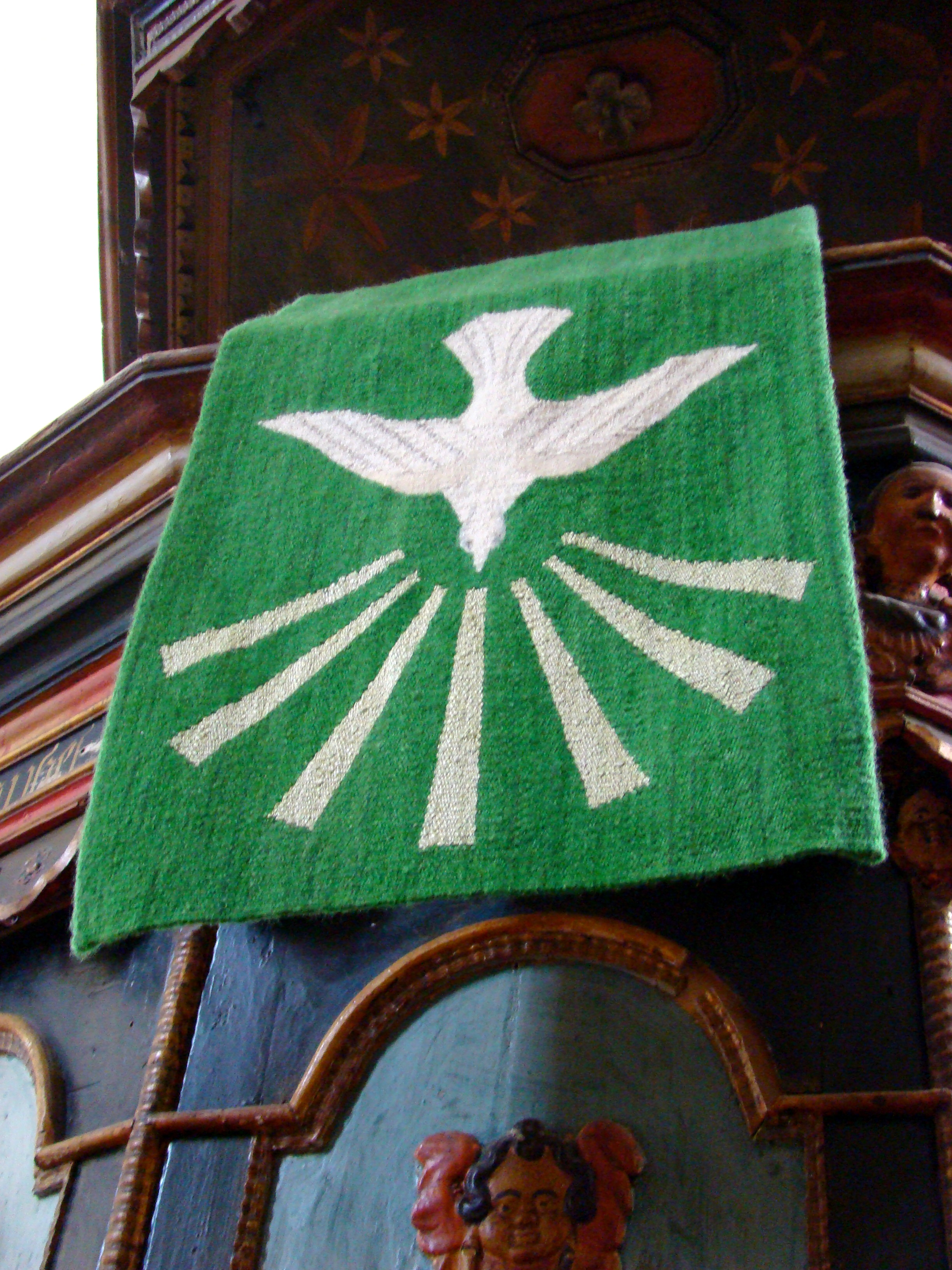
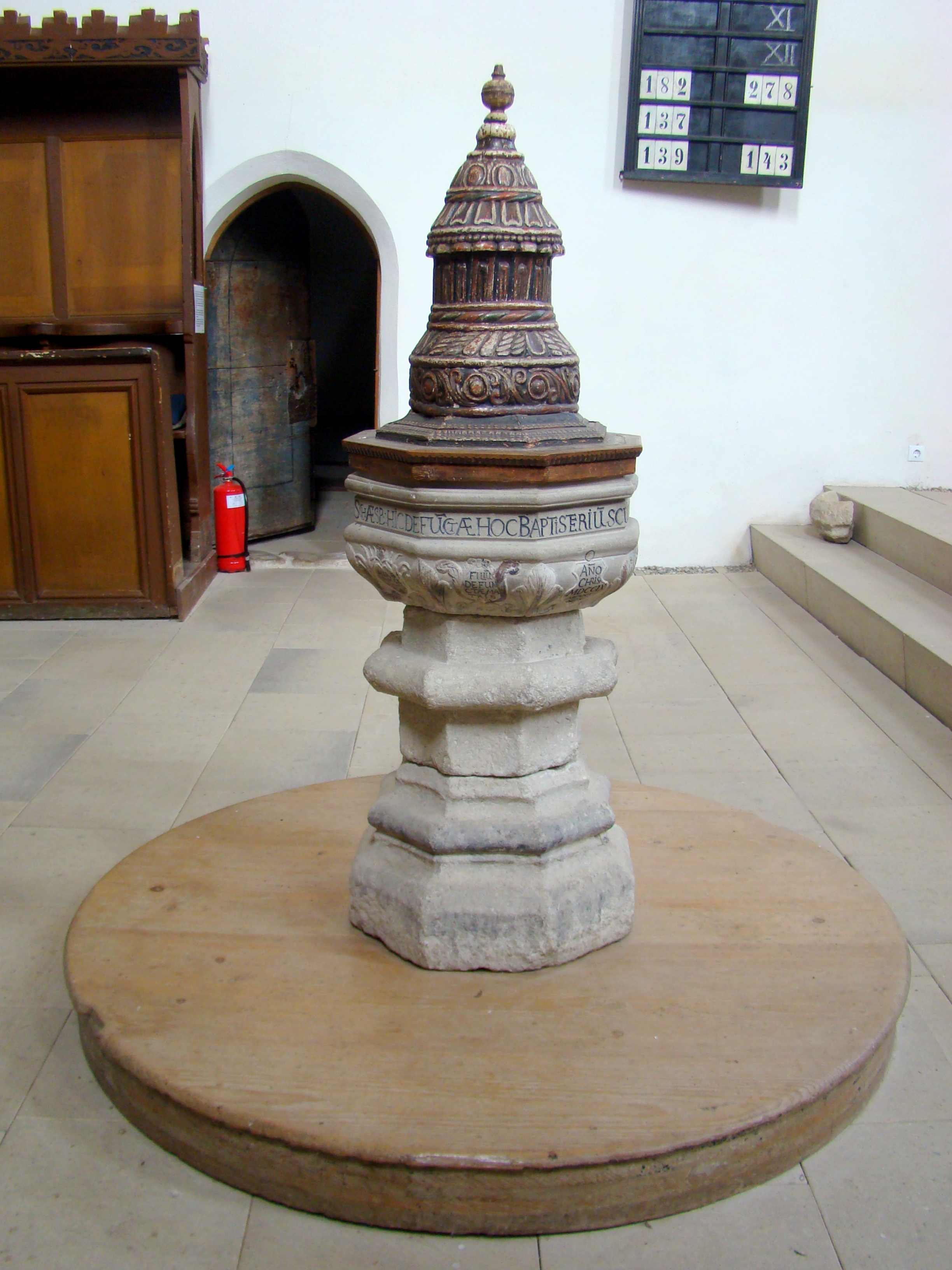
Cristelnița din secolul al XVI-lea, cu piciorul lucrat din gresie
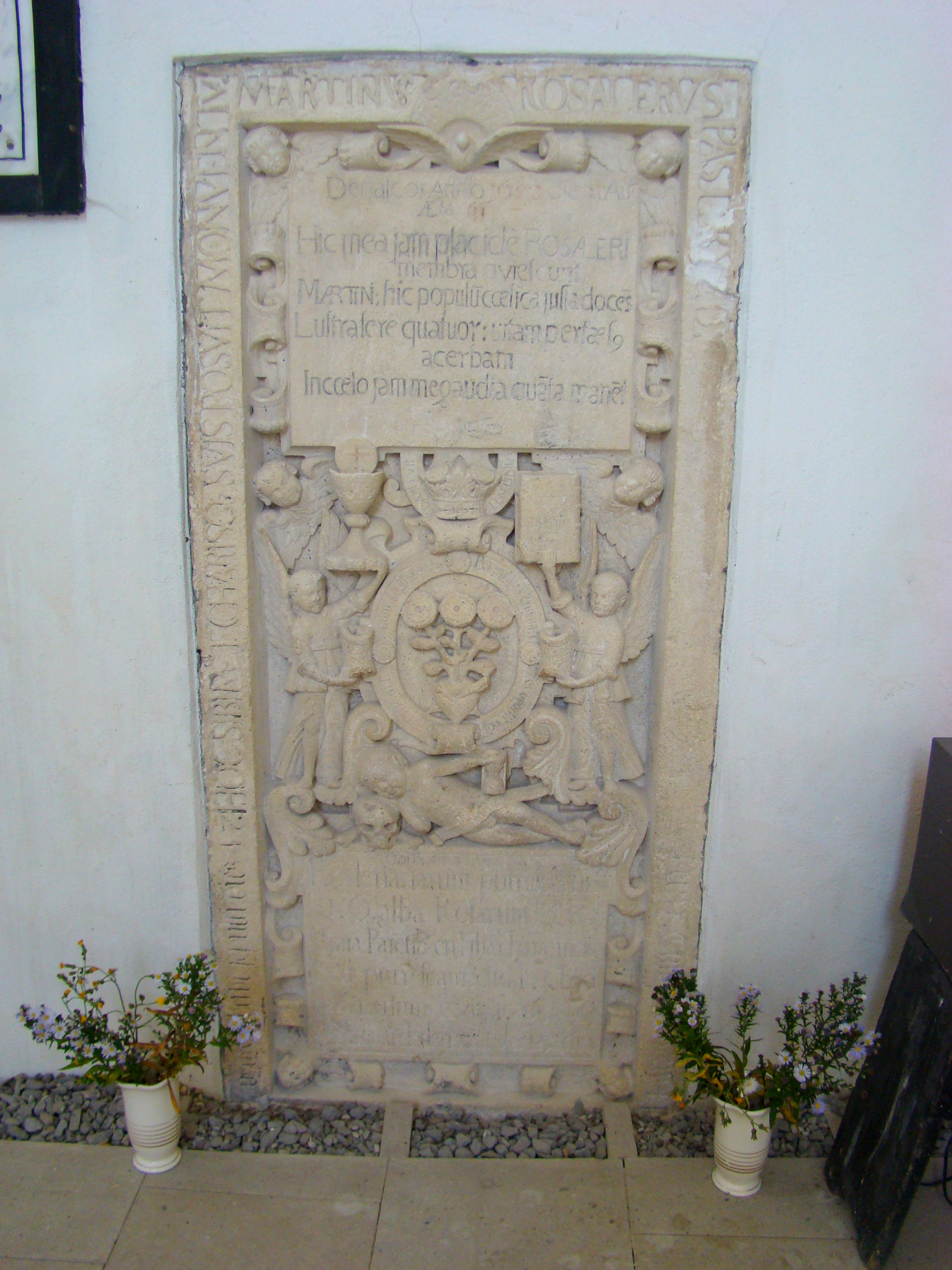
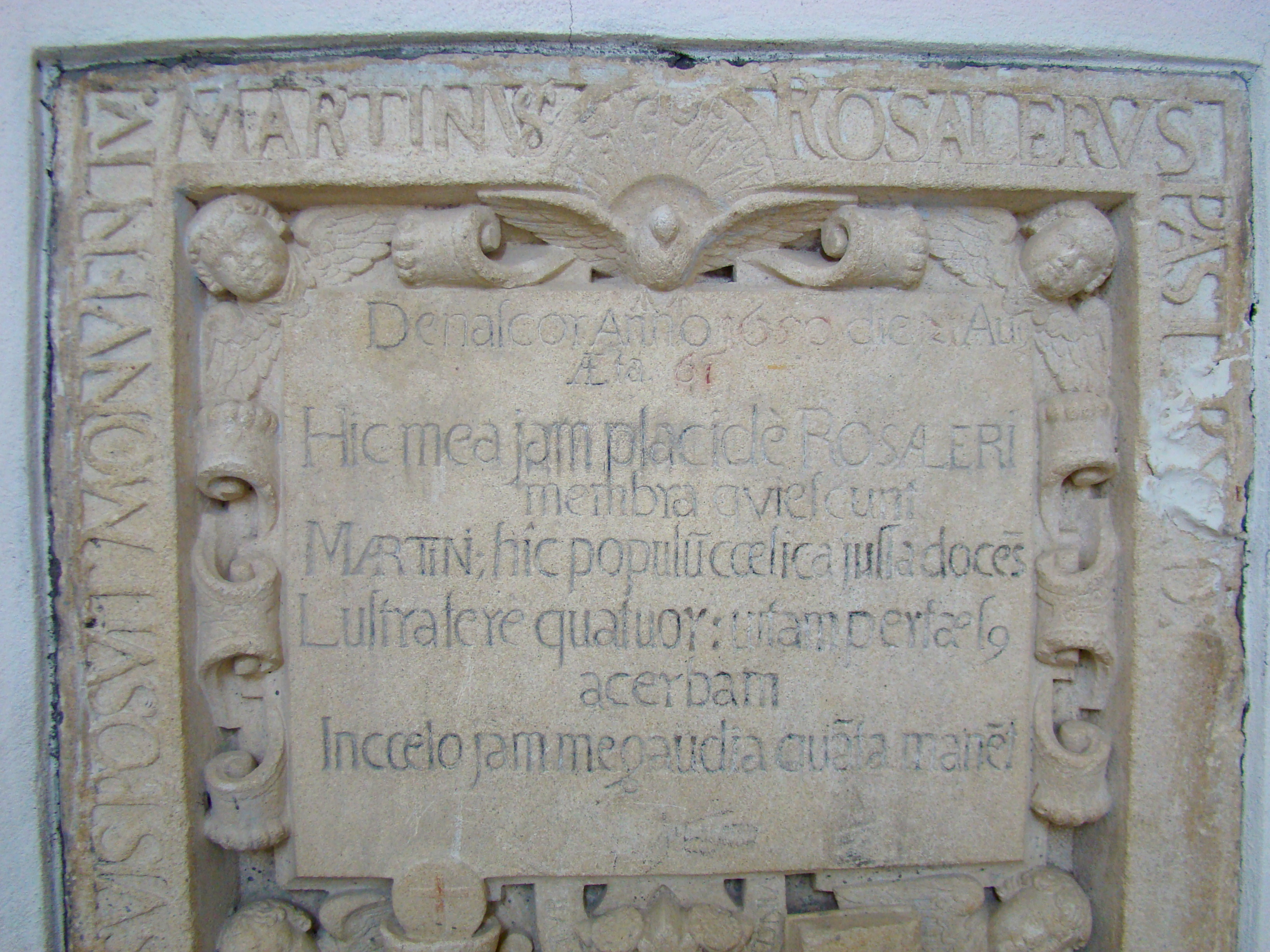
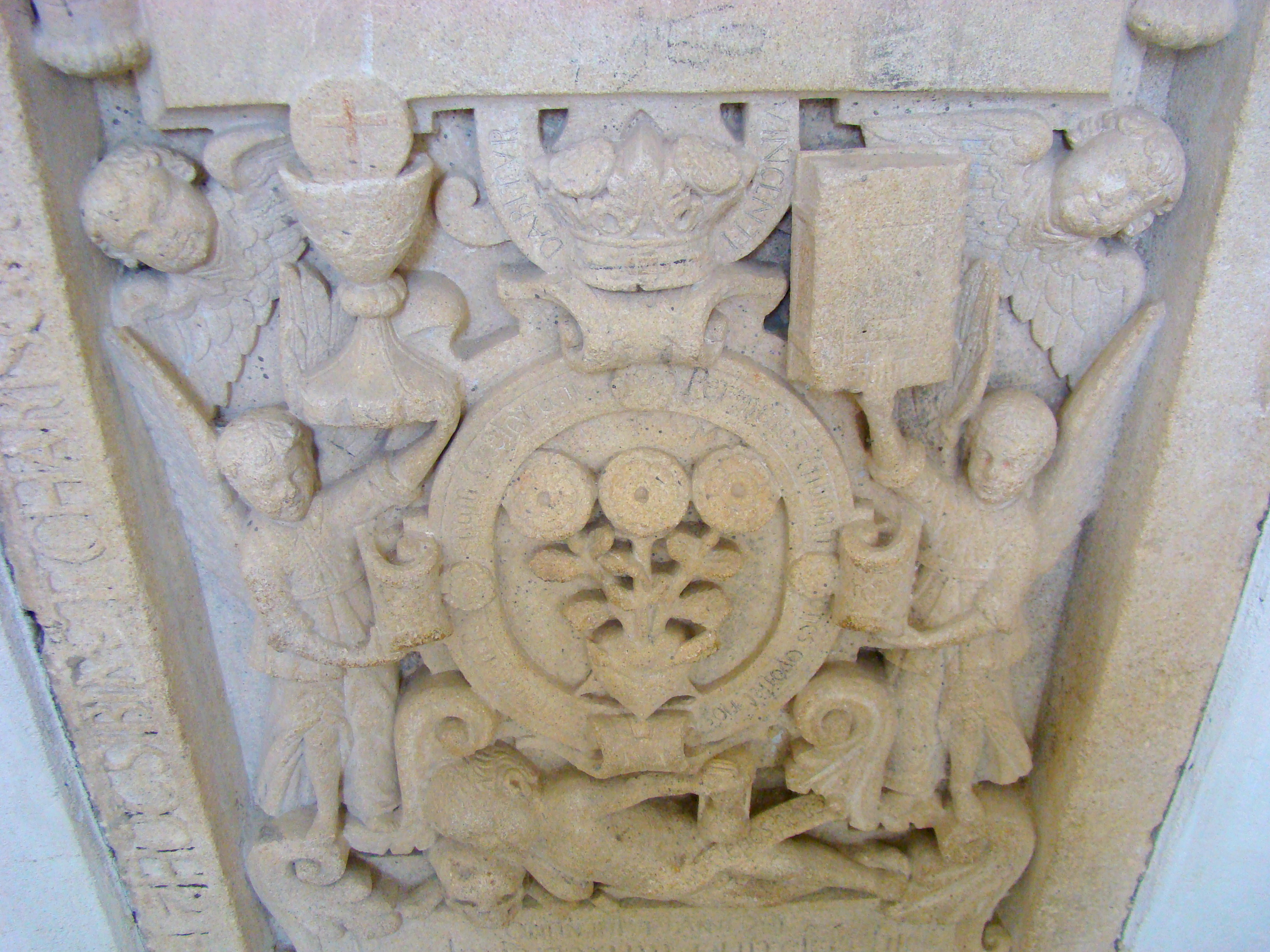
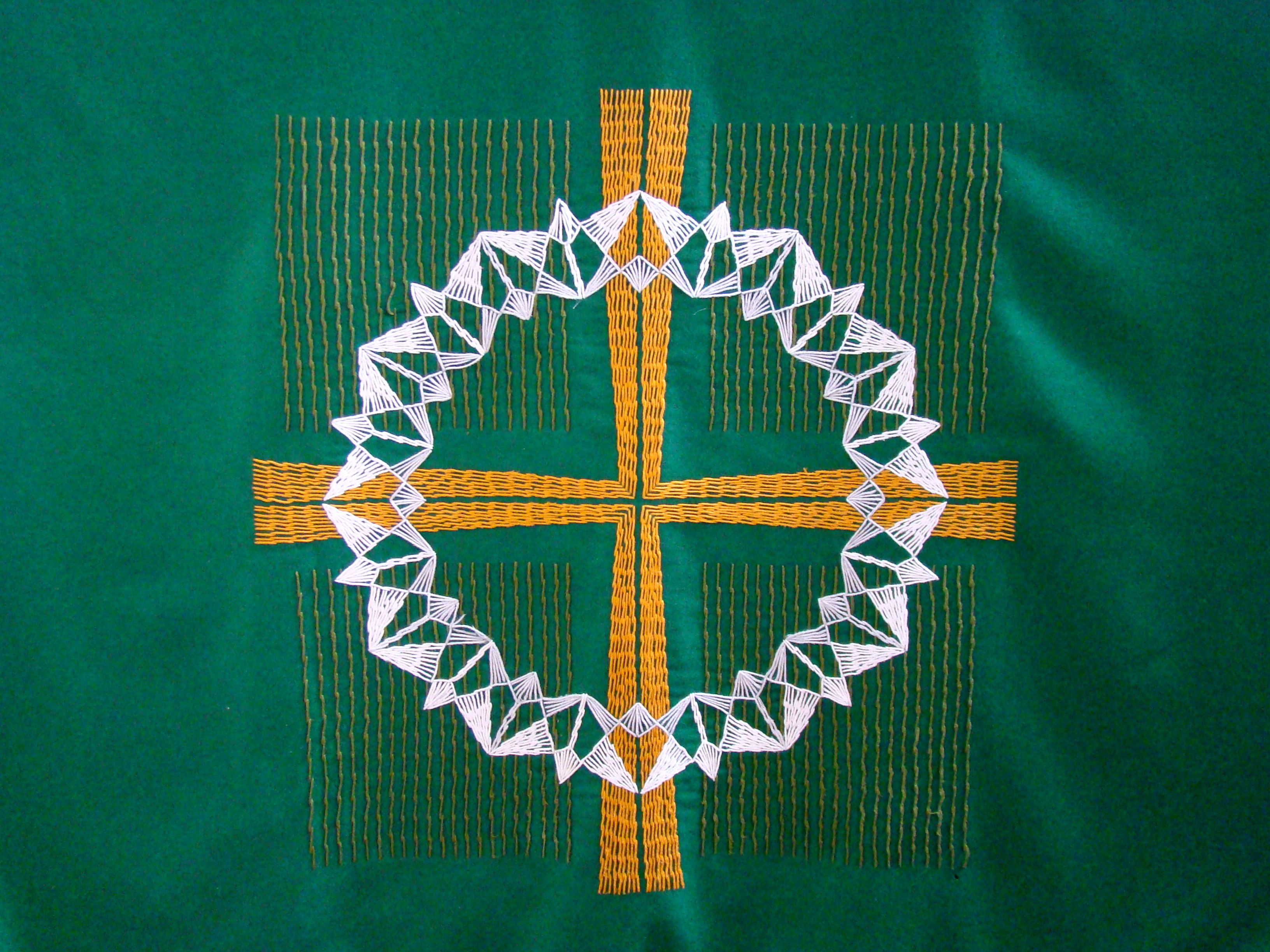
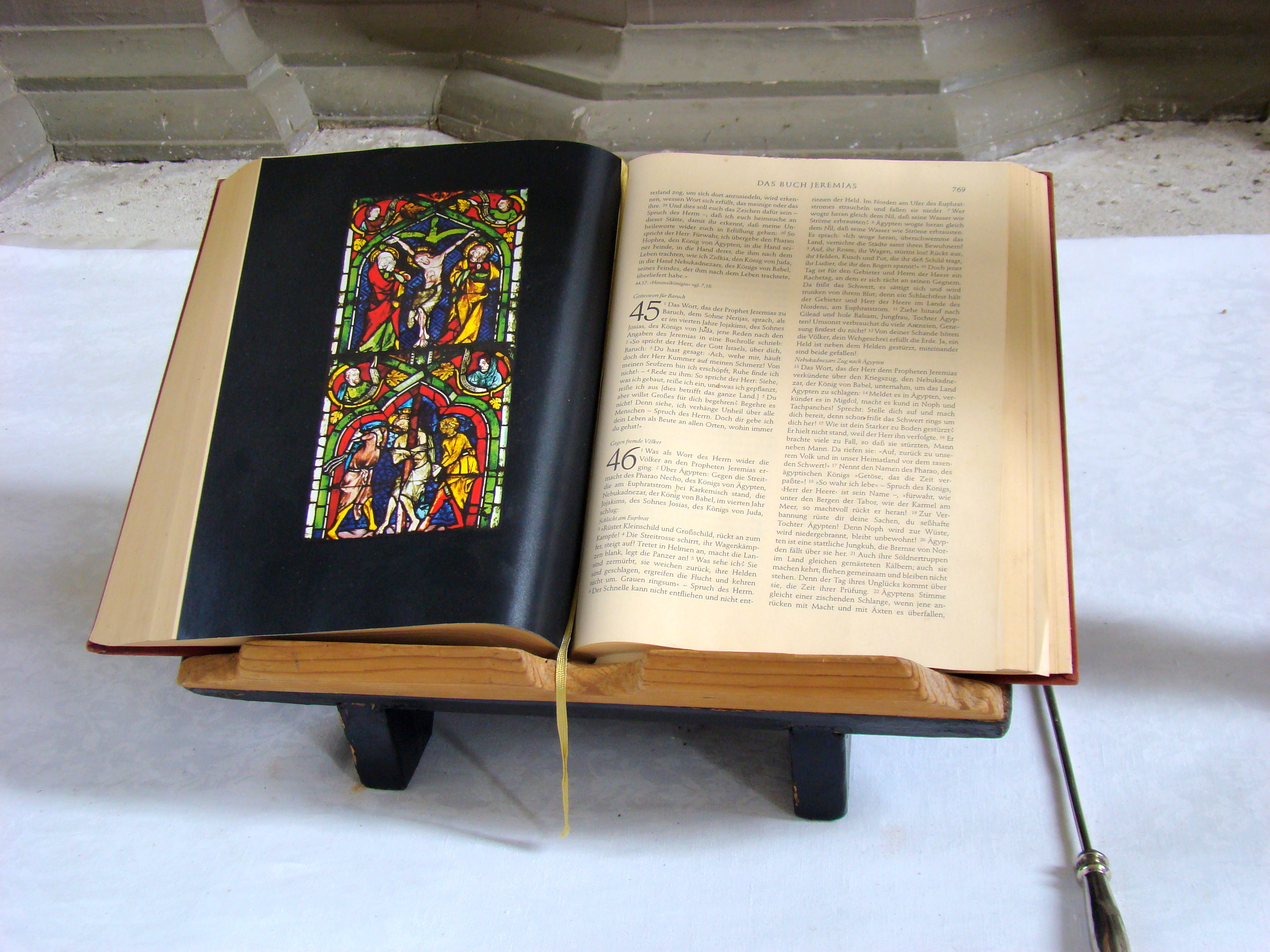
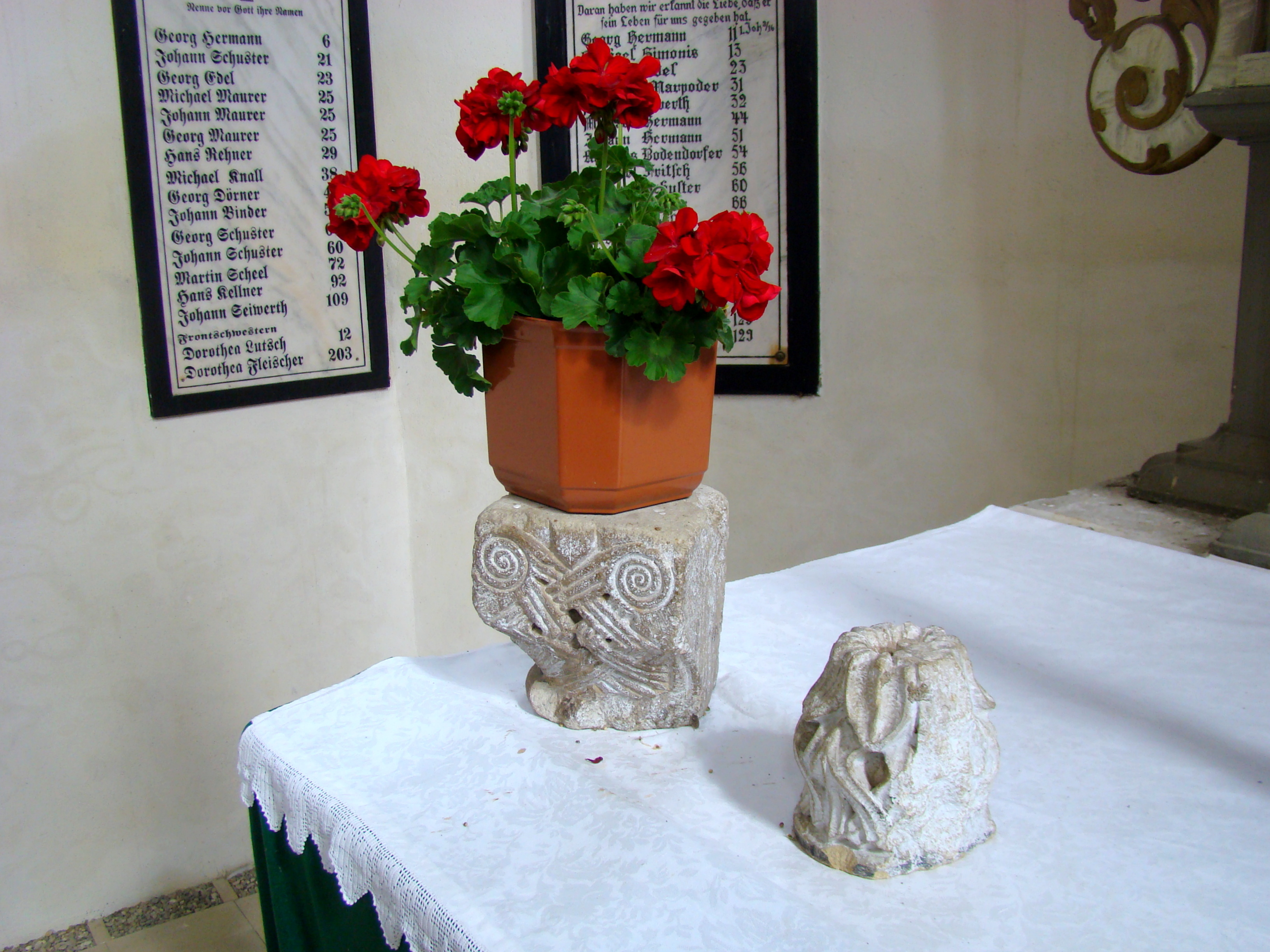
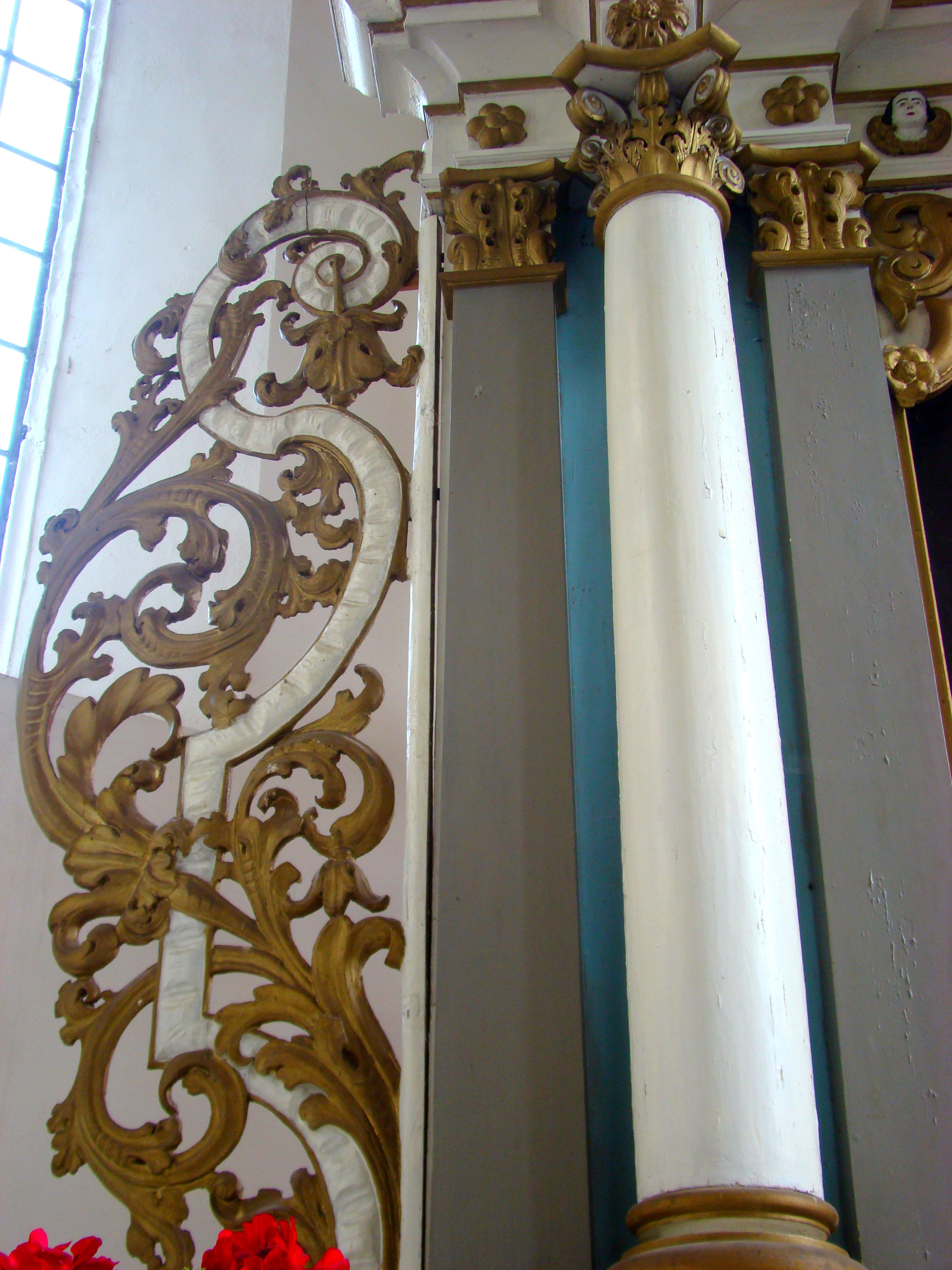
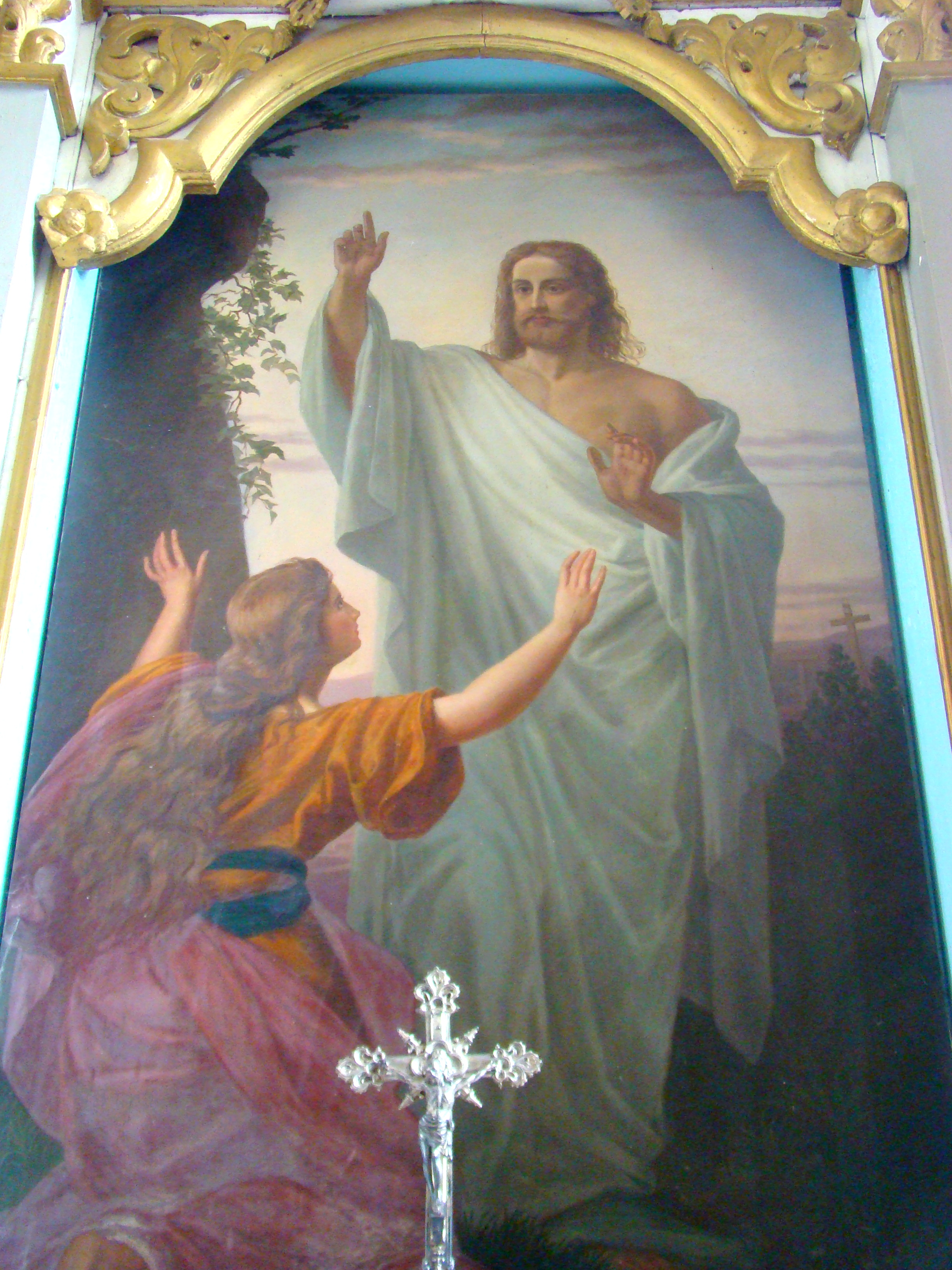
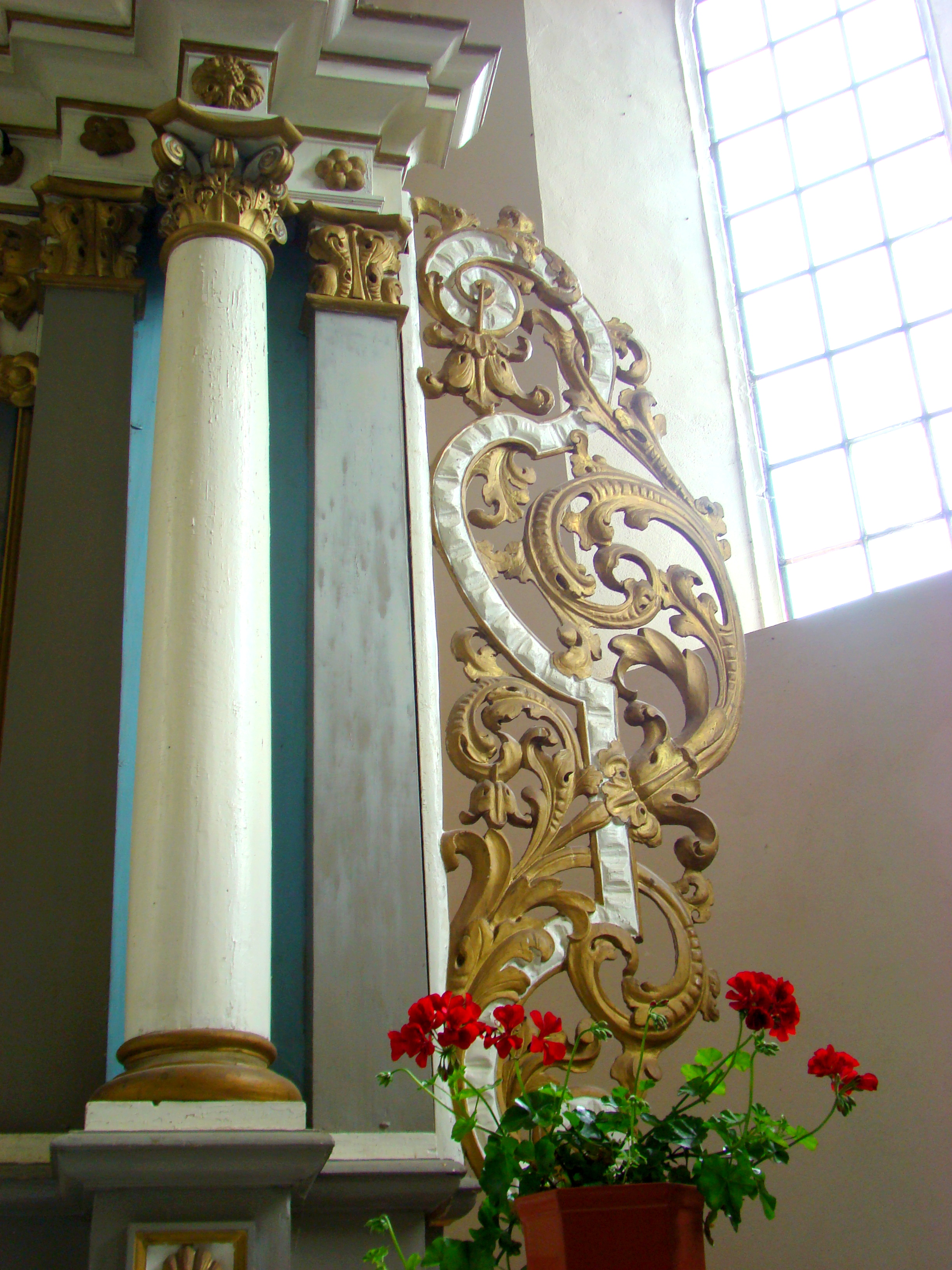
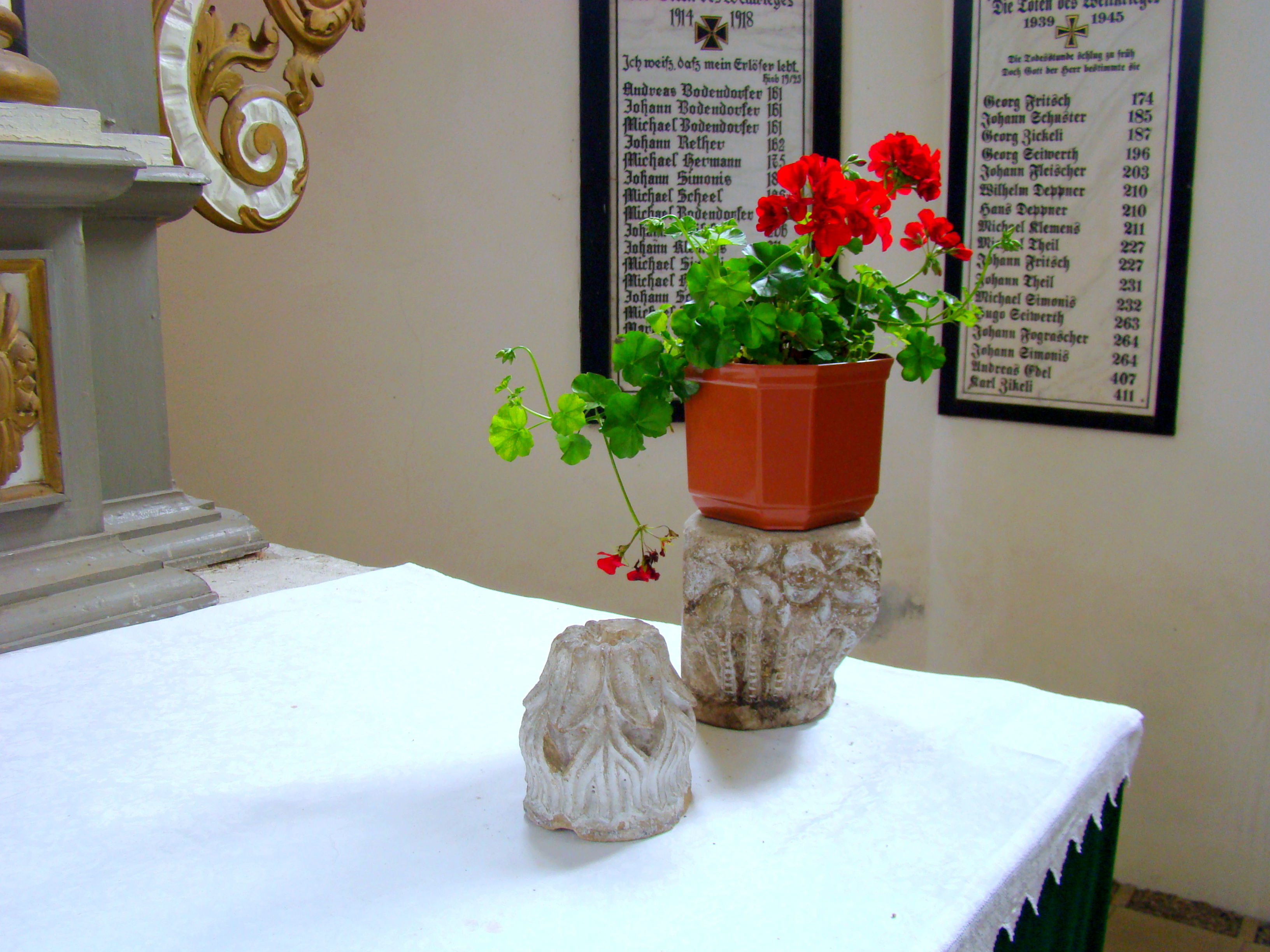
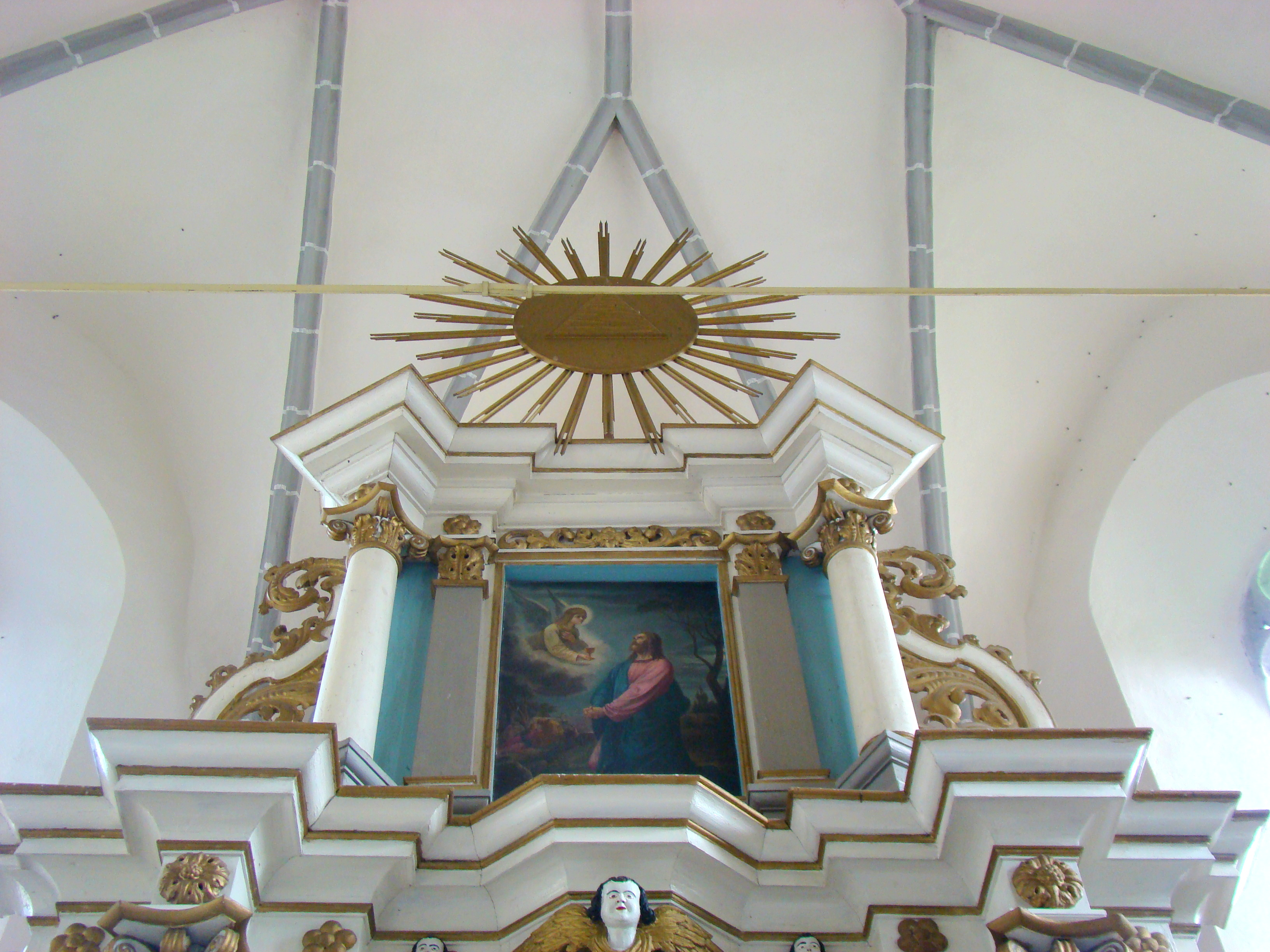
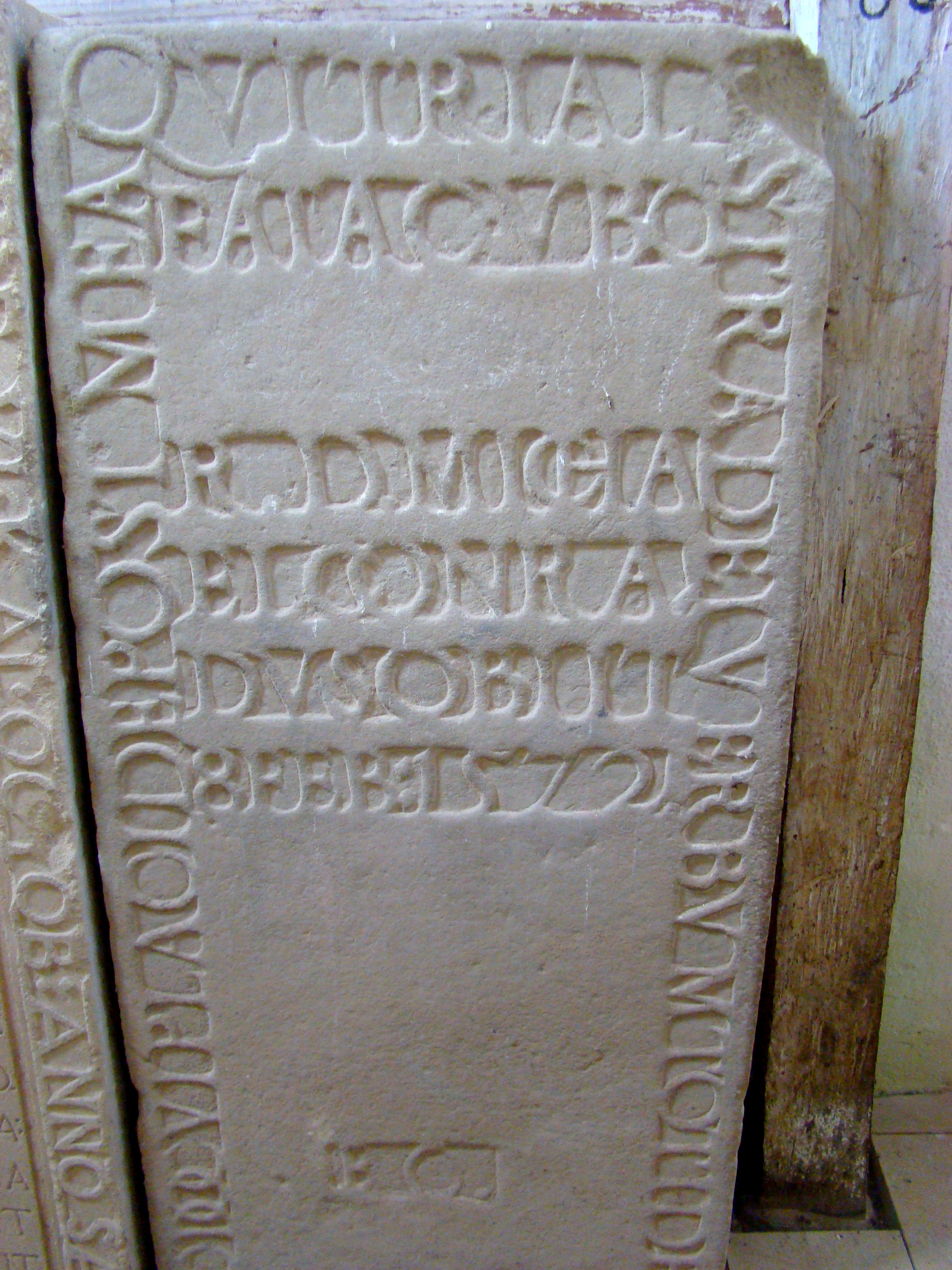
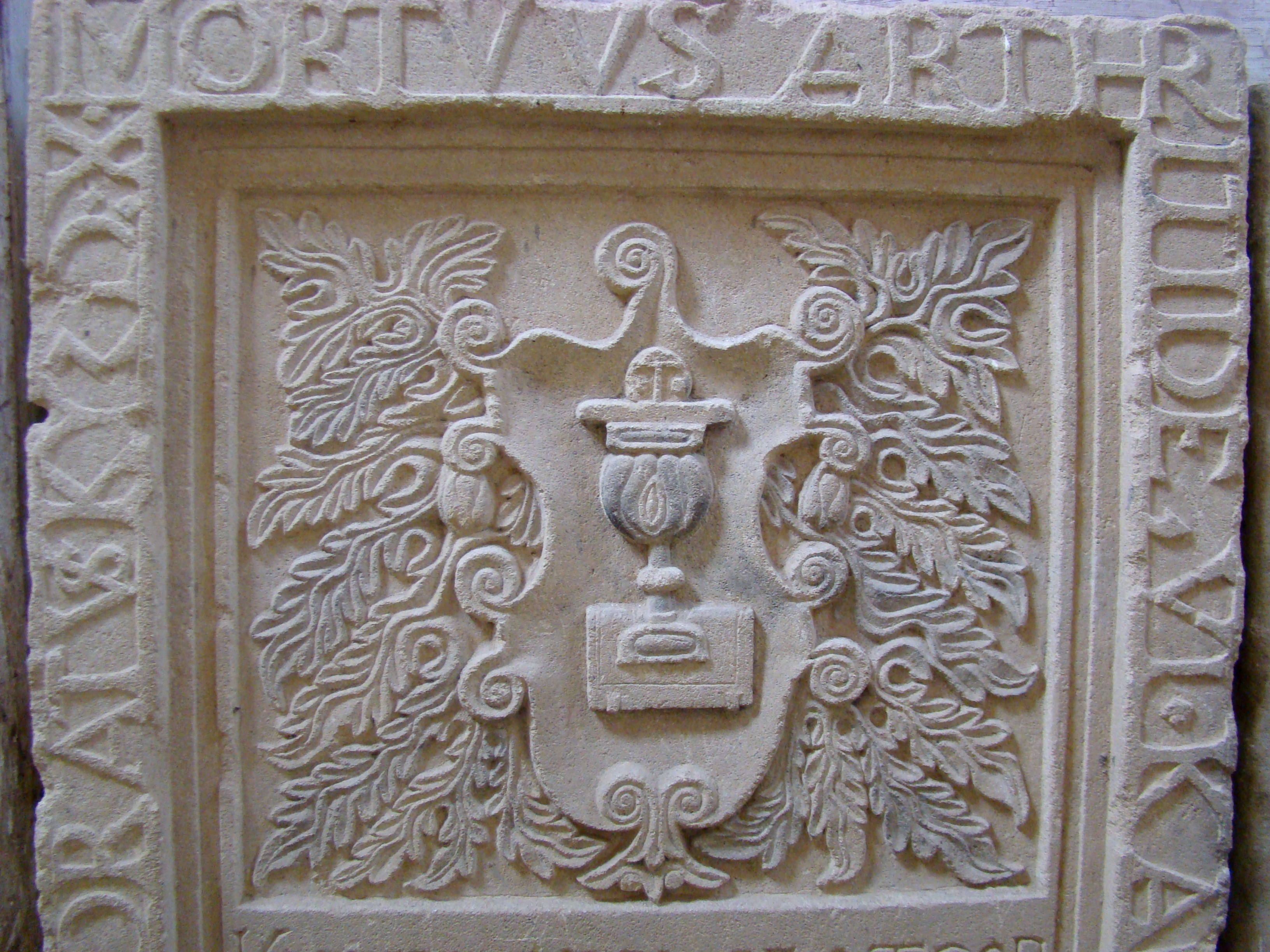
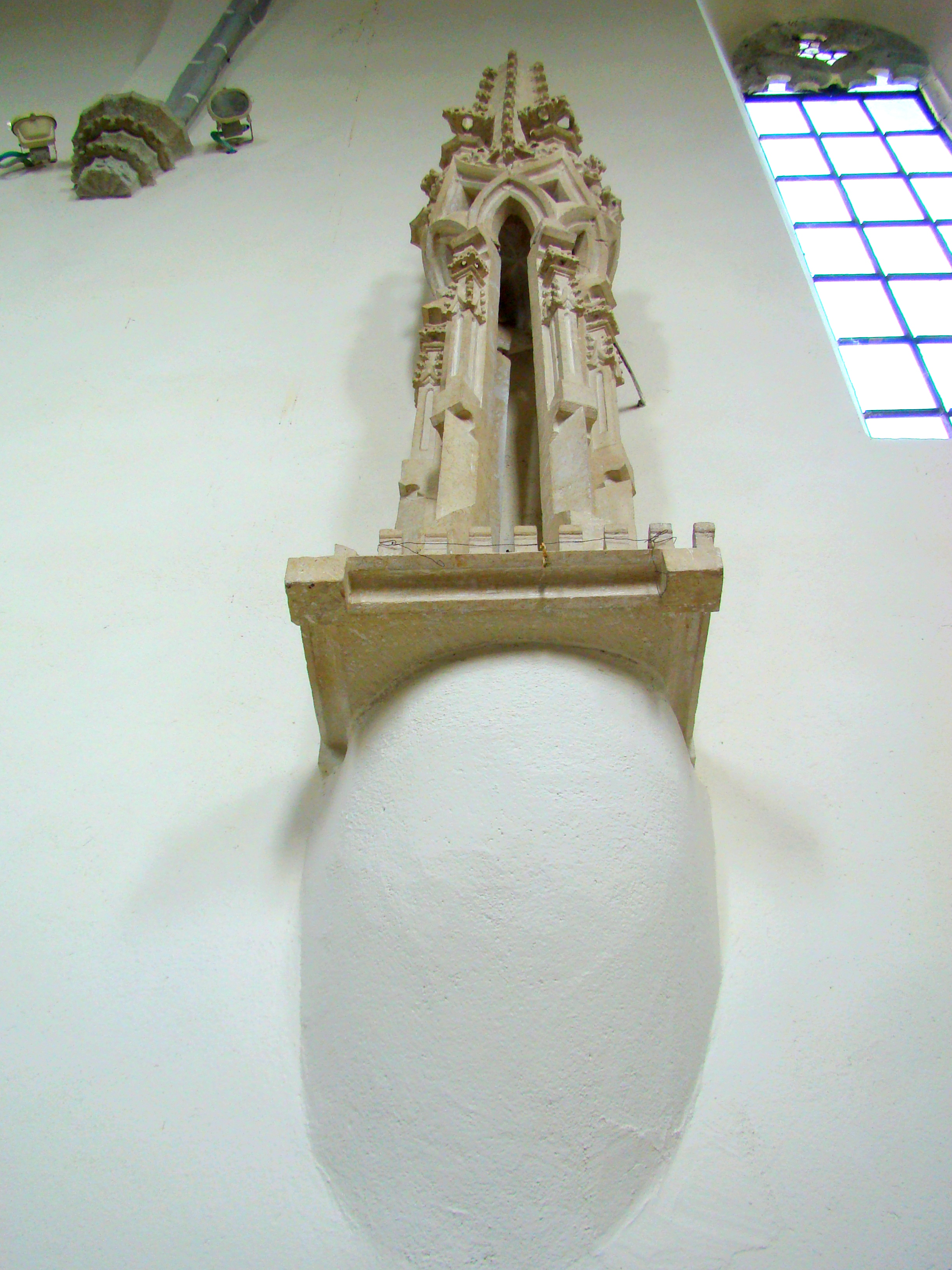
Tabernacolul din piatră, în stil gotic, datând din 1500
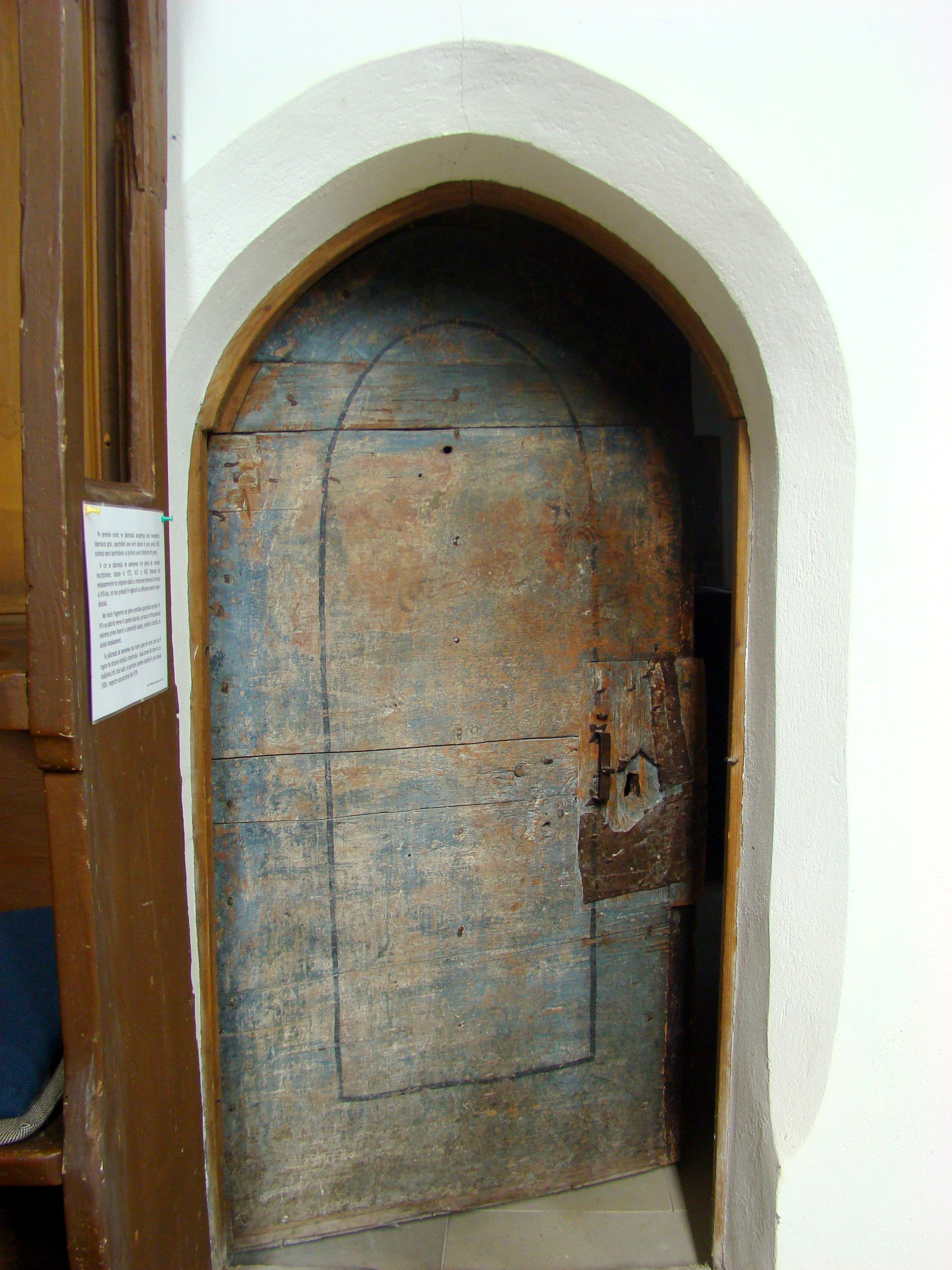
Ușa sacristiei datează din anul 1578
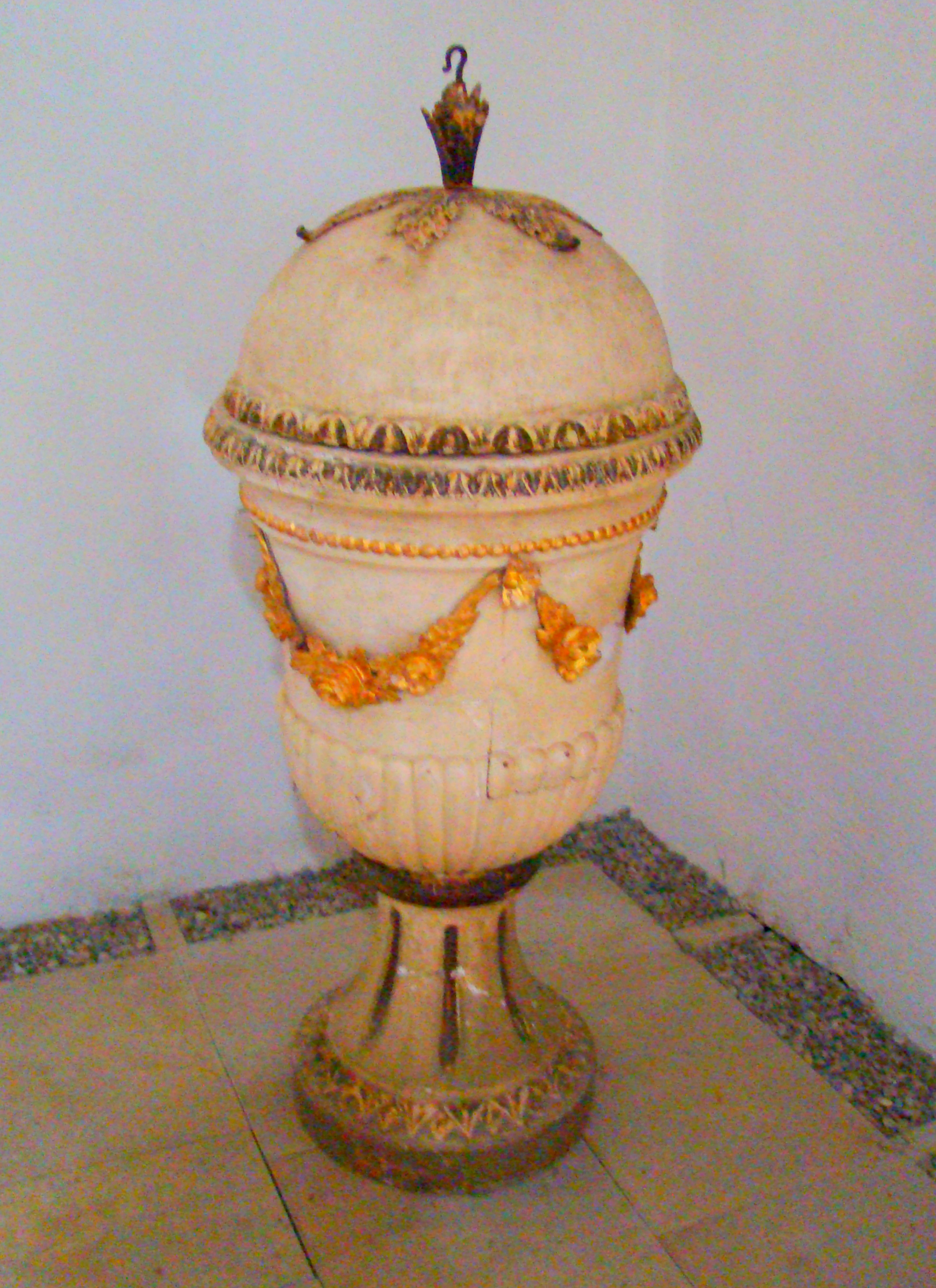
În sacristie se află o altă cristelniță datând din 1709
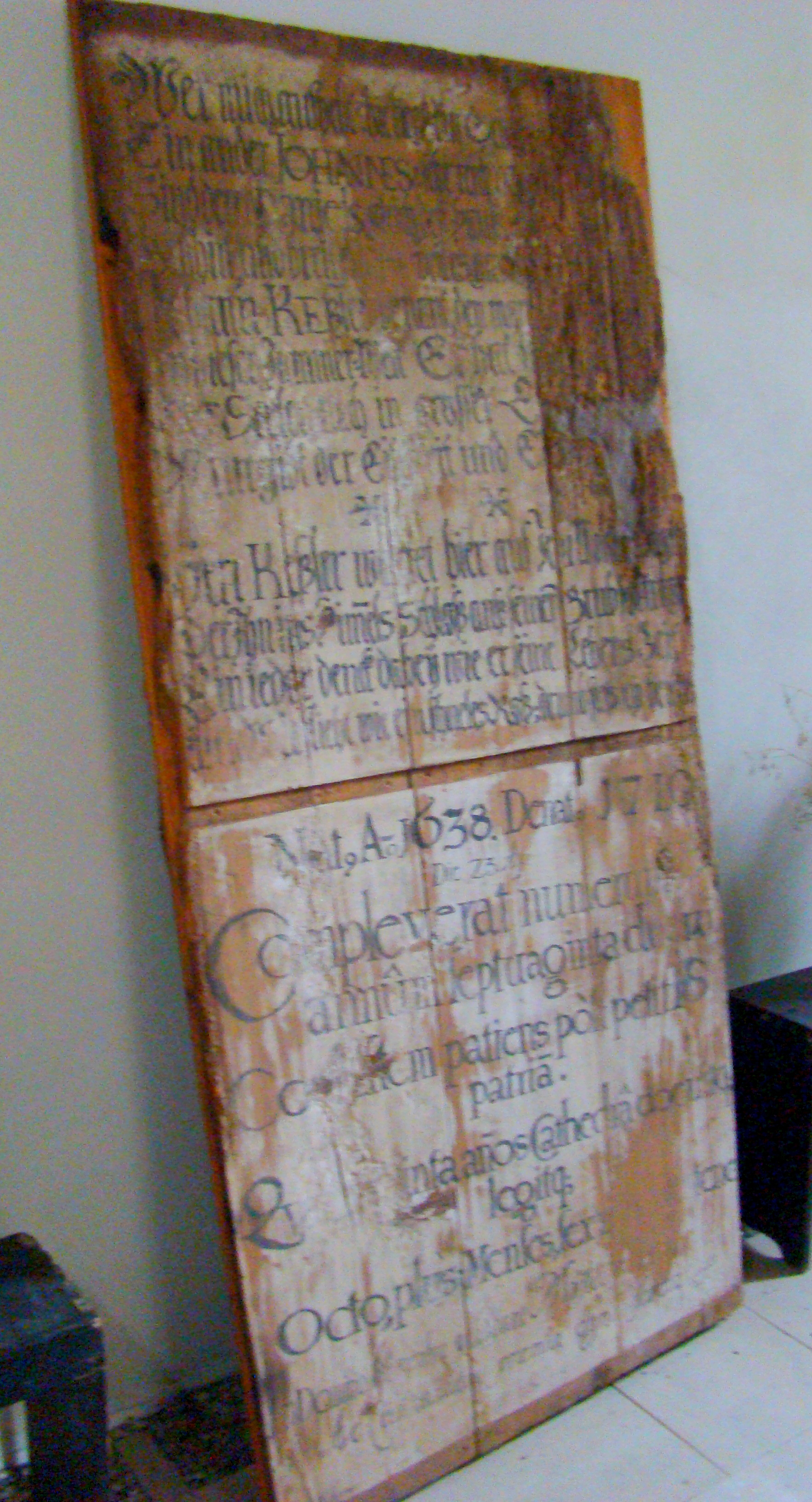
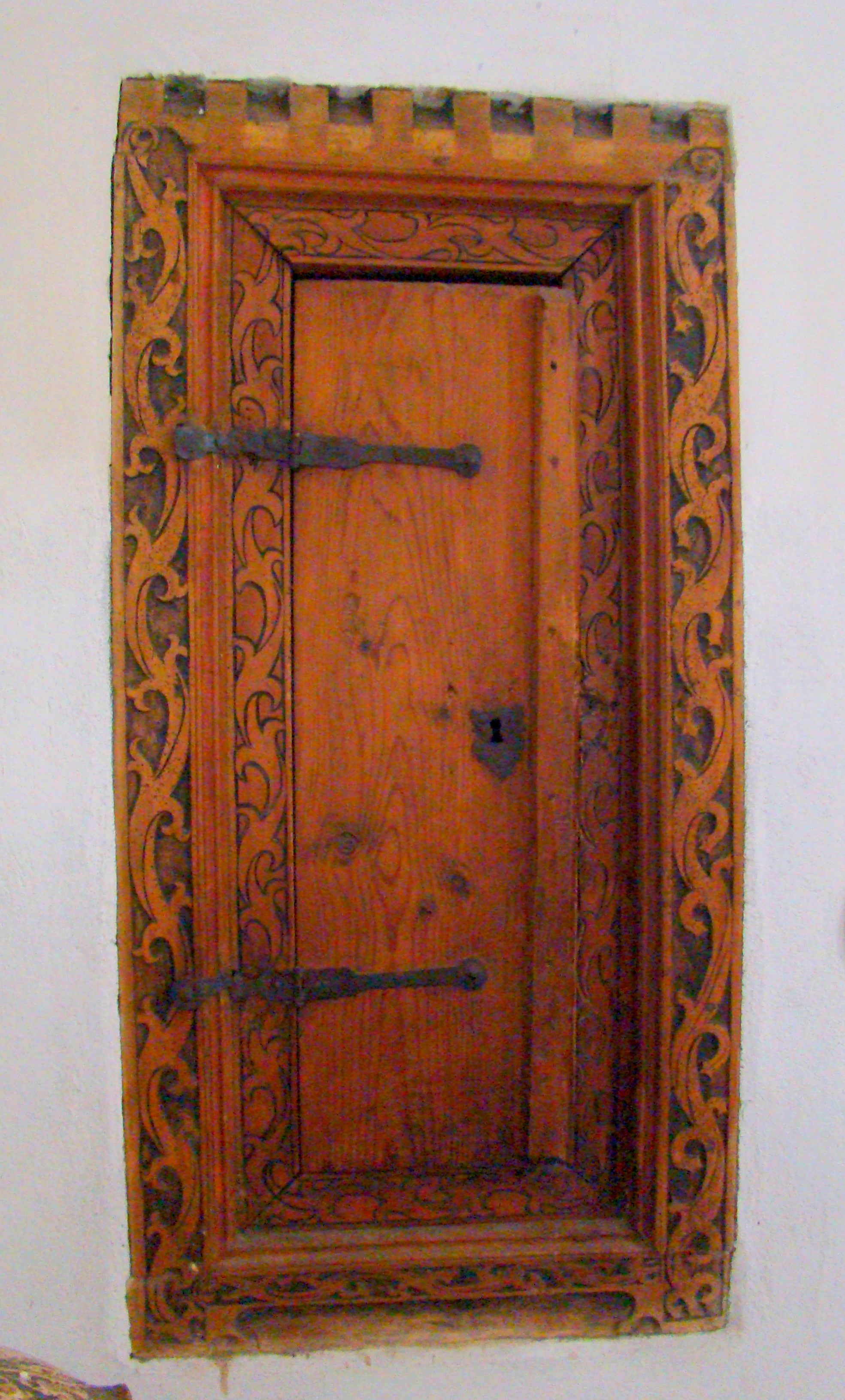
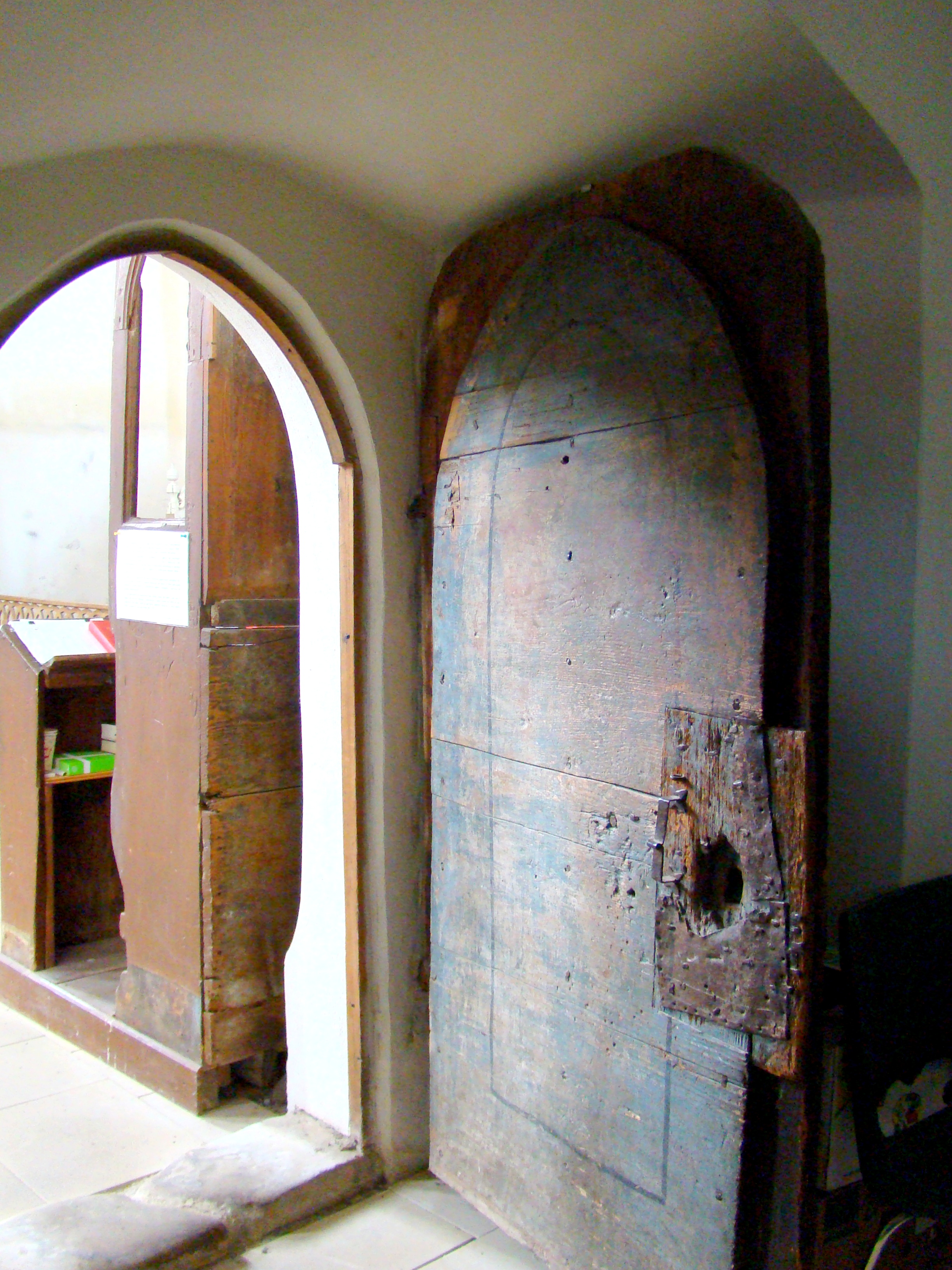
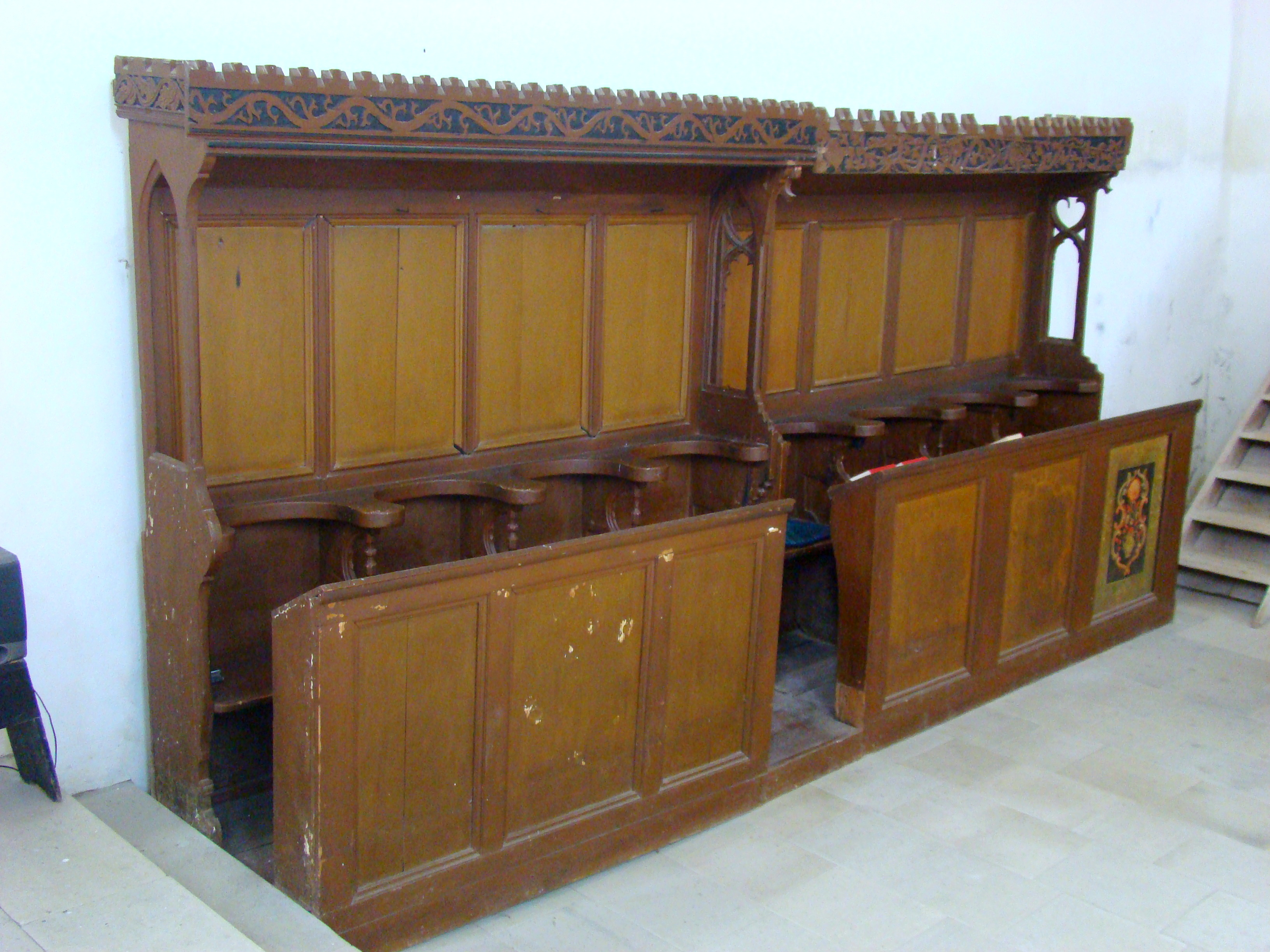
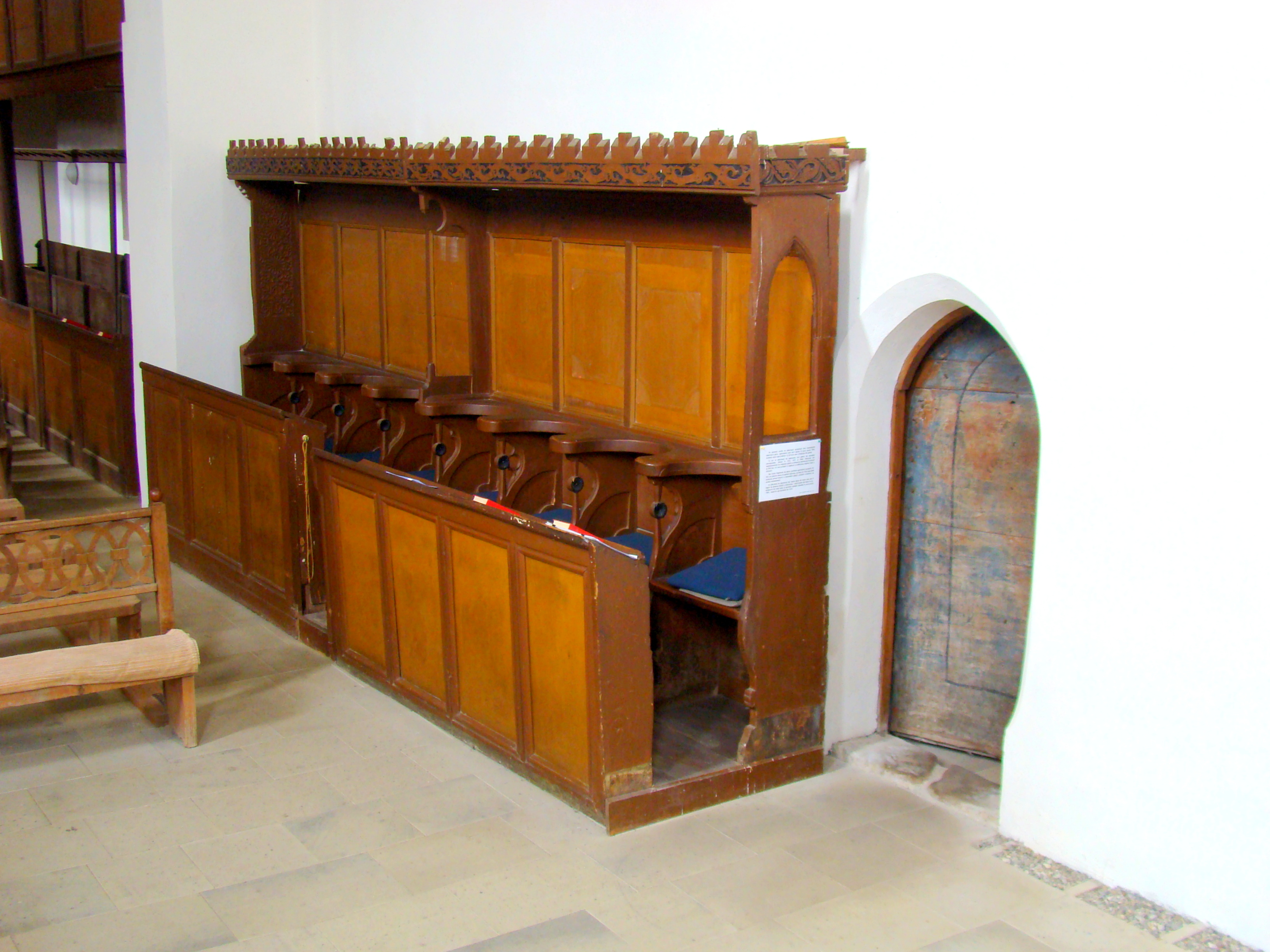
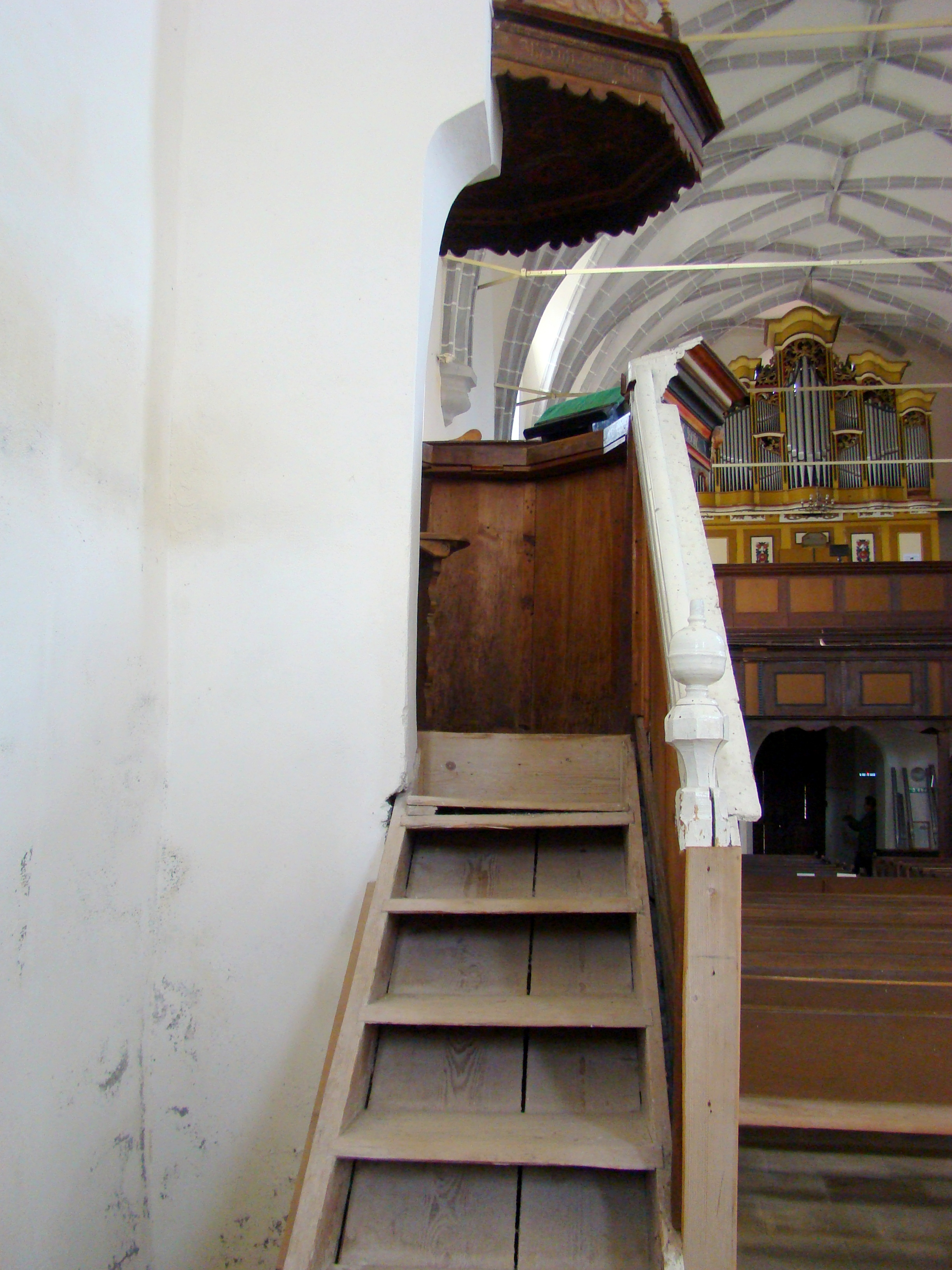
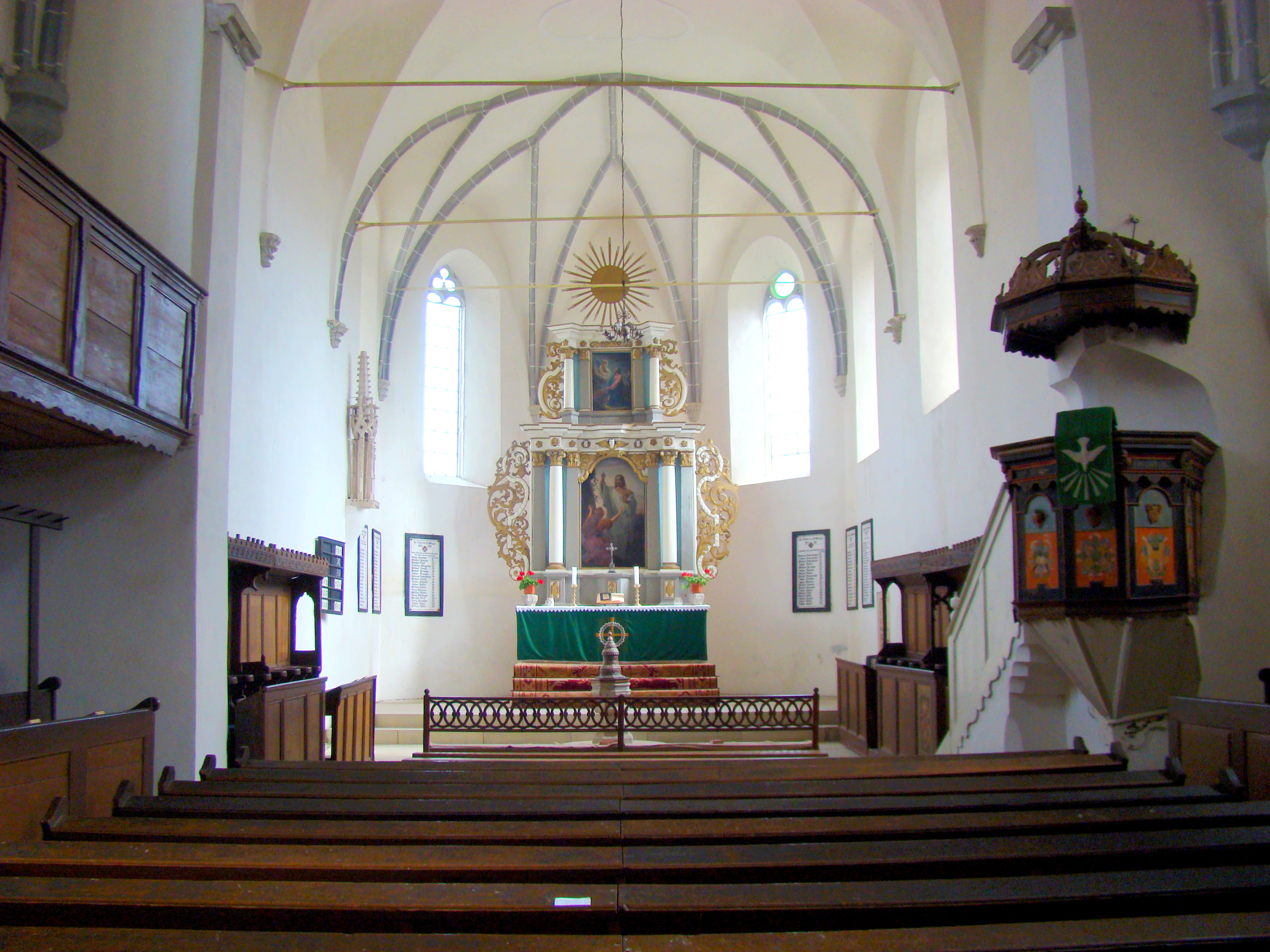
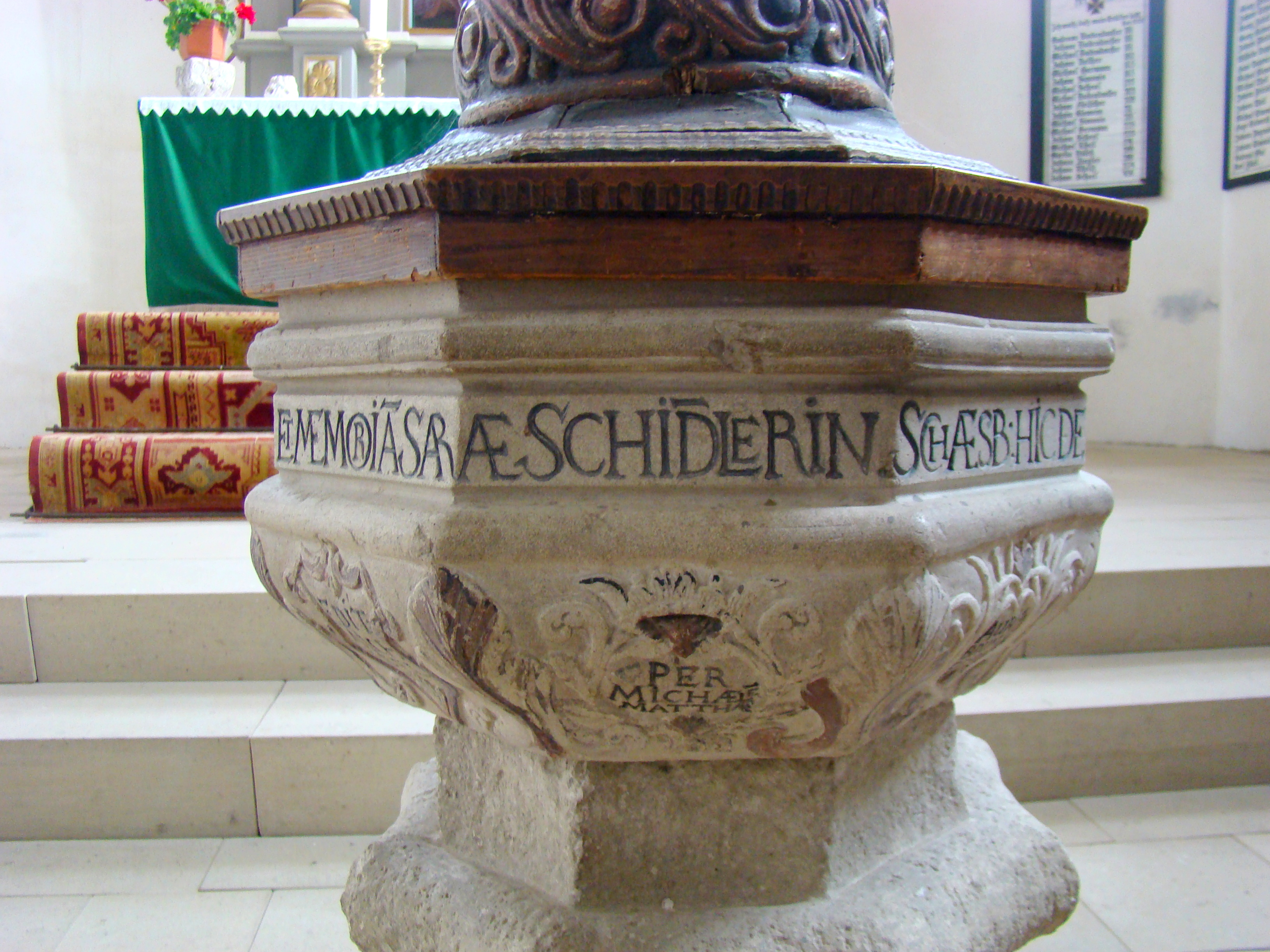
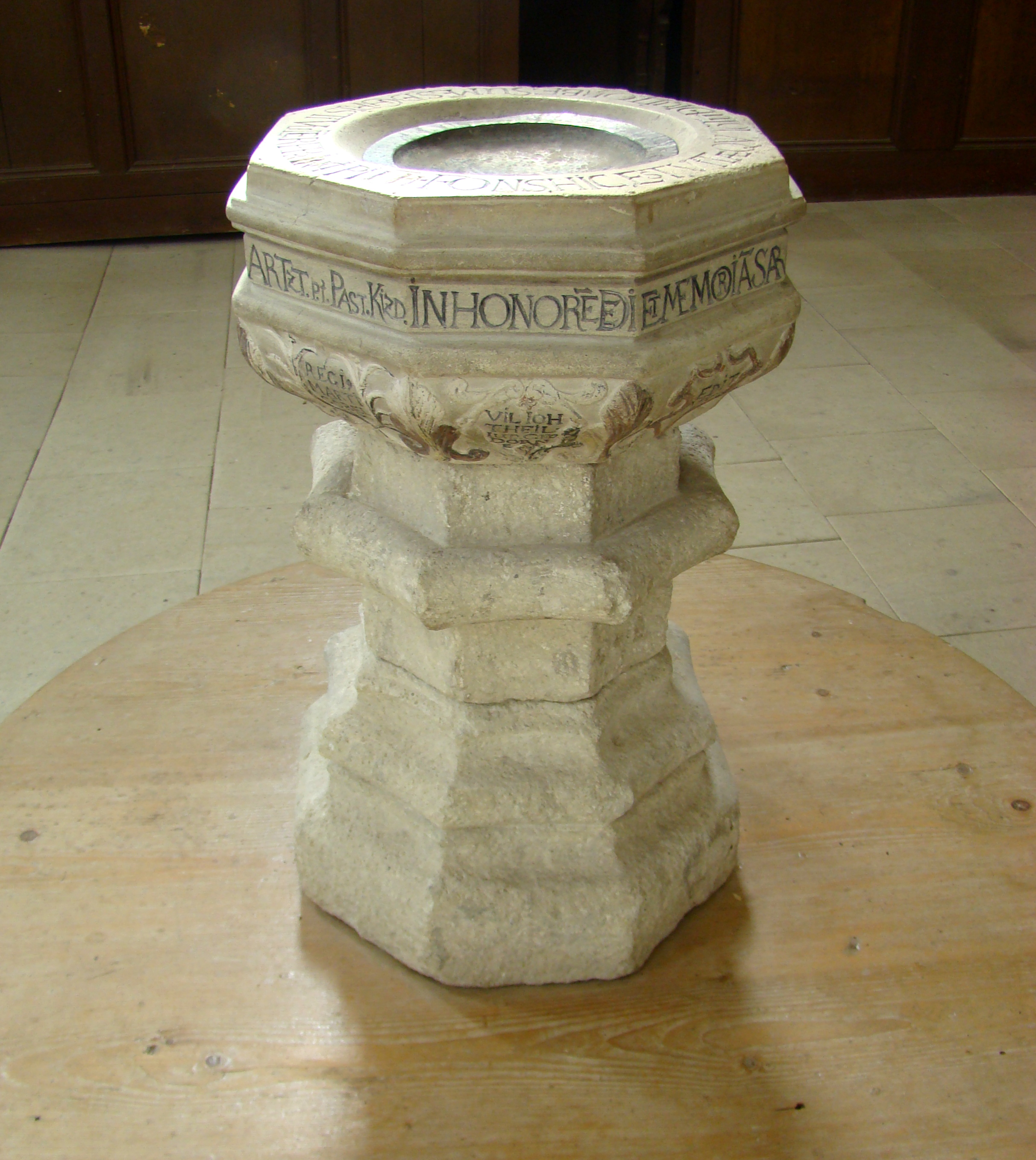
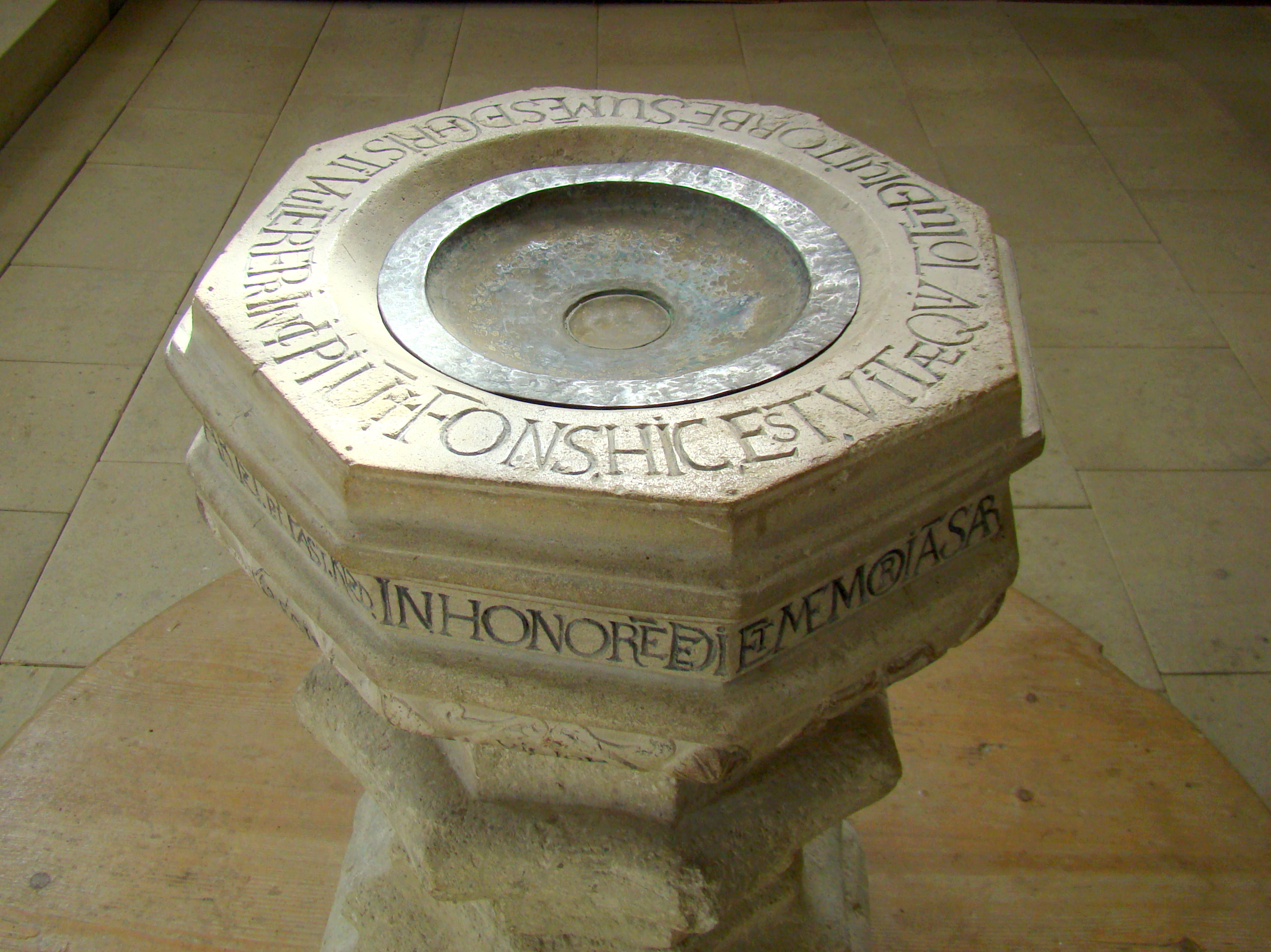
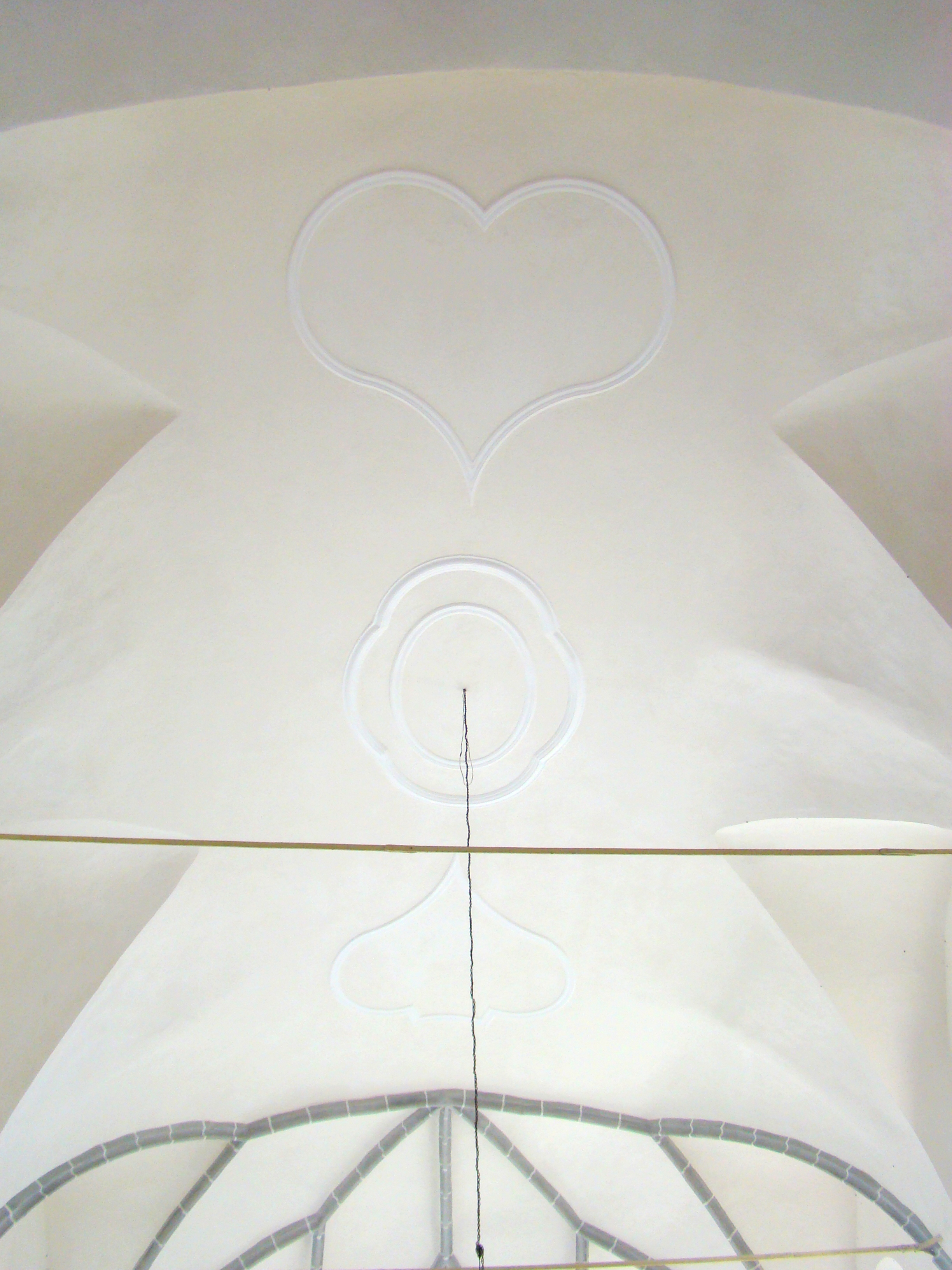
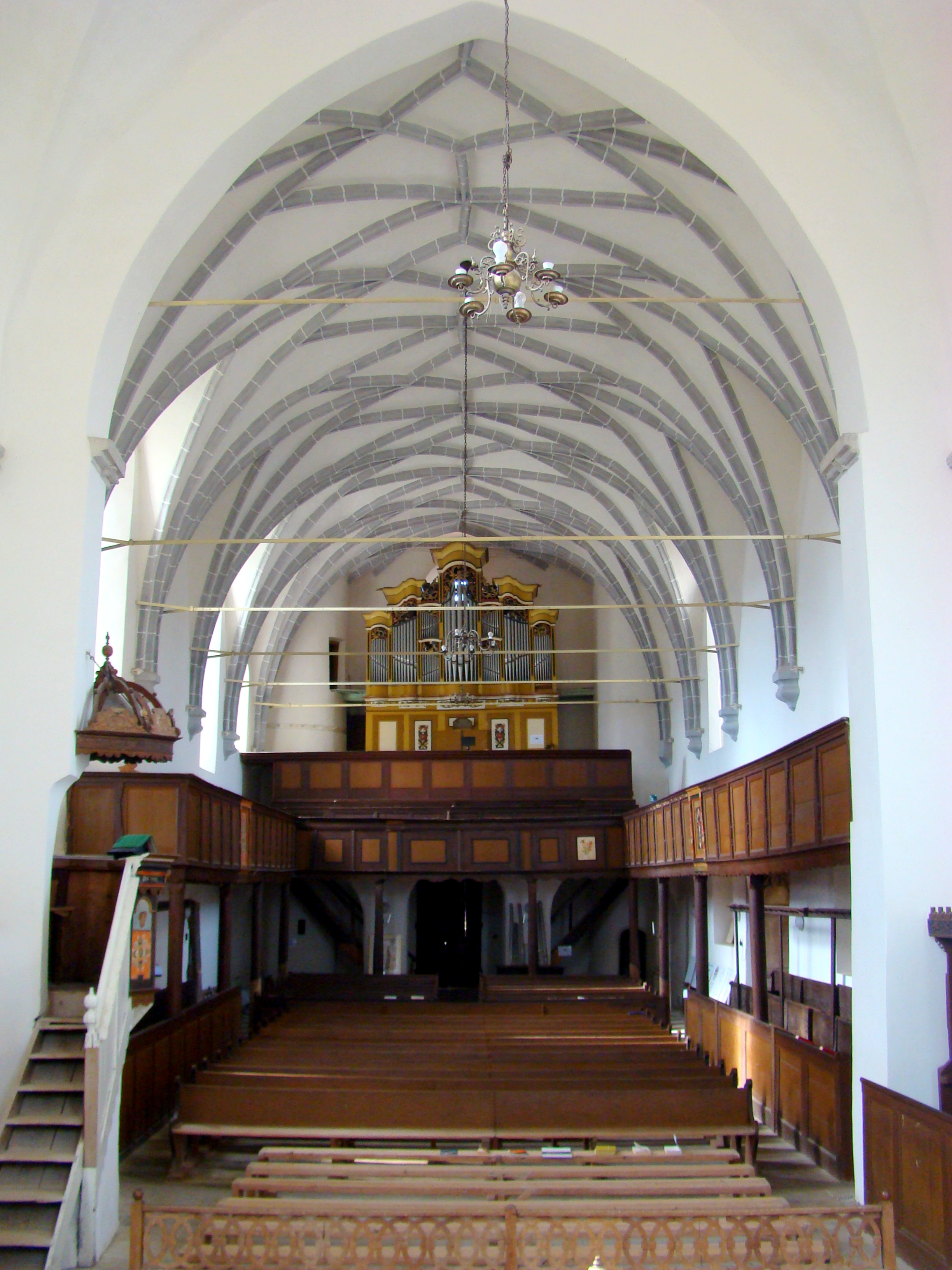
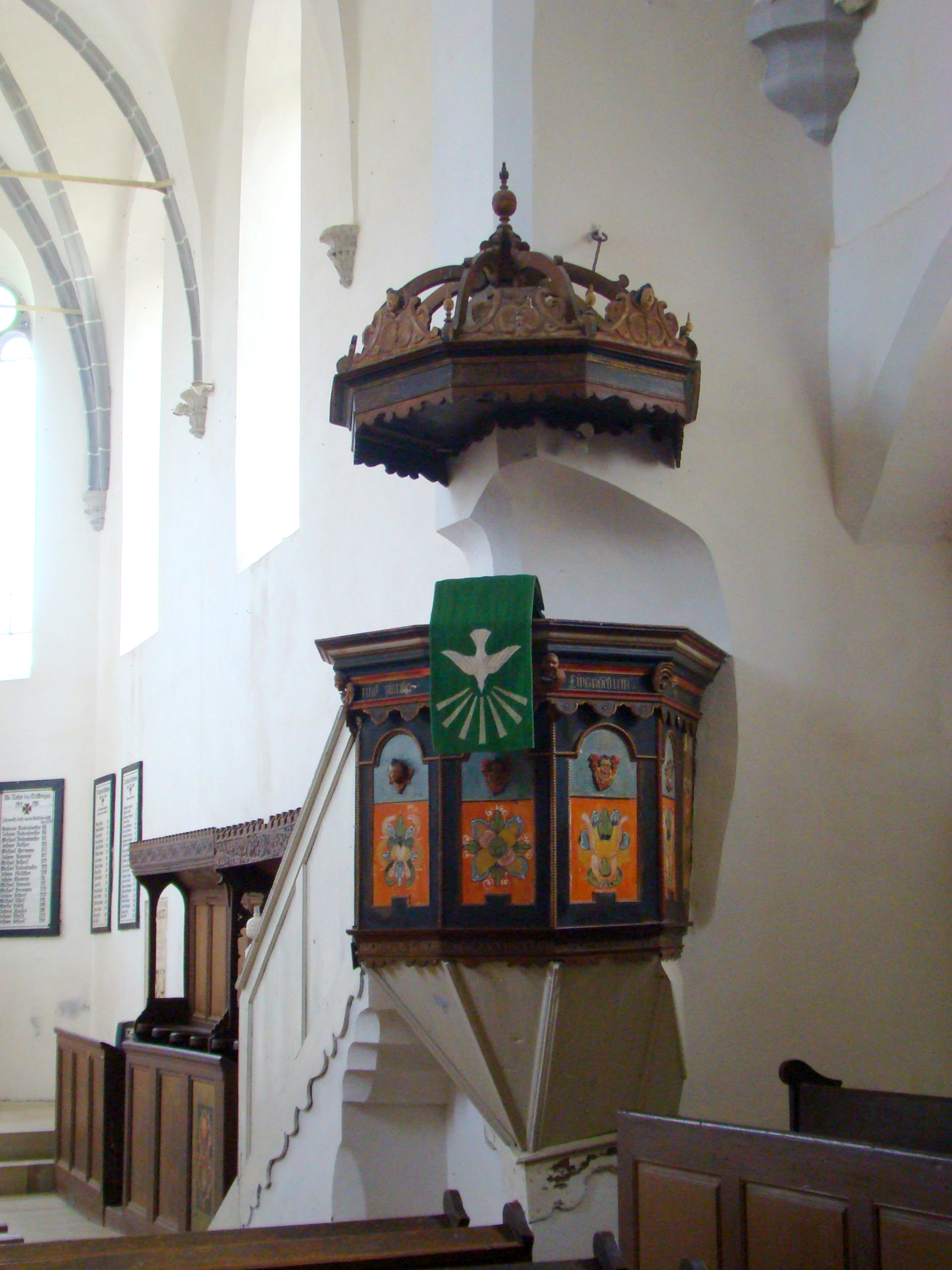
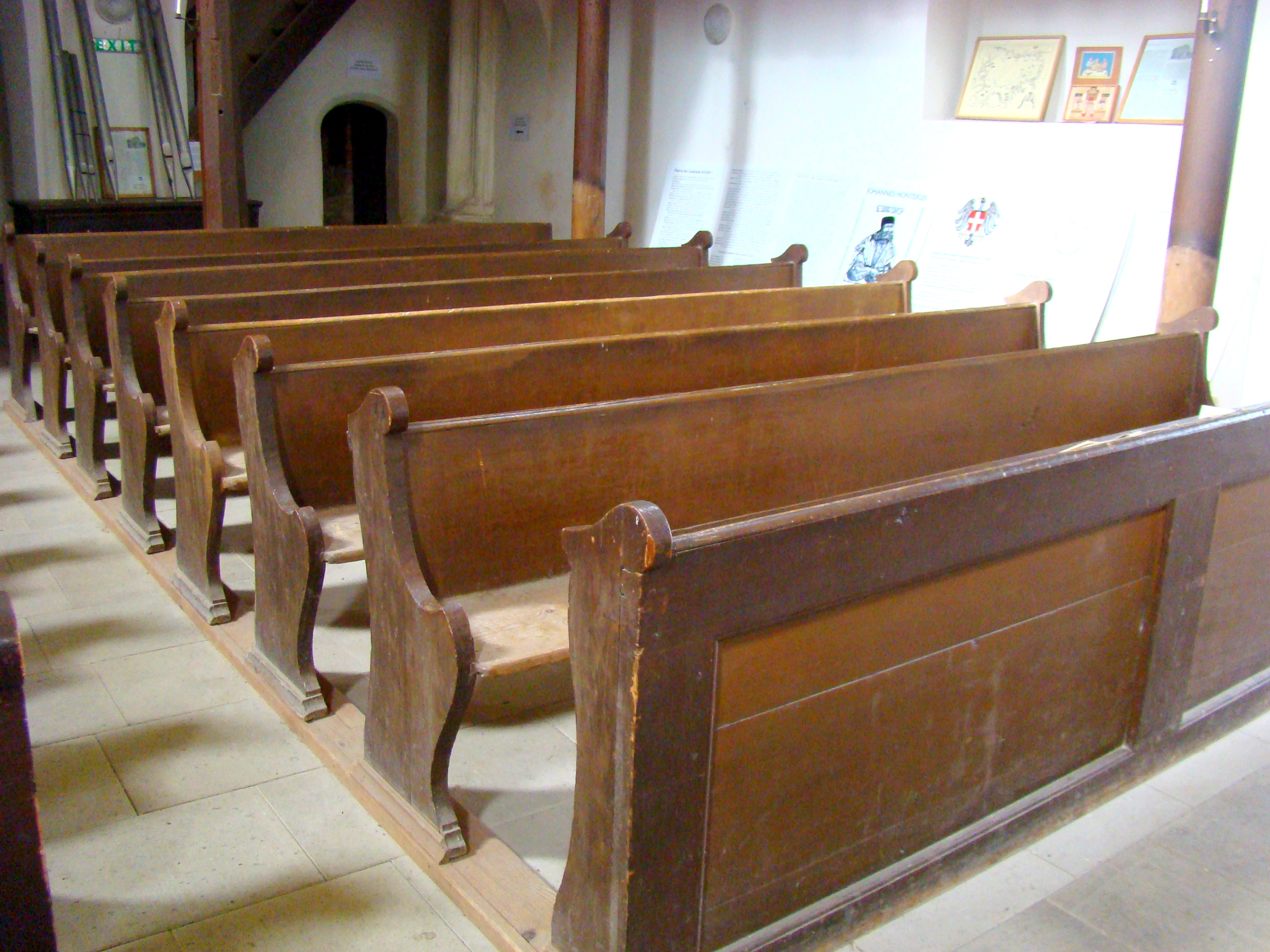
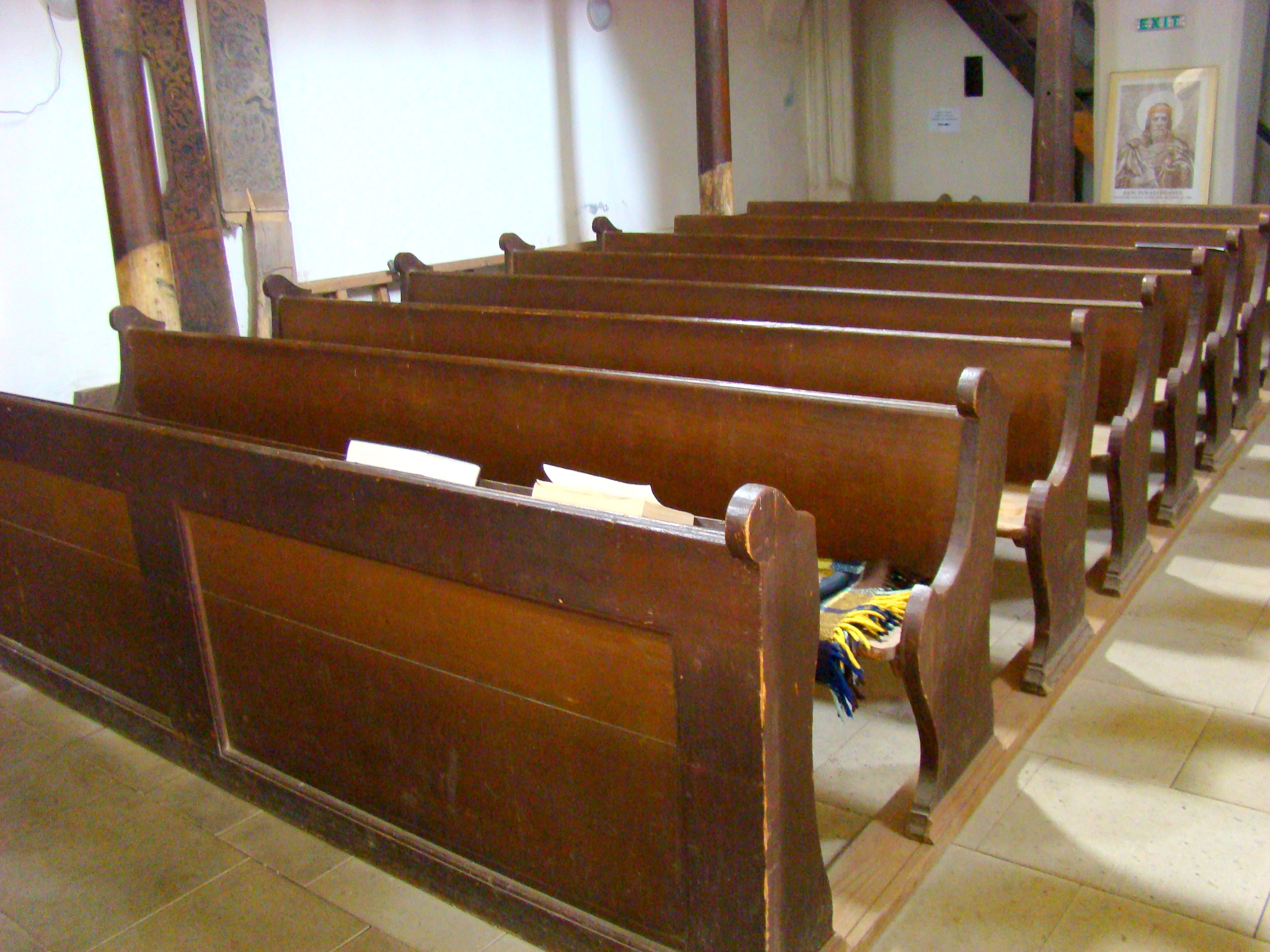
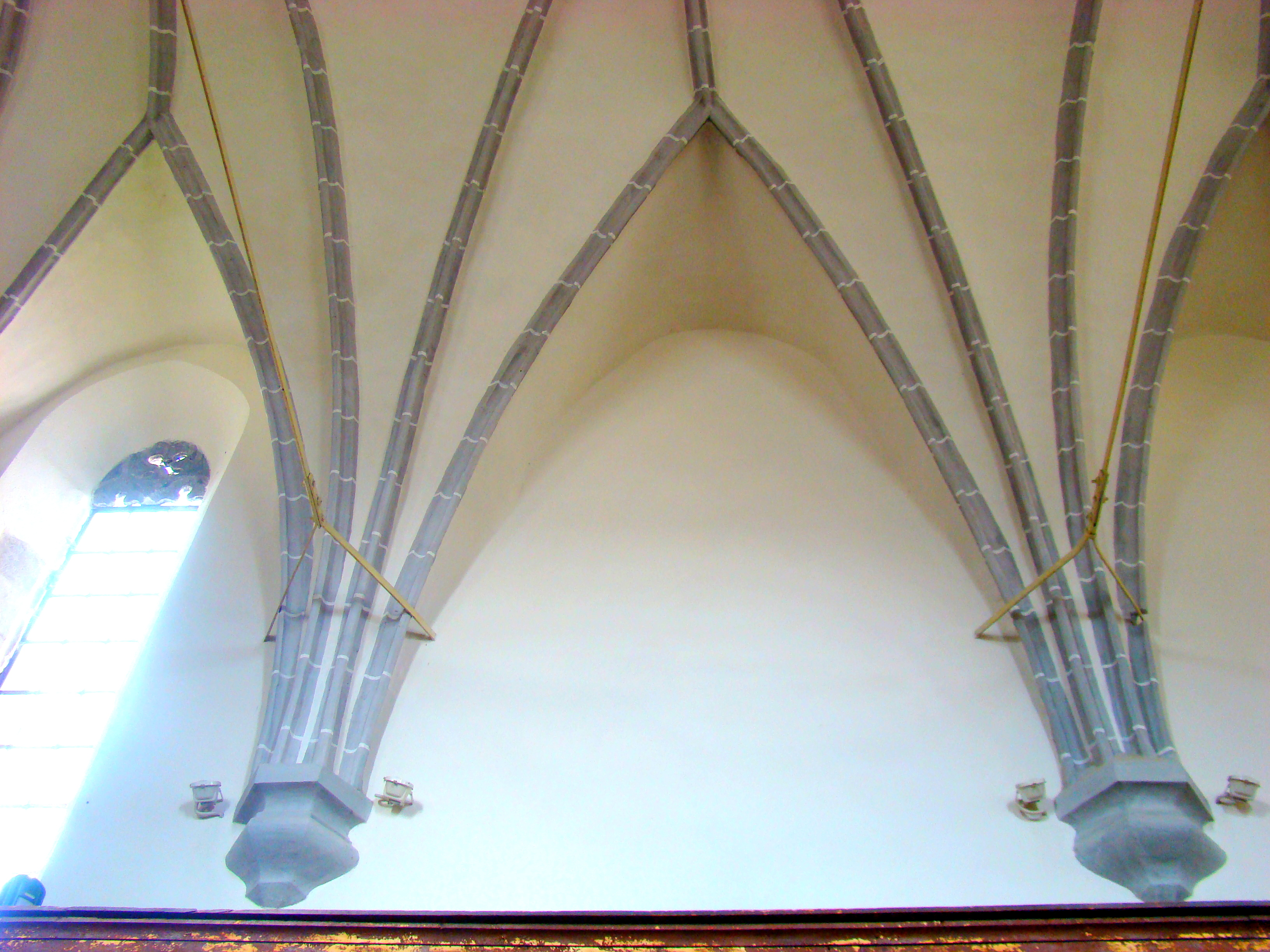
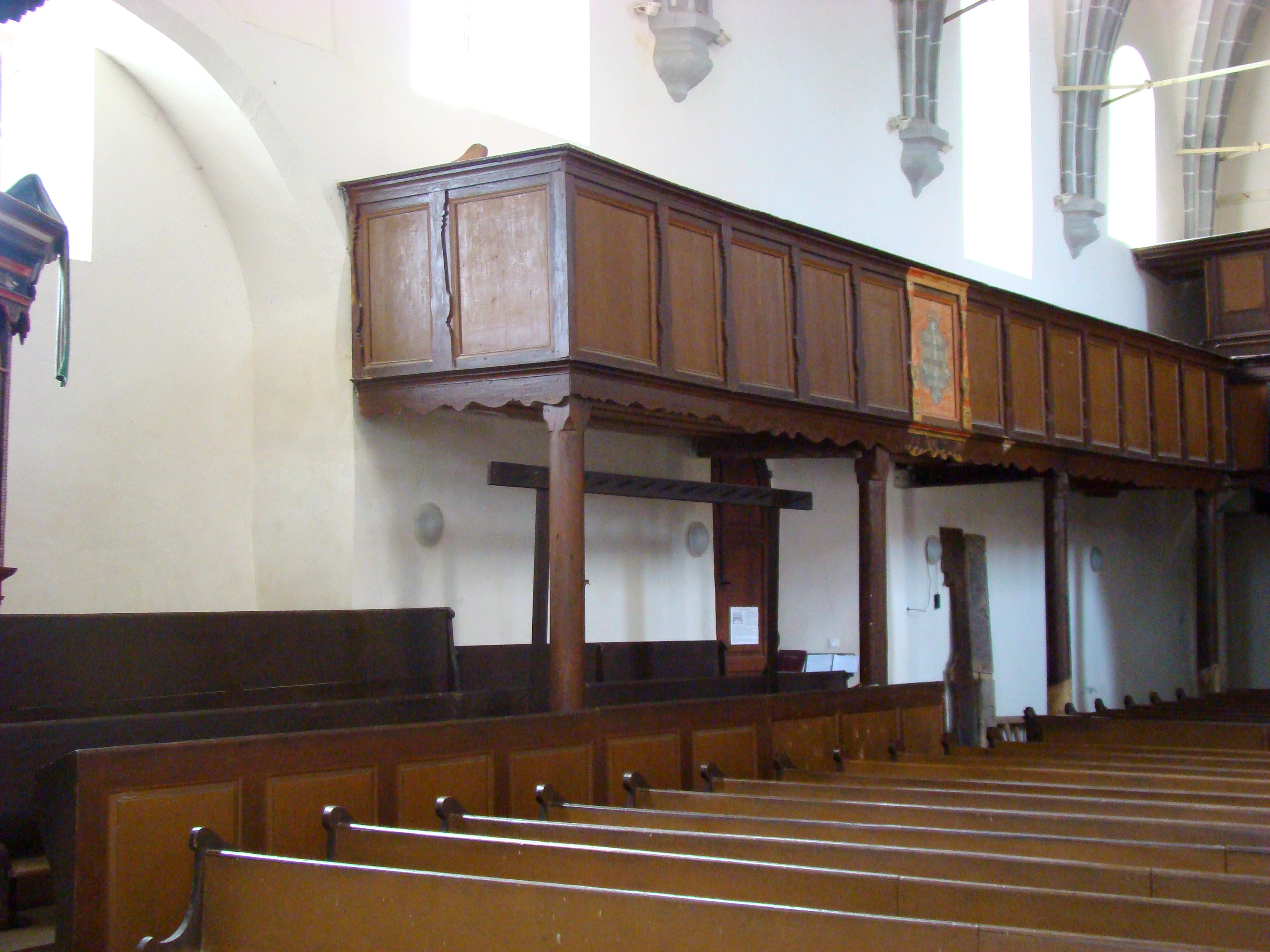
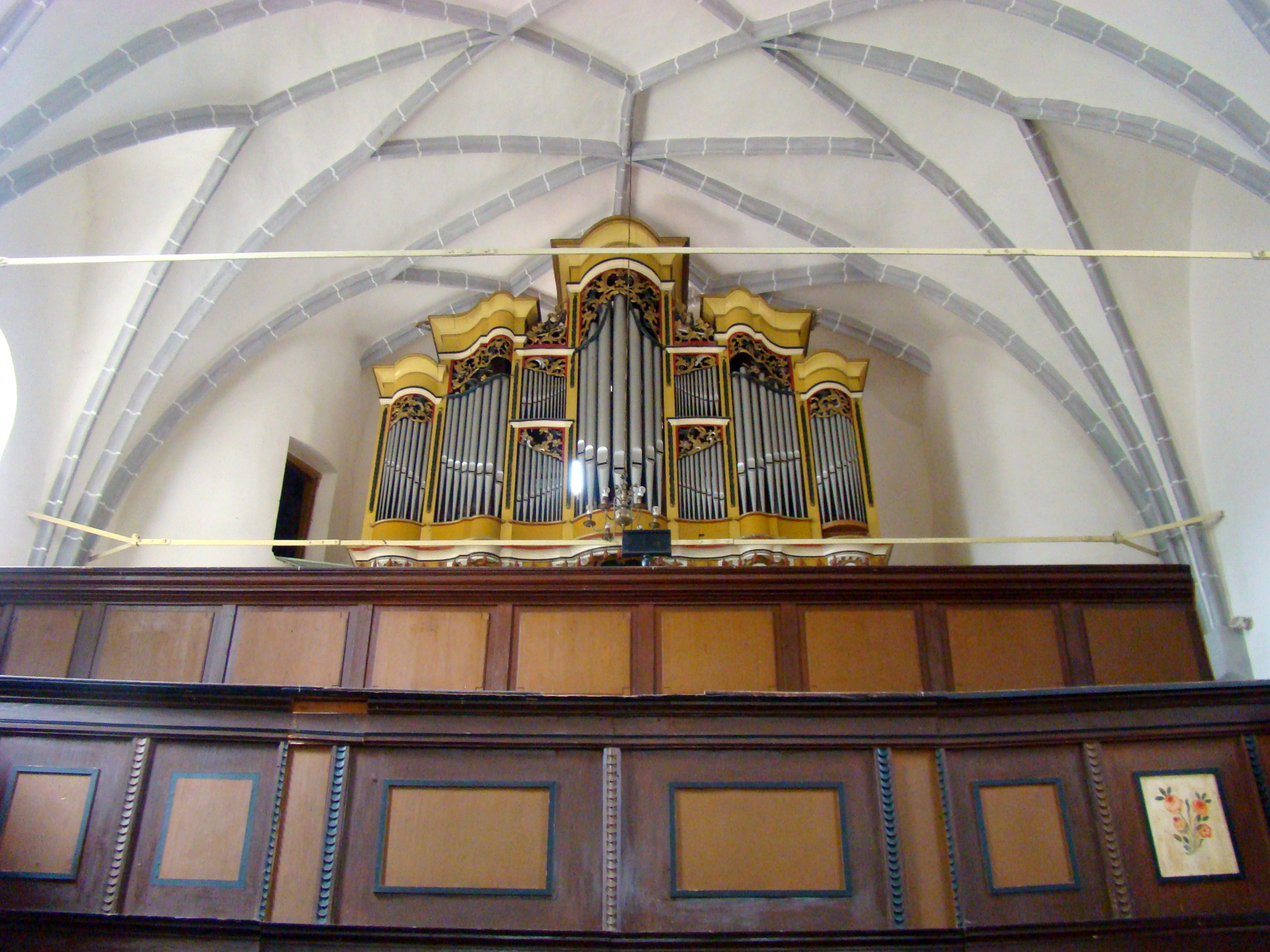
În secolul al XVIII-lea, pe trei laturi ale sălii au fost construite balcoane, pe cel vestic fiind amplasată orga
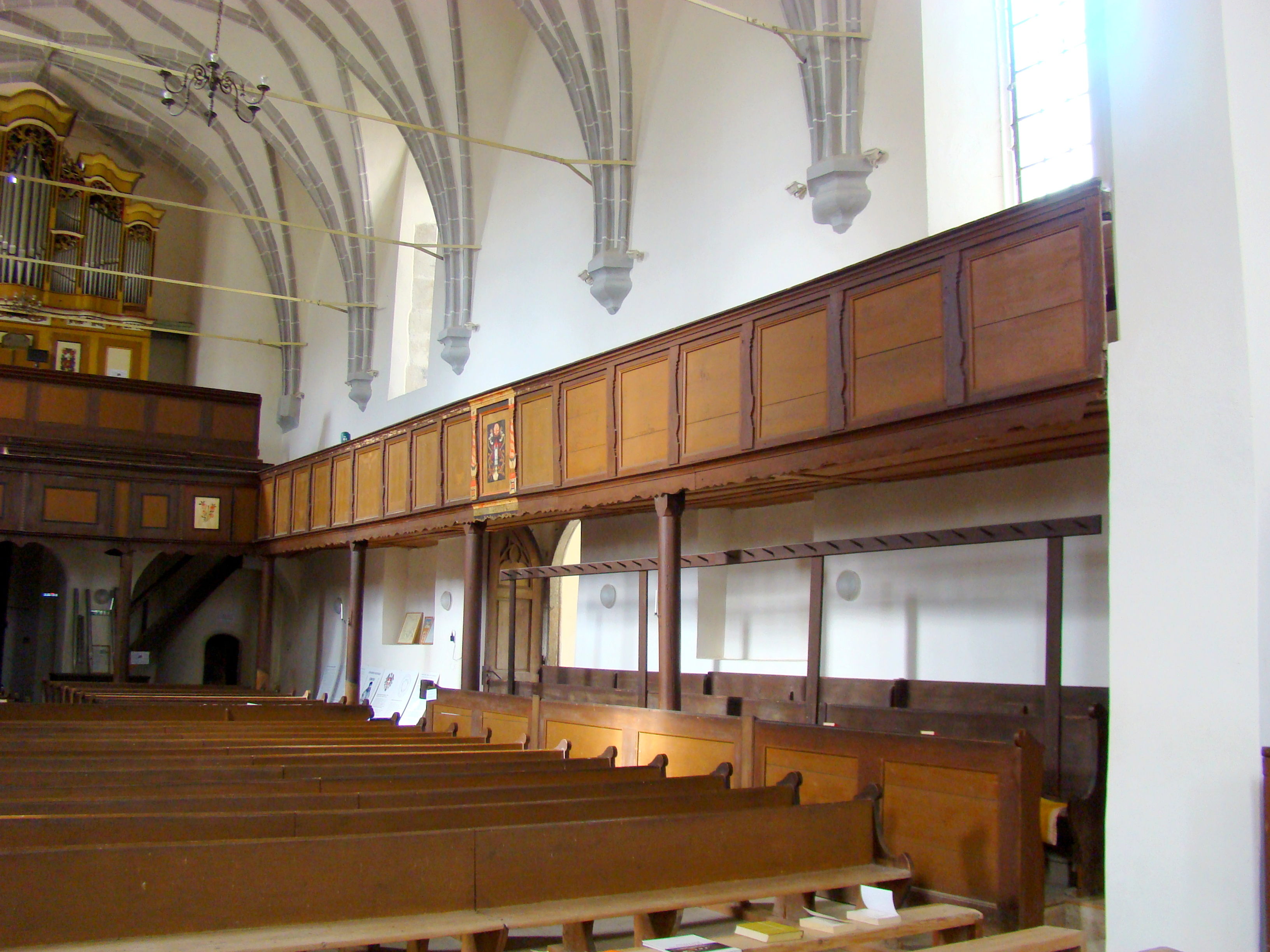
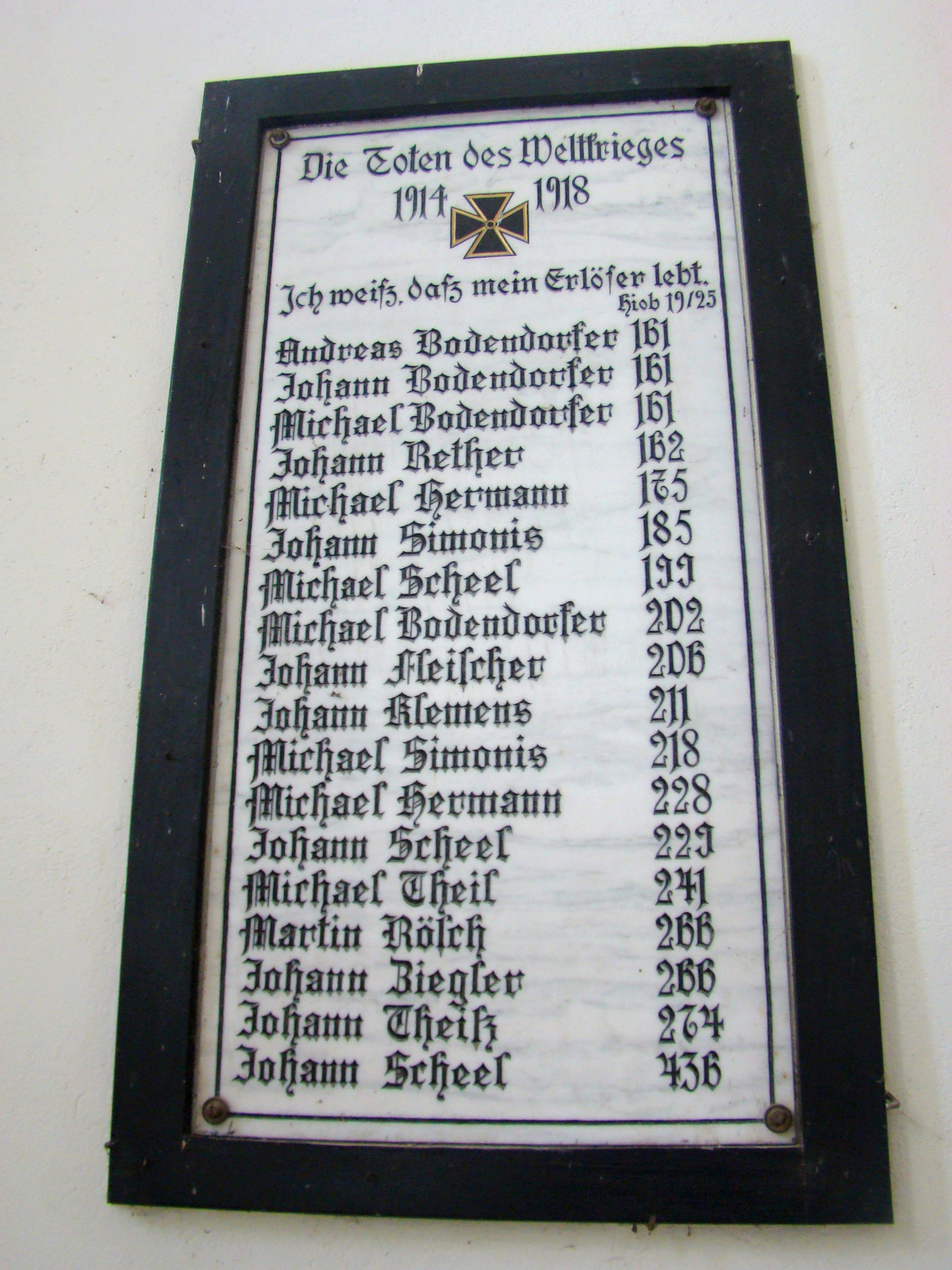
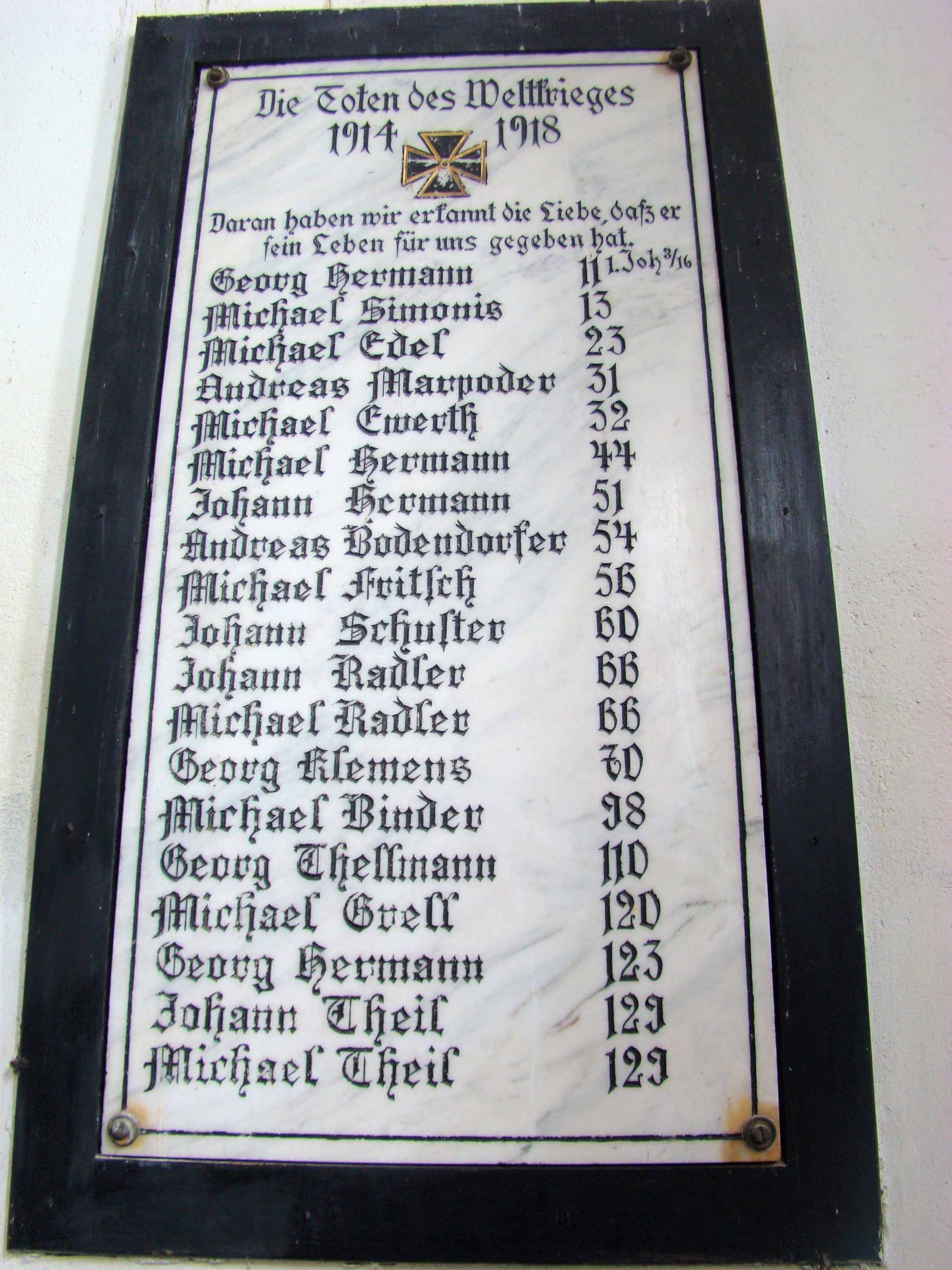
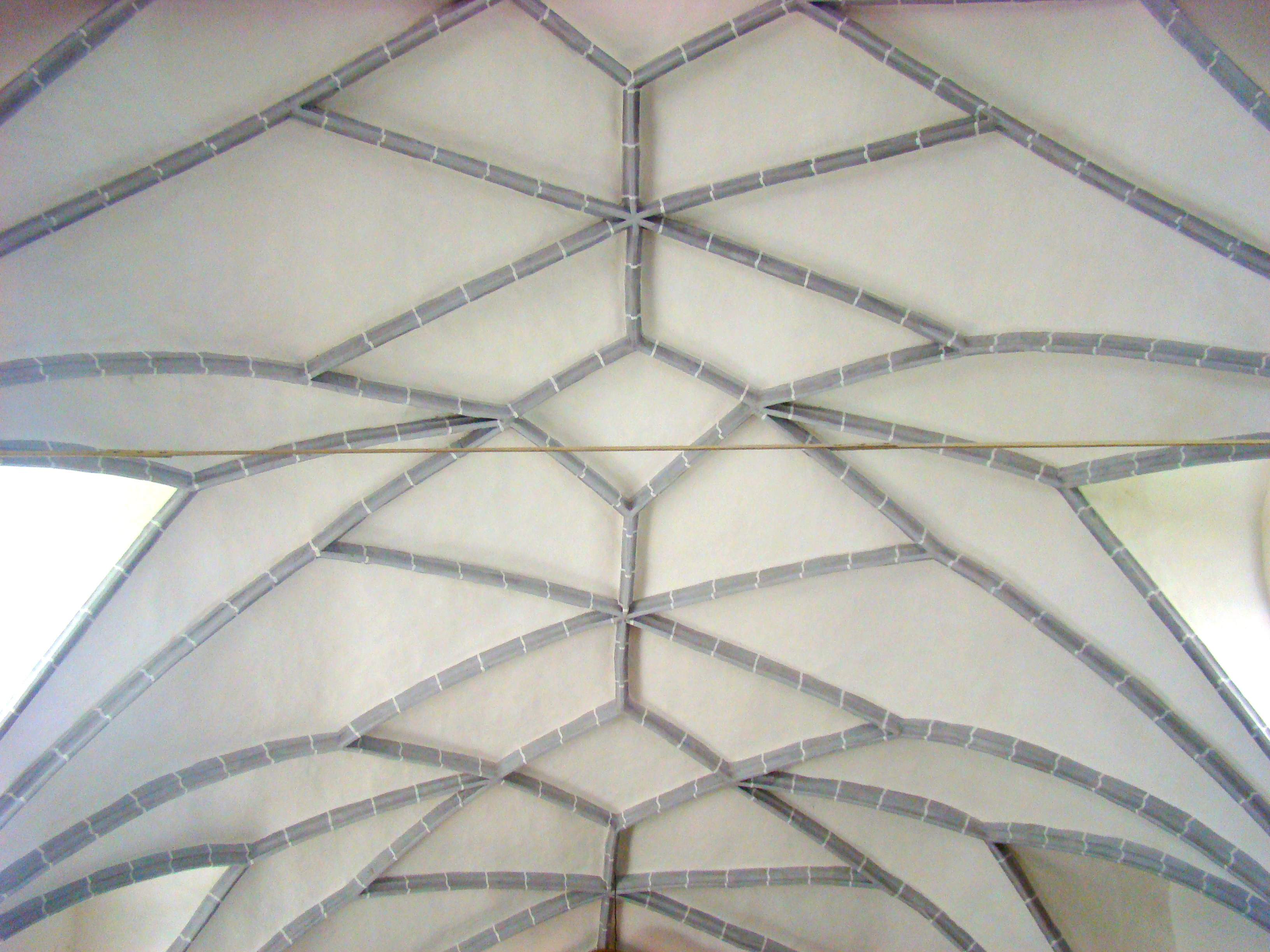
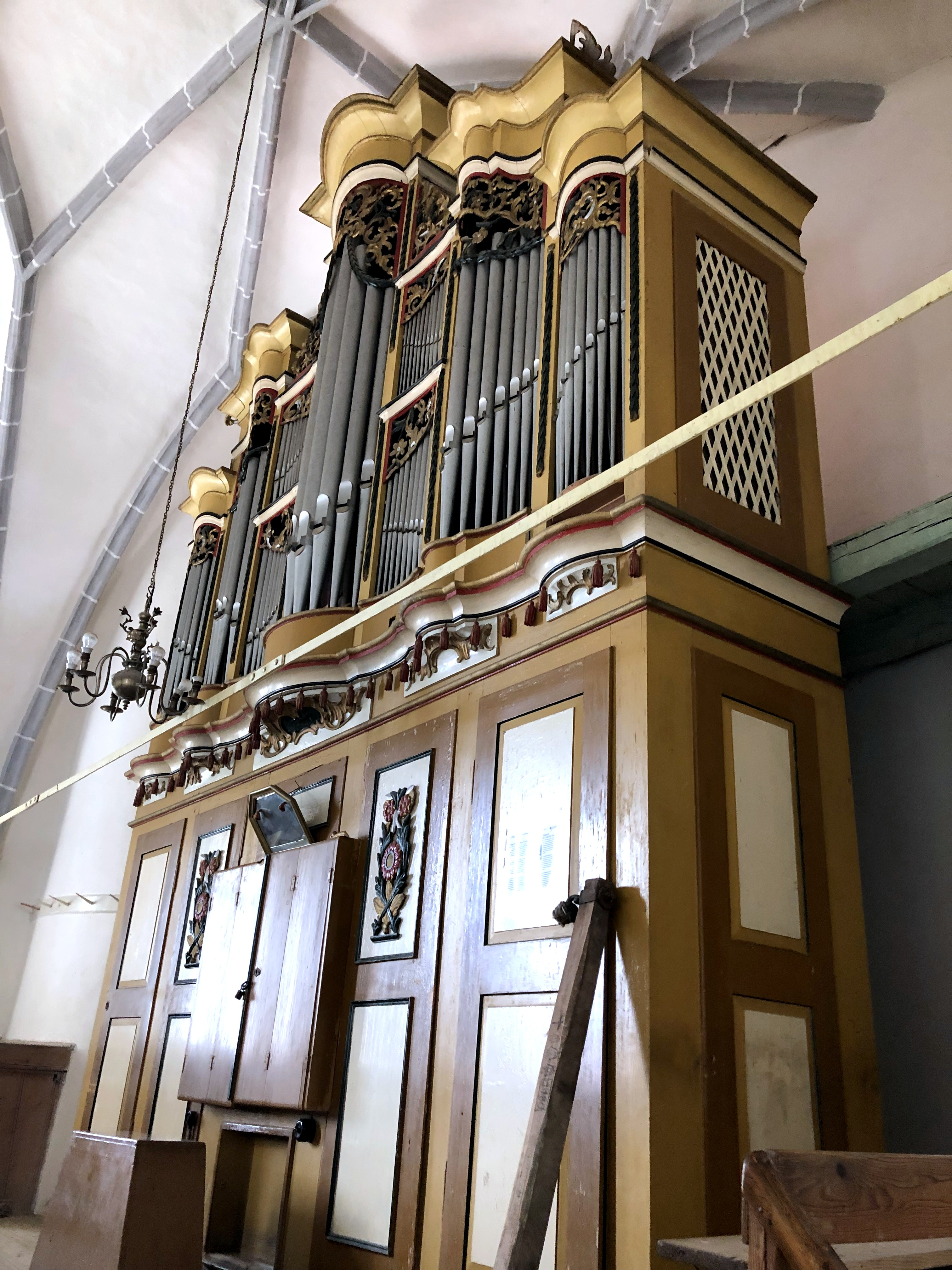
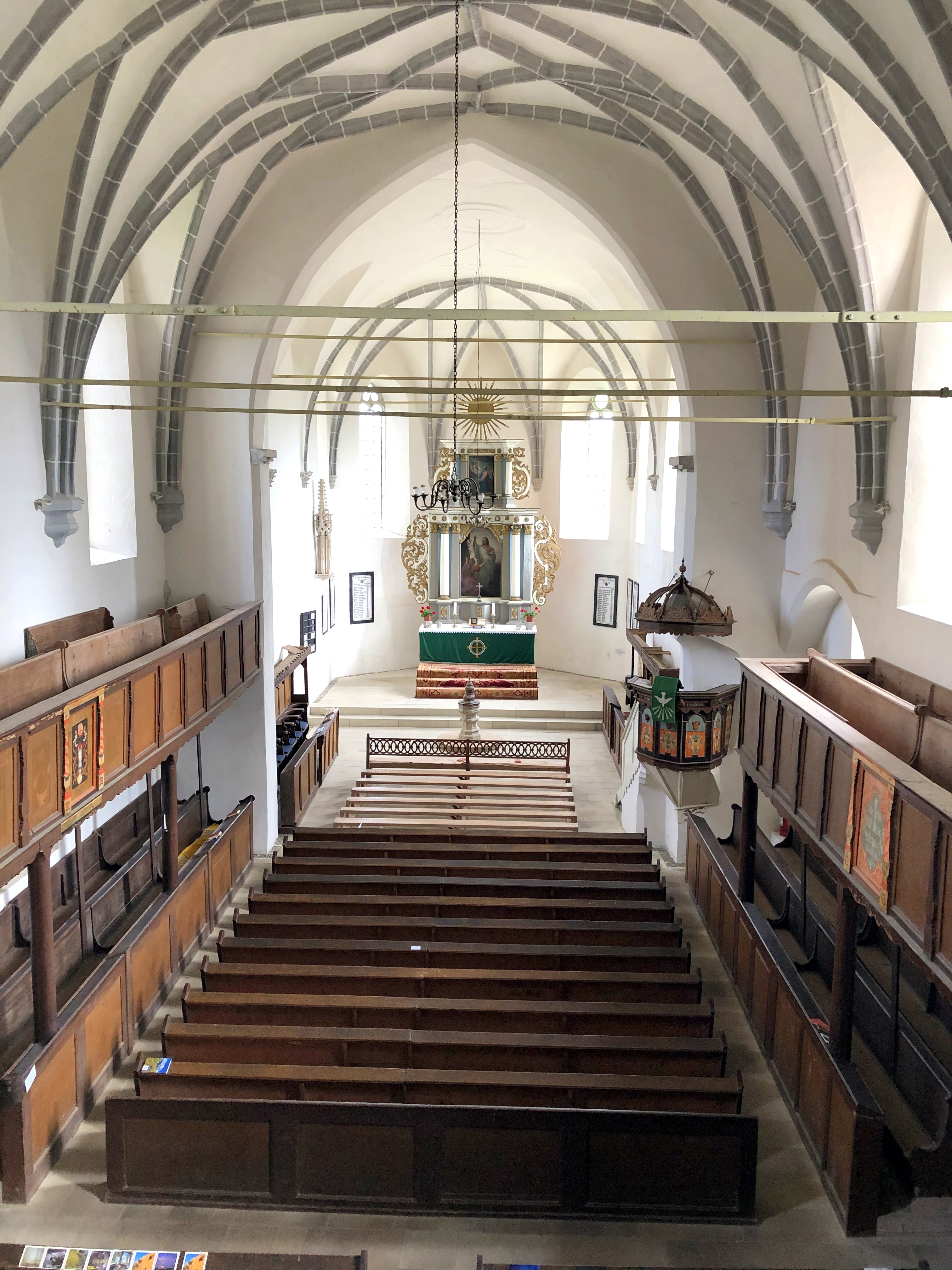
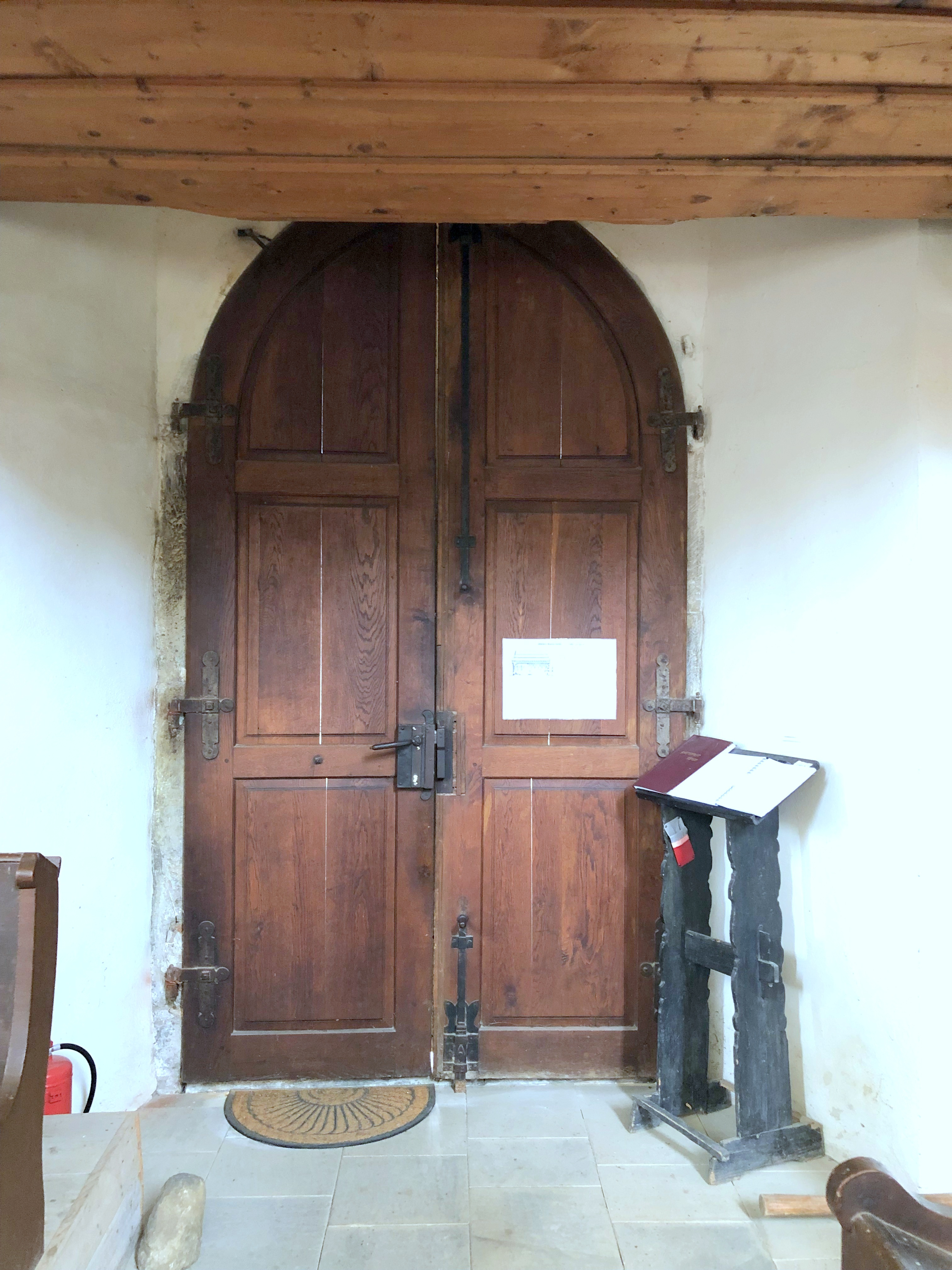

1. ↑  Imagine obţinută în timpul lucrărilor de reparaţii la turn, cu sprijinul curatorului bisericii evanghelice din Saschiz Johann Schaaser